# Список эпизодов телесериала «Флэш»
Список эпизодов американского телесериала «Флэш», премьера которого состоялась 7 октября 2014 года. Сериал основан на супергерое DC Comics по имени Флэш (Барри Аллен), борце с преступностью в костюме, который был создан Робертом Кнайгером, Джоном Брумом и Кармином Инфантино. Сериал является спин-оффом сериала «Стрела» и происходит в той же вселенной.
В детстве Барри Аллен стал свидетелем убийства своей матери, в котором несправедливо обвинили его отца. Работая судмедэкспертом, Аллен пытается раскрыть правду об убийстве матери, что приводит его к ускорителю частиц Харрисона Уэллса. После взрыва ускорителя частиц в Аллена ударяет молния, из-за чего он впадает в кому на 9 месяцев. Когда он просыпается, то узнаёт, что имеет способность двигаться на сверхчеловеческих скоростях. Но он — не единственный, кто получил суперспособности.

## Обзор сезонов
| Сезон | Сезон | Эпизоды | Оригинальная дата выхода | Оригинальная дата выхода | Рейтинг Нильсена | Рейтинг Нильсена   |
| Сезон | Сезон | Эпизоды | Премьера сезона          | Финал сезона             | Ранг             | Зрители (миллионы) |
| ----- | ----- | ------- | ------------------------ | ------------------------ | ---------------- | ------------------ |
|       | 1     | 23      | 7 октября 2014           | 19 мая 2015              | 118              | 4,62               |
|       | 2     | 23      | 6 октября 2015           | 24 мая 2016              | 112              | 4,25               |
|       | 3     | 23      | 4 октября 2016           | 23 мая 2017              | 120              | 3,50               |
|       | 4     | 23      | 10 октября 2017          | 22 мая 2018              | 151              | 3,04               |
|       | 5     | 22      | 9 октября 2018           | 14 мая 2019              | 153              | 2.43               |
|       | 6     | 19      | 8 октября 2019           | 12 мая 2020              | 113              | 2.23               |
|       | 7     | 18      | 2 марта 2021             | 20 июля 2021             | 132              | 1.58               |
|       | 8     | 20      | 16 ноября 2021           | 29 июня 2022             | 122              | 1.04               |
|       | 9     | 13      | 8 февраля 2023           | 24 мая 2023              |                  |                    |

## Список серий

### Сезон 1 (2014-15)
| № общий | № в сезоне | Название                                             | Режиссёр         | Автор сценария                                                                                  | Дата премьеры   | Зрители в США (млн) |
| --- | ---------- | ---------------------------------------------------- | ---------------- | ----------------------------------------------------------------------------------------------- | --------------- | ------------------- |
| 1 | 1          | «Пилотная серия» «Pilot»                             | Дэвид Наттер     | Сюжет: Грег Берланти, Эндрю Крайсберг и Джефф Джонс Телесценарий: Эндрю Крайсберг и Джефф Джонс | 7 октября 2014  | 4,79                |
| В Барри Аллена, судмедэксперта полицейского департамента Централ-сити, попадает молния во время бури, созданной взрывом ускорителя частиц в С.Т.А.Р. Лабс. Пробудившись после девятимесячной комы в тех же лабораториях, где его поместили его кумир доктор Харрисон Уэллс и его ассистенты доктор Кейтлин Сноу и Циско Рамон. Барри вскоре узнаёт, что у него появилась способность бегать со сверхчеловеческой скоростью, и что существуют другие так называемые «мета-люди», созданные взрывом ускорителя частиц. Один из них, Клайд Мардон, грабит банки с помощью своей способности управлять погодой. Чтобы остановить Клайда, Циско предоставляет Барри костюм, способный устоять перед огромной скоростью, развиваемой Барри. Он обнаруживает Мардона, и с помощью детектива Джо Уэста, который узнаёт о способностях Барри, ему удаётся остановить Мардона. С помощью своих новых способностей Барри клянётся найти того, кто убил его мать много лет назад, считая, что это, скорее всего, ещё один мета-человек, способный двигаться так же быстро, как и Барри. Всё это Барри рассказывает Оливеру Куину, совершив пробежку в Старлинг-сити. Стрела советует Барри стать ангелом-хранителем Централ-сити, настоящим героем. В конце серии раскрывается, что доктор Уэллс — не инвалид и что он знает о судьбе Барри, читая газету из будущего, в которой написано об исчезновении Флэша. |            |                                                      |                  |                                                                                                 |                 |                     |
| 2 | 2          | «Самый быстрый человек на Земле» «Fastest Man Alive» | Дэвид Наттер     | Сюжет: Грег Берланти и Эндрю Крайсберг Телесценарий: Эндрю Крайсберг и Джефф Джонс              | 14 октября 2014 | 4,27                |
| С помощью Циско Барри начинает использовать свои способности для борьбы с мелкими преступлениями и для помощи горожанам. По мере использования своих способностей Барри понимает, что у них есть побочные эффекты, в частности он падает в обморок, пытаясь остановить грабителей. Кейтлин и Циско узнают, что причиной этому стал низкий уровень глюкозы из-за ускоренного метаболизма и что ему необходимо больше питаться. Становится известно, что грабителем является мета-человек по имени Дантон Блэк, способный создавать свои копии и желающий убить своего бывшего работодателя Саймона Стэгга (тот украл его исследования в области клонирования, из-за чего Блэк не смог спасти умирающую жену). Джо подбадривает Барри, и тот спасает Стэгга от покушения Блэка. Однако, преступник кончает жизнь самоубийством, чтобы не быть пойманным. Барри и Джо решают вместе искать убийцу его матери. Уэллс заявляется в кабинет Стэгга, готового поймать и исследовать загадочного спасителя, и для защиты Барри убивает его. |            |                                                      |                  |                                                                                                 |                 |                     |
| 3 | 3          | «То, от чего не сбежать» «Things You Can't Outrun»   | Джесси Уорн      | Элисон Шапкер и Грейн Годфри                                                                    | 21 октября 2014 | 3,59                |
| После массового убийства членов мафии Барри подозревает, что убийца является мета-человеком, способным управлять ядовитыми газами. Пока главный герой и Джо занимаются расследованием, доктор Уэллс и его команда переделывают ускоритель частиц в тюрьму, предназначенную для содержания мета-людей, пока учёные не нашли способ убрать их способности. Для Кейтлин это вызывает горькие воспоминания о её женихе, пожертвовавшим собой для спасения лаборатории при взрыве ускорителя. После очередного убийства Барри обнаруживает исполнителя — Кайла Нимбуса, но оказывается неспособным остановить его, к тому же тот способен превращаться в газ. Узнав, что следующей целью Нимбуса является Джо, Барри бежит в тюрьму и спасает его, заставив Нимбуса перенапрячься. Учёные запирают убийцу в камере, предназначенной для него. Уэллс вспоминает день взрыва ускорителя частиц, в особенности тот момент, когда он наблюдал с помощью тайной видеокамеры, как Барри ударила молния. |            |                                                      |                  |                                                                                                 |                 |                     |
| 4 | 4          | «Да наступит беспредел» «Going Rogue»                | Глен Винтер      | Джефф Джонс и Кай Ю Ву                                                                          | 28 октября 2014 | 3,53                |
| Доктор Уэллс начинает тестировать способности Барри, заставляя его совершать несколько действий одновременно. Во время теста банда грабителей пытается взять бронированный грузовик с бесценным бриллиантом, Барри удаётся остановить их, но преступники сбегают. Барри идентифицирует главаря, Леонарда Снарта, по фотографии. В город приезжает Фелисити Смоук, чтобы проведать главного героя. Оказывается, Фелисити уже знает о способностях Барри (она подслушала его разговор с Оливером в первой серии), и тот знакомит её со своими друзьями в С.Т.А.Р. Лабс. Чтобы бороться с Полоской (как СМИ окрестили Барри), Снарт приобретает оборудование, украденное из С.Т.А.Р. Лабс, включая криогенный пистолет. Циско признаётся в создании оружия для борьбы с Барри на случай, если тот станет убийцей. Фелисити помогает команде найти Снарта, который устраивает ловушку для Барри. Циско, Кейтлин и Фелисити вовремя прибывают, чтобы спасти героя, но Снарту удаётся уйти с бриллиантом и крио-оружием. Позже Снарт разговаривает со своим бывшим партнёром, Миком, обожающим огонь, и предлагает ему вместе бороться с Полоской, дав тому огнемёт, созданный в С.Т.А.Р. Лабс. |            |                                                      |                  |                                                                                                 |                 |                     |
| 5 | 5          | «Пластик» «Plastique»                                | Дермотт Даунс    | Аарон Хелбинг, Тодд Хелбинг и Брук Эикмейер                                                     | 11 ноября 2014  | 3,46                |
| В городе появляется новый мета-человек, способный касанием превратить любой предмет во взрывчатку. Барри узнаёт, что этим мета-человеком является Бет Санс Соуси, в прошлом — солдат и эксперт по взрывчатке, взрыв ускорителя частиц слил шрапнель с её телом на клеточном уровне. Барри приводит её в С.Т.А.Р. Лабс, так как за ней охотится генерал Уэйд Эйлинг, но процесс слияния невозможно обратить вспять. Доктор Уэллс тайно убеждает Бет убить Эйлинга, чтобы военный более не смог использовать мета-людей. Узнав, где она, Барри бежит на помощь и останавливает её до её прикосновения к Эйлингу, но генерал стреляет в неё. После смерти тело Бет готово взорваться, и для спасения города Барри бросает труп в реку далеко от города. Эйлинг приезжает к Уэллсу и требует начать совместную работу для розыска и исследования мета-людей. Уэллс отказывается и угрожает Айлингу, а затем вспоминает события пятилетней давности, когда в прошлый раз порвал связи с Эйлингом. Тогда Уэллс подошёл к клетке с гориллой Гроддом и сказал, что у него есть для гориллы свои планы. |            |                                                      |                  |                                                                                                 |                 |                     |
| 6 | 6          | «Рождение Флэша» «The Flash Is Born»                 | Милисент Шелтон  | Джейми Паглия и Крис Рафферти                                                                   | 18 ноября 2014  | 3,73                |
| Вспышка навещает Айрис, прося прекратить писать о нём. Не успев закончить, Барри вынужден уйти, чтобы остановить угонщика, но ударив его, ломает руку, ибо кожа преступника превратилась в металл. Вором оказывается Тони Вудворд, который в детстве издевался над Барри. Команда находит убежище бандита, и Барри, устремившись к нему безо всякого плана, снова проигрывает, оказавшись между жизнью и смертью. Вернувшись в лабораторию, Циско сообщает, что если Барри сможет ударить Тони на скорости выше 800 миль в час под правильным углом, то этого будет достаточно, чтобы нанести вред Тони. Тони похищает Айрис и требует, чтобы она написала о нём. Барри наносит удар на сверхзвуковой скорости и временно лишает Тони его способности. После этого Тони запирают в С.Т.А.Р. Лабс, а Айрис называет своего героя «Флэш». В это время к Джо является мета-человек, убивший мать Барри. На этот раз он похищает все записи и оставляет предупреждение Джо, чтобы тот оставил это дело. |            |                                                      |                  |                                                                                                 |                 |                     |
| 7 | 7          | «Перебои в питании» «Power Outage»                   | Ларри Шоу        | Элисон Шапкер и Грейн Годфри                                                                    | 25 ноября 2014  | 3,47                |
| Доктор Уэллс возвращается в секретную комнату, где делает записи о растущих способностях Барри и, используя компьютер, узнаёт события из будущего. Герой прибывает на место преступления, где видит обугленное до неузнаваемости тело погибшего от сильного разряда тока. Так как рядом нет подходящего источника энергии, Барри предполагает виновным мета-человека. Во время идентификации личности убитого команда замечает утечку электроэнергии в городе. Когда Барри прибывает на место, его атакует Фарук Джебран — мета-человек со способностью поглощать электрическую энергию, который забирает способность главного героя к быстрому перемещению. Доктор Уэллс, проверяя на своём секретном компьютере данные, узнаёт, что нету никаких данных о Флэше или Барри в будущем, и считает необходимым перезапустить его тело электрическим разрядом. Пока команда пытается помочь Барри, Фарук проникает в лабораторию. Чтобы задержать его, Уэллс выпускает на волю Тони Вудворда. Перезапуск не помогает, но Уэллс определяет, что проблема психологическая, а не физическая. Когда Фарук, убив Тони, добирается до команды, и жизнь доктора Уэллса показывается в опасности, Барри преодолевает свой страх и останавливает Фарука. Позже доктор Уэллс берёт образец крови Фарука, чтобы определить, как ему удалось поглотить способности Флэша. |            |                                                      |                  |                                                                                                 |                 |                     |
| 8 | 8          | «Флэш против Стрелы» «Flash vs. Arrow»               | Глен Винтер      | Сюжет: Грег Берланти и Эндрю Крайсберг Телесценарий: Бен Соколовски и Брук Айкмайер             | 2 декабря 2014  | 4,34                |
| Банки Централ-сити грабит человек, способный одним взглядом заставить людей драться и убивать друг друга. Пока Флэш пытается найти его, Айрис и Эдди спорят из-за его моральных принципов — Эдди начинает считать, что Флэш является угрозой обществу, в чём пытается убедить начальство и напарника. Тем временем в городе объявляются Фелисити, Диггл и Оливер (лично и в качестве Стрелы), расследующие преступления с применением особо прочного бумеранга (намёк на суперзлодея Капитана Бумеранга). Оливер считает, что Барри приносит вреда больше, чем пользы, поэтому берётся обучить его. Однако это представляет собой проблему, когда мета-человек превращает Флэша в злодея, после чего тот сразу нападает на Эдди и Айрис. Оливер вступает в схватку со злым Флэшем и побеждает при помощи доктора Уэллса и детектива Уэста, которые специальным устройством привели Барри в чувство. Вместе Стрела и Флэш захватывают мета-человека и сажают его к остальным преступникам-сверхлюдям. Позже в городе объявляется «Огненный Шторм» — мета-человек разжигающий огонь и управляющий им. Это жених Кейтлин Сноу, считавшийся погибшим при взрыве ускорителя частиц. |            |                                                      |                  |                                                                                                 |                 |                     |
| 9 | 9          | «Человек в жёлтом» «The Man in the Yellow Suit»      | Ральф Хемекер    | Аарон Хелбинг и Тодд Хелбинг                                                                    | 9 декабря 2014  | 4,66                |
| Накануне Рождества Барри снова встречается со спидстером «Человеком в Жёлтом Костюме», убившим его мать. Злодей нападает на лабораторию компании «Меркьюри», старого конкурента С.Т.А.Р. Лабс, чтобы украсть прототип тахионного ускорителя. Эдди подозревает в нападении единственного известного ему спидстера — Флэша. Кэйтлин Сноу встречается со своим женихом «Огненным Штормом», но тот будто не помнит её, называя себя псевдонимом. Она скрывает это ото всех, кроме Циско, который должен ей помочь в поисках. Барри узнаёт, что Айрис и Эдди съезжаются, так как Эдди подарил Айрис ключ от своей квартиры на Рождество. Но по совету отца он всё равно раскрывает ей свои чувства. Позже, убедив главу «Меркьюри» отдать им тахионный ускоритель, команда пытается поймать «Человека в Жёлтом Костюме», который быстрее Флэша и откуда-то знает его, но тот вырывается, предварительно избив доктора Уэллса, остальных спасает Барри и Огненный Шторм, который крикнул Кейтлин, чтобы она не искала его (что намекает на то, что он всё-таки помнит). Циско раскрывает Уэсту, что во время убийства матери Барри присутствовал не только Человек в Жёлтом Костюме, но и Флэш. Уэст рассказывает Эдди о мета-людях, не упоминая имени Флэша. В финальной сцене доктор Уэллс в своём тайном убежище раскрывает ещё одну потайную комнату, где висит жёлтый костюм спидстера, к которому он присоединяет тахионный ускоритель. |            |                                                      |                  |                                                                                                 |                 |                     |
| 10 | 10         | «Месть Негодяев» «Revenge of the Rogues»             | Ник Копус        | Джефф Джонс и Кай Ю Ву                                                                          | 20 января 2015  | 3,87                |
| После встречи с Обратным Флэшем (то есть Человеком в Жёлтом костюме), Барри тренируется, чтобы достичь новых высот во владении своей скоростью. В Централ-сити возвращается Леонард Снарт, также известный как Капитан Холод, и его напарник-пироман, получивший впоследствии прозвище Тепловая Волна. Вместе они совершают несколько налётов в надежде, что Флэш попытается остановить их, но тот не желает драки из-за угрозы жизни простых людей. Вместо этого учёные С.Т.А.Р. Лабс создают новую экипировку для полиции, которая способна противостоять низкой температуре. Но злодеи похищают Кейтлин Сноу, чтобы заставить Флэша превратить себя из городской легенды в действующего в открытую супергероя. Флэш становится известным, но Капитан Холод и Тепловая Волна пойманы. Попутно на протяжении серии Айрис решает с переездом после любовного признания Барри, а Кейтлин ищет упоминания об Огненном Шторме и натыкается на проект под руководством пропавшего профессора Мартина Штейна. В финальной сцене пойманных злодеев освобождает из тюремного транспорта Лиза Снарт, которой Капитан Холод говорит: «Привет, сестрёнка!» |            |                                                      |                  |                                                                                                 |                 |                     |
| 11 | 11         | «Звук и ярость» «The Sound and the Fury»             | Джон Шоуолтер    | Элисон Шапкер и Брук Айкмайер                                                                   | 27 января 2015  | 4,08                |
| На Харрисона Уэллса нападает неизвестный, который неизвестным способом разбивает стеклянную крышу, и только сила Флэша спасает доктора от тучи падающих осколков. Барри и детектив Уэст определяют, что стекло разбила звуковая вибрация, а доктор Уэллс признаётся, что знает нападавшего — им оказывается бывший «любимчик» доктора, Хартли Рэтуэй. Во флэшбэке показываются события двухлетней давности, когда Циско только пришёл на работу в С.Т.А.Р. Лабс и встретился с чрезвычайно плохим характером Хартли. Впоследствии Флэш ловит Хартли, который называет себя Дудочником (англ. The Pied Piper, рус. «гамельнский крысолов») и использует перчатки, излучающие звук, и команда помещает его в камеру ускорителя. Однако он оттуда сбегает, прихватив данные о сканированиях Барри, а также вынуждает доктора Уэллса признать, что его предупреждали о предполагаемом взрыве ускорителя. Доктор Уэллс признаётся в этом всему городу. Дудочник ему не поверил и напал на людей на плотине, с помощью данных сканирования почти убивает Флэша, но учёные С.Т.А.Р. Лабс таки помещают его обратно в камеру. Тем не менее он говорит Циско, что тот выпустит его, так как он знает, как спасти Ронни Рэймонда. В финальной сцене доктор Уэллс в своём убежище использует тахионный ускоритель, чтобы стабилизировать свою силу спидстера, так как она постоянно выходит из-под контроля. |            |                                                      |                  |                                                                                                 |                 |                     |
| 12 | 12         | «Схожу из-за тебя с ума» «Crazy for You»             | Роб Харди        | Аарон Хелбинг и Тодд Хелбинг                                                                    | 3 февраля 2015  | 3,60                |
| Между Кейтлин и Циско наступает конфликт по поводу поисков Ронни Рэймонда. Девушка Шона, имеющая способность к телепортации, вытаскивает своего парня Клэя Паркера из тюрьмы Айрон-Хайтс, который должен вернуть денежную сумму своему боссу Маркусу. Отец Флэша даёт наводку на нахождение преступников, Клэя ранят и арестовывают Маркуса, за что его избивают. Флэш настигает парочку, в итоге ловит Шону, а Клэю удаётся сбежать. На протяжении всей серии Циско имеет дела с Хартли/Дудочником, чтобы выяснить судьбу Ронни Рэймонда и Мартина Штейна, в результате Хартли оказывается на воле, как и предсказывал. В финальной сцене двое водопроводчиков спускаются в канализацию из-за неполадки, и там на них нападает горилла Гродд. |            |                                                      |                  |                                                                                                 |                 |                     |
| 13 | 13         | «Ядерный человек» «The Nuclear Man»                  | Глен Винтер      | Эндрю Крайсберг и Катерина Вальцак                                                              | 10 февраля 2015 | 3,66                |
| Команда С.Т.А.Р. Лабс разделяется на две группы: Барри, Кейтлин и доктор Уэллс разыскивают Огненного Шторма в связи с нападением последнего на одного из коллег доктора Штейна и пытаются решить проблему с его обратным разделением на Штейна и Ронни. Циско тем временем вместе с детективом Уэстом идут в старый дом Алленов, чтобы раз и навсегда доказать утверждение о двух бегунах в день убийства Норы Аллен, а также развеять (или доказать) сомнения, что доктор Уэллс является причастным к этому. На протяжении серии Барри ходит на свидания с Линдой Парк, но часто его двойная жизнь лишь мешает ему, и он должен решить, окончательно ли начать отношения с Линдой и забыть Айрис, или посвятить всего себя Айрис и жизни Флэша. В финальной сцене, после взрыва Огненного Шторма, группа военных засекает его энергию и получает задание найти и захватить Огненного Шторма. |            |                                                      |                  |                                                                                                 |                 |                     |
| 14 | 14         | «Последствия» «Fallout»                              | Стивен Сурджик   | Кето Шимидзу и Бен Соколовски                                                                   | 17 февраля 2015 | 4,01                |
| Серия начинается там же, где заканчивается предыдущая. Флэш спасает Кейтлин от взрыва, но выясняется, что план по разделению Ронни и Штейна увенчался успехом. Обе личности Огненного Шторма возвращаются к обычной жизни. Очень быстро выясняется, что сосуществование в одном теле привело к тому, что один чувствует то же, что и другой. Тем временем группа военных под предводительством генерала Эйлинга охотится на Ронни и Штейна, чтобы запустить программу суперсолдата на основе способностей Огненного Шторма. Джо Уэст рассказывает Барри о том, что в будущем Флэш совершит путешествие во времени, и Барри пытается выяснить, как это возможно. А Ронни и Штейн учатся взаимодействовать, чтобы спастись от людей Эйлинга. В финальной сцене Обратный Флэш похищает Эйлинга и спускается вместе с ним в канализацию, впервые снимая маску, а Эйлинг знакомится с поумневшим и заговорившим Гориллой Гроддом. |            |                                                      |                  |                                                                                                 |                 |                     |
| 15 | 15         | «Вне времени» «Out of Time»                          | Тор Фройденталь  | Тодд Хелбинг и Аарон Хелбинг                                                                    | 17 марта 2015   | 3,69                |
| Марк Мардон, обладающий способностью контролировать погоду, возвращается в Централ-Сити, чтобы отомстить за смерть своего брата Клайда, и нацеливается на Джо. Циско начинает верить в правоту Джо насчёт Уэллса, поэтому он перепроверяет силовое поле для поимки Обратного Флеша. Он обнаруживает, что Обратный Флэш никогда не был в силовом поле, и это была лишь голограмма. Появляется Уэллс, раскрывая себя как Эобарда Тоуна, человека из будущего, который убил маму Барри, когда он в действительности пытался убить Барри. Уэллс также объясняет, что он подталкивает Барри к развитию сил настолько, чтобы он смог использовать силы Барри для возвращения в своё время. Потом он убивает Циско, чтобы сохранить свой секрет. Марк похищает Джо и заставляет его смотреть, как он направляет цунами на Централ-сити в надежде убить Айрис. Барри вынужден раскрыть свою тайну перед Айрис для того, чтобы спасти город. Барри бежит вперёд и назад вдоль береговой линии, чтобы создать барьер против цунами, но он разгоняется так быстро, что создает искривление времени и отправляется в прошлое, на утро того дня, когда Марк прибыл обратно в Централ-сити. |            |                                                      |                  |                                                                                                 |                 |                     |
| 16 | 16         | «Время Негодяев» «Rogue Time»                        | Джон Беринг      | Сюжет: Грейн Годфри Телесценарий: Брук Айкмайер и Кай Ю Ву                                      | 24 марта 2015   | 3,33                |
| Флэш перемещается назад на один день. Первоначально не поверив, что это возможно, затем Барри видит возможность изменить события, которые он помнит, несмотря на предупреждения доктора Уэллса. Барри его не слушает, находит Марка Мардона и сажает его в камеру С.Т.А.Р. Лабс. События меняются: Айрис забывает о своём признании, Линда расстаётся с Барри, Циско с Кейтлин идёт на день рождения брата, а в Централ-сити, на смену Мардону, возвращаются Снарт, Мик и Лиза Снарт, которые похищают Циско и его брата с целью восстановить оружие и изготовить таковое для Лизы. Также Негодяи узнают тайну личности Флэша, пытая на глазах Циско его брата. В результате Флэш заключает с Негодяями договор: они не убивают и не мучают людей, а Флэш не отправляет их в тюрьму за похищение Циско и попытку ограбить фургон с деньгами. В конце Обратный Флэш вместо Циско убивает репортёра, который пытается написать статью о причастности доктора Уэллса к исчезновению Саймона Стэга. В финальной сцене Барри на том самом месте, где его ударила молния, сообщает Джо Уэсту, что его подозрения насчёт доктора Уэллса небеспочвенны. |            |                                                      |                  |                                                                                                 |                 |                     |
| 17 | 17         | «Трюкач» «Trickster»                                 | Ральф Хемекер    | Эндрю Крайсберг                                                                                 | 31 марта 2015   | 3,67                |
| Джо и Барри рассуждают о докторе Уэллсе. Тем временем суперзлодей, называющий себя Трикстером, устраивает беспорядки, сбрасывая на город бомбы. Джо и Барри навещают в тюрьме Джеймса Джесси, который был Трикстером 20 лет назад. Тот возмущается, что кто-то присвоил себе его имя, и нехотя сообщает, где находится его логово, откуда подражатель мог взять его вещи. Но оказывается, что подражатель всё оттуда забрал. Трикстер сообщает, что на складе хранилась очень большая бомба. Подражатель выкладывает видео, в котором сообщает, что спрятал бомбу где-то в Централ-сити, и пока Флэш ищет бомбу в указанных координатах, подражатель освобождает Трикстера, взяв в заложники отца Барри. Подражатель оказывается сыном Джеймса. Трикстеры берут в заложники гостей на благотворительном балу мэра, угостив их ядом. Прибывшему Флэшу надевают на руку взрывчатку. Доктор Уэллс объясняет Флэшу, как освободиться, используя скорость. Слишком глубокие знания Уэллса о скорости лишь подтверждают сомнения Барри о его личности. Флэш вводит заложникам антидот и освобождает своего отца, попутно раскрыв ему свою личность. Позже Флэш раскрывает свою личность Эдди и убеждает его сказать Айрис, расследующую пропавшего репортёра, что тот просто уехал. Во флешбэках показано, как Эобард Тоун убивает Харрисона Уэллса и его невесту и занимает его место. |            |                                                      |                  |                                                                                                 |                 |                     |
| 18 | 18         | «Команда звёзд» «All-Star Team-Up»                   | Кевин Танчароен  | Грейн Годфри и Кай Ю Ву                                                                         | 14 апреля 2015  | 3,67                |
| Флэш, Эдди и Джо Уэст занимаются рейдами на преступников, производя арест за арестом. Эдди нравится, что их работа улучшилась, но сокрытие тайны личности Флэша все больше отдаляет его от Айрис, и Айрис это заметила. Тем временем кто-то начинает убивать видных ученых при помощи пчел, и все ниточки ведут в Mercury Labs. В Централ-сити прибывают Рэй Палмер и Фелисити Смоук, так как Рэй ищет способ улучшить функциональность костюма Атома. Все вместе они находят Бри Ларван, или Жукоглазую Бандитку (как назвали её Рэй и Циско), которая использует созданных ей пчел-роботов, чтобы отомстить тем, кто её уволил. Тем временем Циско снятся сны о том, как доктор Уэллс ходит, признается что он Обратный Флэш и убивает Циско (события стертой линии времени, показанной в эпизоде «Вне времени»). В финале эпизода Джо Уэст, Барри, Кейтлин и Циско встречаются в лаборатории Барри и делятся друг с другом предположениями о том, что доктор Уэллс и есть Обратный Флэш. |            |                                                      |                  |                                                                                                 |                 |                     |
| 19 | 19         | «Кто такой Харрисон Уэллс?» «Who is Harrison Wells?» | Вендей Шантцлер  | Рей Утарначитт и Кортни Норрис                                                                  | 21 апреля 2015  | 3,75                |
| В городе объявляется новый мета-человек Ганнибал Бейтс способный принимать любое обличье и ставший преступником. Джо и Циско едут на место аварии в Старлинг-Сити, после которой Харрисон Уэллс полностью изменился. Там им помогают Лорелл и Квентин Лэнс. Также Циско по просьбе Лорелл совершенствует ей крикун её сестры. Они находят труп настоящего Уэллса и везут его в Централ-Сити. Попытка Барри и Эдди арестовать Ганнибала кончается тем, что он принимает обличье последнего и расстреливает двух полицейских. Эдди арестовывают самого. Барри удается поймать Бейтса на камеру. Запись показывают главе полиции Централ-Сити, и он освобождает Эдди. При исследовании трупа Уэллса пятерка понимает, кто он. Барри и Кейтлин с Циско обнаруживают комнату Тоуна-Уэллса: там они находят костюм Обратного Флэша, окончательно раскрывающий его личность, и газету из будущего, на которой первым делом замечают дату — 25 апреля 2024 года. |            |                                                      |                  |                                                                                                 |                 |                     |
| 20 | 20         | «Западня» «The Trap»                                 | Стив Шилл        | Элисон Шапкер и Брук Айкмайер                                                                   | 28 апреля 2015  | 3,93                |
| Барри, Циско и Кейтлин в тайной комнате Уэллса находят странные находки, а именно: 1) У Уэллса есть газета из 2024 года, когда пропадает Барри; 2) К тому времени в 2024 году Барри раскроет свой секрет миру; 3) К тому времени Барри станет начальником криминалистического отдела полиции Централ-Сити; 4) К тому времени Айрис станет женой Барри; 5) Костюм Обратного Флэша; 6) Искусственный интеллект под именем «Гидеон»; 7) «Гидеон» выполняет все требования Барри, так как именно он создаст его. Компании приходится сбежать оттуда, не получив ответов на все вопросы из-за того, что приближался Уэллс. Эдди просит у Джо благословение на брак с Айрис, но Джо отказывает ему, дважды. Барри он говорит, что, если Айрис выйдет за Эдди, то после поймет, что любит Барри, но не могла решиться сказать этого раньше. Барри, Циско и Кейтлин пытаются с помощью специального устройства узнать о снах Циско, в которых Уэллс убивает его, и признании Уэллса в убийстве матери Барри, но Циско становится плохо, и они прекращают. Они организовывают для Уэллса ловушку, в которой тот должен признаться в убийстве мамы Барри. Она не срабатывает, и Джо подстреливает Уэллса, но оказывается что Уэллс подменил себя на Ганнибала Бейтса. Барри находит камеры отслеживающие все их действия и понимает, что ловушка была для них. Обратный Флэш похищает Эдди, который несмотря на запрет Джо пытается в это время сделать предложение Айрис. Флэш обещает Айрис найти его, и в момент когда он убегает искать их, Айрис бьет током от его пальцев, и она догадывается кто под маской. В финальной сцене Уэллс относит Эдди в ещё одно тайное логово, и говорит, что хоть он и его потомок, но не убил его в 9 серии по другой причине. Во флешбеках Уэллс уговаривает Джо перевести Барри в С.Т.А.Р. Лабс, тот нехотя соглашается. Во время посещения Барри, Айрис бьет током. Уэллс говорит, что очень сильно ненавидит Барри и еле сдерживается, чтобы его не убить, и обещает что рано или поздно, но Барри Аллен умрет. |            |                                                      |                  |                                                                                                 |                 |                     |
| 21 | 21         | «Гродд жив» «Grodd Lives»                            | Дермотт Доунс    | Грейн Годфри и Кай Ю Ву                                                                         | 5 мая 2015      | 3,62                |
| Команда Флэша пытается найти Эдди, которого похитил Обратный Флэш. Айрис приходит и объявляет Барри, что знает о тайне личности, а узнав все, начинает обвинять Барри в скрытности. Тем временем на различные объекты начинает нападать неизвестный в бронированном костюме и маске, используя большую огневую мощь. Когда Флэш обезвреживает его и снимает маску, он узнает в нём Эйлинга. Эйлинг находится не в себе, а Кейтлин быстро понимает, что это не Эйлинг, а сознание подопытной гориллы по имени Гродд, на которой испытывали препараты по развитию экстрасенсорных возможностей. Флэш не может находиться рядом с Гроддом или подконтрольными его сознанию людям, так как испытывает резкую слабость и боль, получая видения об опытах на Гродде. Однако он все равно идёт с Джо и Циско в канализацию, где исчезли рабочие, из-за чего Гродд похищает Джо, а Флэш оказывается ослаблен новым приступом видений. Команда Флэша разрабатывает способ противостоять ментальному влиянию Гродда и Флэш спасает Джо. Однако все понимают, что стычка с Гроддом был лишь отвлекающим манёвром: на протяжении всей серии Уэллс-Тоун создавал некий механизм, рассказывая Эдди обо всех потомках рода Тоун (при этом, как оказалось, сам Эдди оказался единственным непримечательным Тоуном). В финале выясняется, что Уэллс-Тоун создавал источник питания для огромного тоннеля, который должен вернуть Обратного Флэша в его время. |            |                                                      |                  |                                                                                                 |                 |                     |
| 22 | 22         | «Атмосфера безумия» «Rogue Air»                      | Доуг Аарниокоски | Аарон Хелбинг и Тодд Хелбинг                                                                    | 12 мая 2015     | 3,65                |
| Циско узнаёт, что Уэллс постоянно подзаряжал себя с помощью батареи, вмонтированной в его инвалидную коляску, поэтому он и был намного быстрее Барри. Ускоритель частиц активируется, из-за чего становится понятно, что Уэллс всё это время находился у них под носом и что он отремонтировал ускоритель. Команда Флэша обнаруживает логово Уэллса и связанного Эдди, но сам злодей убегает. Эдди пребывает в унынии, после того как Уэллс показал ему, что в будущем Айрис станет женой Барри. Эдди разрывает их отношения на этом основании. Опасаясь, что ускоритель уничтожит всех металюдей, заключённых в трубе, команда решает переместить их на остров Лян Ю, где А.Р.Г.У.С. содержит тюрьму для особо опасных преступников. Флэшу приходится просить о помощи Леонарда Снарта и его сестру, чтобы обезопасить перевоз. Снарт соглашается только после того, как Барри стирает всю информацию о нём с полицейской базы данных и вообще с Интернета. Снарт саботирует грузовик, и позволяет мета-людям сбежать, убивая лишь одного своим ледомётом, так как тот якобы должен ему денег. По его утверждению, эти злодеи теперь его должники. Уэллс возвращается в лабораторию и вызывает Барри на поединок. Барри бежит, но ему на помощь приходят Ронни/Мартин и Оливер. В одиночку они не могут справиться с Уэллсом, но, после того как они координируют свои действия, им удаётся обезвредить его с помощью инъекции нанороботов, не позволяющих ему ускоряться. Уэллса запирают в камере под лабораторией. |            |                                                      |                  |                                                                                                 |                 |                     |
| 23 | 23         | «Достаточно быстро» «Fast Enough»                    | Дермотт Доунс    | Сюжет: Грег Берланти и Эндрю Крайсберг Телесценарий: Габриэль Стэнтон и Эндрю Крайсберг         | 19 мая 2015     | 3,87                |
| Барри навещает Уэллса, который объясняет их вражеские отношения в далёком будущем. Уэллс также раскрывает, зачем он убил мать Барри и почему ему, в конце концов, пришлось воссоздать Флэша. Уэллс предлагает Барри сделку: Барри использует ускоритель частиц, чтобы открыть пространственно-временную дыру, которая позволит ему вернуться в ночь когда Реверс-Флэш убил его мать, а Барри позволит Уэллсу воспользоваться червоточиной, чтобы вернуться в своё время. У всех сомнения, так как никто не знает, к чему приведёт попытка изменения времени. С поддержкой Джо и Айрис Барри соглашается, и Уэллс объясняет, что он должен разогнаться до скорости вдвое превышающей скорость звука, после чего в ускоритель должна быть сброшена частица водорода, путешествующая в обратном направлении. При столкновении Барри и частицы, Барри прорвёт пространство и время. У Барри будет меньше 2 минут, чтобы изменить прошлое и вернуться, так как червоточина может превратиться в чёрную дыру, которая поглотит всю планету. Барри удаётся воспользоваться Силой Скорости, чтобы вернуться в ночь гибели матери, но Флэш из будущего останавливает его жестом, и Барри позволяет Тоуну нанести смертельную рану его матери. Прежде чем она умирает, Барри признаётся ей, кто он, и убеждает, что с ним всё в порядке. Барри возвращается и предотвращает попытку Уэллса вернуться в своё время. Разъярённый Уэллс избивает Барри и готовится убить его и всех его близких. Его останавливает выстрел — Эдди производит себе выстрел в сердце, чтобы остановить своего потомка. Прежде чем злодей исчезает из-за парадокса, Барри видит его настоящее лицо. Но затем в небе появляется чёрная дыра, начинающая засасывать всё подряд, и Барри бежит вверх по небоскрёбу, чтобы остановить её. |            |                                                      |                  |                                                                                                 |                 |                     |

### Сезон 2 (2015-16)
| № общий | № в сезоне | Название                                                         | Режиссёр          | Автор сценария                                                                          | Дата премьеры   | Зрители в США (млн) |
| --- | ---------- | ---------------------------------------------------------------- | ----------------- | --------------------------------------------------------------------------------------- | --------------- | ------------------- |
| 24 | 1          | «Человек, спасший Централ-сити» «The Man Who Saved Central-city» | Ральф Хемекер     | Сюжет: Грег Берланти и Эндрю Крайсберг Телесценарий: Эндрю Крайсберг и Габриэль Стэнтон | 6 октября 2015  | 3,58                |
| Флэш и Огненный шторм спасли Централ-сити, но Ронни погиб. С тех пор прошло полгода, Флэша признали героем. Во время церемонии награждения на Флэша нападает Атомный Крушитель. У Циско видение, показывающее Зума и Атомного Крушителя. Во время сражения со злодеем, Флэш срывает с него маску и видит человека, труп которого поместили сегодня в морг. Этот человек даже не был в Централ-сити во время взрыва ускорителя. Друзья Флэша хотят помочь Барри остановить злодея, но он отказывается от их помощи и пытается сам, в итоге проигрывает. Кейтлин нашла запись, на которой доктор Уэллс признается в убийстве Норры Аллен, и отца Барри освобождают из тюрьмы. Команда Флэша помогает Барри остановить Атомного Крушителя, и тот признается, что его нанял Зум. Циско добавил Барри на костюм новый знак (как на газете из будущего). Неожиданно в С.Т.А.Р. Лабс приходит Джей Гаррик, сообщающий, что мир Флэша находится в опасности. |            |                                                                  |                   |                                                                                         |                 |                     |
| 25 | 2          | «Флэш двух миров» «Flash of Two Worlds»                          | Джесси Уорн       | Аарон Хелбинг и Тодд Хеллбинг                                                           | 13 октября 2015 | 3,49                |
| Джей Гаррик рассказывает, что пришел из другого мира, где он был Флэшем. Прежде чем попасть в их мир, Джей бился с Зумом — злым бегуном, и проиграл. После этого в небе появился портал, который засосал Джея в другой мир (при этом Джей лишился Силы Скорости). Тем временем Зум переносит одного из мета-людей в мир Барри и обещает того вернуть домой, если он убьёт Флэша. Пока Кейтлин проверяет Джея на наличие сил, Доктор Штейн и Циско выдвигают теорию о других Землях (при этом они называют Землю Барри Землёй-1, а Землю Джея Землёй-2). К Джо приходит Пэтти Спивот, которая просится в отряд по поимке мета-людей, но Джо сомневается в том, что она подойдёт. Барри не доверяет Джею, но вынужден остановить пожар в одном из зданий города, при этом сразившись с мета-человеком с Земли-2. Джей говорит команде, что злодея зовут «Песочный демон», и решает научить Барри, как его победить. Тем временем Джо арестовал человека, который является двойником Песочного демона на Земле-1. Позже сам злодей похищает Пэтти. К Циско приходит очередное видение, из которого он узнаёт, где Песочный демон держит Пэтти и какую ловушку готовит. Профессор Штейн догадывается, что Циско мета-человек, но Циско просит его молчать. Барри решает устроить злодею диверсию, и спасать девушку идут два Флэша. Пока злодей отвлекается на Джея, Барри спасает Пэтти и молнией убивает мета-человека. Джо выясняет истинную причину того, зачем Пэтти хочет в отряд: когда-то братья Мардоны, ставшие затем «Погодными волшебниками», убили её отца. В город возвращается мать Айрис. Профессор Штейн рассказывает команде Флэша, что два мира соединяют 52 портала. Во время рассказа Штейн падает с приступом. Во флэшбеках Земли-2 показано, что С.Т.А.Р. Лабс руководит Харрисон Уэллс. |            |                                                                  |                   |                                                                                         |                 |                     |
| 26 | 3          | «Семья Негодяев» «Family of Rogues»                              | Джон Шовальтер    | Джулиан Мейояс и Катерин Вальжак                                                        | 20 октября 2015 | 3,47                |
| Команда Флэша обнаруживает портал на Землю-2 в подвале С.Т.А.Р. Лабс. Барри пробует вбежать в него, но портал его не пускает. Профессор Штейн и Джей Гаррик решают стабилизировать портал. Тем временем Джо требует от матери Айрис, чтобы она покинула город. К команде Флэша приходит Лиза Снарт и говорит, что её брат похищен. Благодаря устройству GPS в пушке Капитана Холода, Флэш находит Лео живым и невредимым в обществе его отца. Лиза не верит, что её брат работает с отцом, так как тот всегда плохо с ними обращался. Тем временем Джо всё-таки решается рассказать Айрис про мать. На следующий день Петти и полиция обнаруживает труп одного из сообщников Снарта-старшего, у которого взорвалась голова. Барри догадывается, что преступник поместил такую же бомбу в голову Лизы, чем и вынудил Лео работать с ним. Барри внедряется в команду Снарта под видом техника, чтобы в любой момент остановить Снарта-старшего. Циско удается вынуть бомбу из Лизы, а Лео убивает отца. Его арестовывают, а Лиза уходит. Джею и профессору Штейну удалось стабилизировать портал. Джей решает идти домой, но Барри уговаривает его остаться, пока Зум не будет побеждён. Несколько часов спустя, через портал в С.Т.А.Р. Лабс, с Земли-2 на Землю-1 приходит Харрисон Уэллс. |            |                                                                  |                   |                                                                                         |                 |                     |
| 27 | 4          | «Ярость Огненного Шторма» «The Fury of Firestorm»                | Стефан Плещински  | Кай Ю Ву и Джо Перрачио                                                                 | 27 октября 2015 | 3,43                |
| Профессор Штейн находится при смерти из-за того, что он больше не Огненный шторм. Команде нужно быстро найти замену погибшему Ронни. Тем временем Айрис прикидывает варианты встречи с матерью, а Барри и Пэтти понемногу сближаются. Команда нашла двух кандидатов на замену Ронни: Генри Хьюта (ученого) и Джексона Джеферсона (ранее спортсмена, а теперь механика). Первым со Штейном пробуют слить Хьюита, но ничего не происходит. Хьюит уходит в ярости, которая понемногу активирует способности Шторма. Айрис встречается с матерью, но разговор не клеится. Доктор Мэгги видит, как Харрисон Уэллс похищает одно из её изобретений. Она связывается с Джо Уэстом и рассказывает о произошедшем. Тем временем Барри приводит в С.Т.А.Р. Лабс Джексона и рассказывает про Огненного шторма, но тот ему не верит и уходит. Тем временем Генри Хьюит активирует свои силы. Он попытается атаковать Джексона и пришедшую к нему Кейтлин, но неудачно. Джексон всё-таки решает соединиться с Профессором Штейном. Флэш и новый Огненный Шторм отправляются на футбольное поле, где побеждают Генри Хьюта, а затем Огненный Шторм улетает тренировать силы. Вечером на Флэша нападает Король-Акула (с Земли-2), но его спасает Харрисон Уэллс. |            |                                                                  |                   |                                                                                         |                 |                     |
| 28 | 5          | «Тьма и свет» «The Darkness and the Light»                       | Стив Шилл         | Бен Соколовски и Грейн Годфри                                                           | 3 ноября 2015   | 3,87                |
| Во флэшбэке Земли-2 показано, что Харрисон Уэллс изобрёл устройство, способное обнаружить мета-человека. В настоящее время, на Земле-1, Барри приводит в С.Т.А.Р. Лабс Уэллса с Земли-2. В кафе Циско знакомится с Кендрой Сандерс. Внезапно у него происходит видение о том, что банк Централ-Сити грабят. Отправившись туда Барри сталкивается с Доктором Свет (с Земли-2). По возвращении в С.Т.А.Р. Лабс, Уэллс предлагает Барри использовать Доктора Свет, чтобы выманить Зума. В следующий раз столкнувшись с Доктором Свет, Флэш узнает в ней Линду Парк. Она его ослепляет, и Барри идёт на свидание с Пэтти в специальных очках. Тем временем Доктор Свет попытается убить своего двойника, но по случайности убивает её начальника. Уэллс при помощи прибора обнаружения мета-людей, показывает команде, что Циско — мета-человек. Благодаря его способностям они находят Доктора Свет, и Флэш ловит её, благодаря помощи Харрисона Уэллса. Кендра соглашается на свидание с Циско. Тем временем на Земле-2 Зум держит дочь Уэллса в плену. |            |                                                                  |                   |                                                                                         |                 |                     |
| 29 | 6          | «Появление Зума» «Enter Zoom»                                    | Джей Джей Макаро  | Габриэль Стэнтон и Брук Аикмайер                                                        | 10 ноября 2015  | 3,63                |
| Доктор Свет рассказывает, что она должна была бросить эмблему Флэша в портал, как доказательство его смерти. Пэтти начинает подозревать, что от неё что-то скрывают. Доктор Свет сбегает, обманув Циско. Поэтому команда устраивает ловушку, переодев Линду в костюм Доктора Свет, но Зум не приходит. Циско узнает, что дочь Уэллса в плену у Зума. Злодей появляется чуть позже и похищает Линду. Флэшу удается её спасти, но ни он, ни Уэллс не способны остановить Зума. Тот жестоко избивает Барри и демонстрирует его слабость всему городу. Когда он прибывает в С.Т.А.Р. Лабс, Циско применяет сыворотку замедления, но Зуму удается сбежать. Придя в себя Барри сообщает, что не чувствует своих ног. |            |                                                                  |                   |                                                                                         |                 |                     |
| 30 | 7          | «Столкновение с гориллой» «Gorilla Warfare»                      | Дермотт Доунс     | Аарон Хелбинг и Тодд Хелбинг                                                            | 17 ноября 2015  | 3,46                |
| Барри начинает ходить после полученной травмы, но все ещё передвигается при помощи инвалидного кресла. Харрисон Уэллс решает вернуться на свою Землю. Уэллс и Кэйтлин решают закрыть все порталы на Землю-2, кроме того, что находится в С.Т.А.Р. Лабс. Циско идёт на свидание с Кендрой. Дотронувшись до неё, Циско видит таинственную девушку с крыльями. В одной из лабораторий происходит похищение препаратов, усиливающих мозговую деятельность. На уликах находят волосы, принадлежавшие горилле. Джо собирается предупредить команду о возвращении Гродда, но тот уже похитил Кэйтлин. Уэллс пытается выдать себя за Обратного Флэша, но его разоблачают. С помощью Кэйтлин, Гродда отправляют в портал, ведущий на Землю-2. Он приходит в себя неподалёку от города горилл. На свидании с Кендрой Циско понимает, что видит в видениях её саму. |            |                                                                  |                   |                                                                                         |                 |                     |
| 31 | 8          | «Легенды сегодняшнего дня» «Legends of Today»                    | Ральф Хемекер     | Сюжет: Грег Берланти и Эндрю Крайсберг Телесценарий: Аарон Хелбинг и Тодд Хелбинг       | 1 декабря 2015  | 3,94                |
| Серия-кроссовер с сериалом «Стрела». Продолжение — 8 серия 4 сезона сериала «Стрела». В Централ-сити прибывает Вандал Сэвидж и нападает на Кендру во время её свидания с Циско. Флэш спасает их, и они вместе отправляются в Стар-сити. Там Барри просит помощи у Оливера Куина и его команды. Тем временем, Уэллс пытается сделать сыворотку, которая ускорит Барри, но Джей Гаррик против этой идеи. Сэвидж нападает на объединенную команду Флэша и Зелёной Стрелы, его пронзает стрела, но он не погибает. Мерлин рассказывает, что Сэвидж бессмертен. Кендру похищает Человек-Ястреб, но Флэш ловит его. Джею приходится принять сыворотку скорости, чтобы спасти Уэллса, когда его подстрелила Пэтти. Придя в себя, Человек-Ястреб рассказывает, что они с Кендрой — реинкарнации египетского принца и жрицы Гора, а источником бессмертия Сэвиджа служат их жизни, и он уже убил их 206 раз. Команда узнает, что Вандал ищет посох Гора, который находится в Централ-сити, и идёт за ним. Кендра обретает крылья, прыгнув с крыши. Оливер встречает свою бывшую с сыном. |            |                                                                  |                   |                                                                                         |                 |                     |
| 32 | 9          | «Бег на месте» «Running to Stand Still»                          | Кевин Танхароэн   | Эндрю Крайсберг                                                                         | 8 декабря 2015  | 3,55                |
| Зум врывается в лабораторию С.Т.А.Р., где нападает на Уэллса, но не убивает его. Харрисон умалчивает о нападении. Айрис рассказывает Барри, что у Джо есть сын по имени Уолли, и советуется, как рассказать ему о нём. Марк Мардон врывается в Айрон Хайтс и освобождает Капитана Холода (Леонард Снарт) и Трюкача (Джесси), вместе с ними он намеревается убить Флэша. Джо переживает, что Пэтти может зациклиться на мести, и просит Барри присмотреть за ней. Барри просит Циско сделать оружие, которое остановит Мардона. Трикстер посылает Флэшу сообщение по телевидению. Флэш и Пэтти прибывают в указанное им место и едва не погибают, попав в ловушку. Команда самостоятельно находит Мардона, но Трикстер сообщает Флэшу, что они разместили 100 коробок с бомбами по всему городу и взорвут их, если Флэш не даст себя убить. Однако Циско и остальным удается их все обезвредить. На рождественском ужине у Уэстов появляется Уолли. Уэллс соглашается помочь Зуму забрать скорость Флэша в обмен на жизнь дочери. |            |                                                                  |                   |                                                                                         |                 |                     |
| 33 | 10         | «Потенциальная энергия» «Potential Energy»                       | Роб Харди         | Брайан К. Миллер                                                                        | 19 января 2016  | 3,41                |
| Барри приснился сон, как Зум похитил Пэтти. В настоящем времени Циско говорит команде, что нашел способ замедлить Зума — при помощи метачеловека по кличке Черепаха, который замедляет всех вокруг него, забирая у них кинетическую энергию. Флэш дважды пробует поймать злодея, но не удачно. Только когда тот похищает Пэтти, Флэш ловит Черепаху. Айрис и Джо узнают, что Уолли участвует в уличных гонках. Харрисон убивает Черепаху, чтобы получить возможность изучить его силы. Пэтти собирается уехать из Централ-сити, чтобы выучиться на криминалиста. В городе вновь появляется Эобард Тоун. |            |                                                                  |                   |                                                                                         |                 |                     |
| 34 | 11         | «Возвращение Обратного Флэша» «The Reverse-Flash Returns»        | Майкл Алловитц    | Аарон Хелбинг и Тодд Хелбинг                                                            | 26 января 2016  | 3,71                |
| Команда находит Черепаху мертвым. Уэллс обнаруживает способ активировать способности Циско, и он видит Обратного Флэша. Тот нападает на лабораторию компании «Меркьюри» и похищает Кристину МакГи, попутно сообщив Флэшу, что тот скоро погибнет. Айрис прощается с матерью, которой осталось жить совсем недолго. Циско видит, как в скором времени Тоун убьёт МакГи и вернётся в своё время. Флэшу удается остановить его и поместить в камеру для мета-людей. Однако это приводит к тому, что Циско начинает исчезать из реальности. Чтобы его спасти Барри отправляет Обратного Флэша в его время. Перед отъездом Пэтти догадывается, что Барри — это Флэш. Тем временем в парке, Джей показывает Кейтлин своего двойника с Земли-1 и называет его имя — Хантер Золомон. |            |                                                                  |                   |                                                                                         |                 |                     |
| 35 | 12         | «Скоростная прямая» «Fast Lane»                                  | Рэйчел Талалэй    | Сюжет: Брук Айкмайер Телесценарий: Кай Ю Ву и Джо Перрачио                              | 2 февраля 2016  | 3,66                |
| Утопленный в смоле накануне взрыва в С.Т.А.Р. Лабс, парень возвращается спустя два года, чтобы отомстить. Барри вместе с Уэллсом работают над способом закрыть бреши, но отвлекаются, когда Смоленная Яма начинает охоту на своих убийц. Айрис беспокоится за Уолли после того, как узнает о его небезопасном увлечении. Тем временем Уэллс создаёт устройство, способное высасывать скорость Флэша, и встраивает его в костюм. Ему удаётся высосать часть его скорости и дать ампулу Зуму, однако тот требует ещё. Во время сражения Барри оказывается слишком медленным и не успевает остановить осколок стекла, прежде чем он ранит Айрис. Уэллс признаётся во всём, не желая причинять боль другой семье. Джо бросает его в камеру в ускорителе, но Барри прощает Уэллса, обещая ему помочь освободить Джесси. |            |                                                                  |                   |                                                                                         |                 |                     |
| 36 | 13         | «Добро пожаловать на Землю-2» «Welcome to Earth-2»               | Милисент Шелтон   | Грег Берланти, Эндрю Крайсберг и Катерин Вальжак                                        | 9 февраля 2016  | 3,96                |
| Барри закрывает все бреши в пространстве кроме той, что находится в С.Т.А.Р. Лабс. Затем он, Уэллс и Циско проходят через неё и попадают на Землю-2. У Циско не получается обнаружить Зума из-за того, что Земля-2 вибрирует на другой частоте. Барри похищает своего двойника, который является обычным человеком, и занимает его место. В этом мире он женат на Айрис, которая является детективом и напарником Флойда Лоутона, а Джо поёт в клубе. В клуб врываются Убийца Мороз (двойник Кейтлин) и Смертельный Шторм (двойник Ронни), которые ищут для Зума прибывших из другой реальности. Шторм смертельно ранит Джо, но Барри удаётся заставить злодеев бежать. Джо умирает в больнице. Айрис, Лоутон и Циско направляются в убежище злодеев и пытаются задержать их. Появляется двойник Циско, Ревёрб, силы которого развиты гораздо больше. Флэш прибывает на помощь своим, но Шторм и Ревёрб побеждают его. Барри «спасает» Зум, который убивает нападавших за то, что они ослушались его приказа и навредили Флэшу. После чего он похищает его и помещает в камеру напротив дочери Уэллса. Тем временем на Земле-1 город терроризирует Геомант. Джею приходится принять улучшенную версию сыворотки скорости, которая ненадолго возвращает его силы. Он признается Кейтлин, что потерял силы не из-за Зума, а из-за сыворотки. |            |                                                                  |                   |                                                                                         |                 |                     |
| 37 | 14         | «Побег с Земли-2» «Escape from Earth-2»                          | Дж. Дж. Макаро    | Тед и Аарон Хелбинги, Дэвид Коб                                                         | 16 февраля 2016 | 3,90                |
| Зум узнаёт, что Уэллс вернулся на Землю-2 и требует, чтобы граждане Централ-сити выдали его. Зум вторгается в С.Т.А.Р. Лабс, но Уэллс, Циско и двойник Барри прячутся в убежище Уэллса. Уэллс, Циско и Барри объясняют правду Айрис и идут на поиски Убийцы Мороз, чтобы она показала им как попасть в убежище Зума. Тем временем, в логове Зума, Барри и Джесси пытаются понять, о чём хочет сказать им третий пленник (который из-за шлема, надетого на его голову, не может говорить). Разговор между командой и Убийцей Мороз не удаётся, и начинается драка. После драки Циско уговаривает Убийцу Мороз помочь, и она соглашается. Команда появляется и спасает Джесси и Барри, но затем появляется Зум, которого известила Убийца Мороз, тем самым подставив команду. В отместку за убийство Ронни, Убийца Мороз задерживает злодея, позволяя героям бежать, при этом оставляя третьего пленника взаперти. Тем временем, на Земле-1, Кейтлин создаёт сыворотку Скорость-9, которая позволяет Джею временно ускоряться, чтобы бороться с Геомантом и спасать людей во время отсутствия Барри. Она также узнаёт, что эта версия сыворотки исцеляет Джея. Внезапно нападает Геомант, но Кейтлин и Айрис побеждают его. После землетрясений, вызванных Геомантом, брешь выходит из строя. Джей, Кейтлин и Джо стабилизируют брешь, позволяя Барри, Циско, Уэллсу и Джесси вернуться, но в последний момент Зум хватает Джея и забирает его на Землю-2. |            |                                                                  |                   |                                                                                         |                 |                     |
| 38 | 15         | «Король-Акула» «King Shark»                                      | Ханелл Калпеппер  | Бен Рааб и Дерик А. Хагес                                                               | 23 февраля 2016 | 3,80                |
| Уэллс, Циско и Барри договариваются держать всё, что произошло на Земле-2, втайне от остальных. Все пытаются продолжать жить, но затем Король-Акула сбегает с базы А.Р.Г.У.С. и направляется в Централ-сити, чтобы убить Флэша. Диггл и Лайла тоже приезжают, чтобы предупредить Барри. Барри содействует с А.Р.Г.У.С., пытаясь найти и обезвредить огромного акуло-человека, но злодей появляется в доме Джо, срывает крышу и требует Флэша. Оказывается, как и все акулы, он способен чувствовать электрические поля. Таким образом он и отслеживает Барри. Команда пытается заманить Короля-Акулу в ловушку, но это не удаётся. Барри заставляет злодея преследовать его по воде, а затем создаёт наэлектризованный водоворот, который оглушает Короля-Акулу, позволяя А.Р.Г.У.С. повязать его. Позже, Барри клянётся вновь открыть брешь на Землю-2 и отомстить Зуму. Тем временем, Барри помогает Уолли разработать экологически чистый двигатель для автомобиля. На Земле-2 Зум приносит тело Джея в своё логово и снимает маску — он выглядит точь-в-точь как Джей. |            |                                                                  |                   |                                                                                         |                 |                     |
| 39 | 16         | «Траектория» «Trajectory»                                        | Глен Уинтер       | Лорен Церто и Лайла Вандербург                                                          | 22 марта 2016   | 3,00                |
| Флэш и его команда тренируются, чтобы Барри стал достаточно быстрым, чтобы остановить Зума. Однако они сталкиваются с преградой и решают пойти в клуб чтобы отдохнуть. В клубе, появляется другой спидстер и грабит всех посетителей. Этим спидстером оказывается сотрудница лаборатории компании «Меркьюри» по имени Элайза Хармон, которая смогла воссоздать Скорость-9 с помощью образцов, которых ей дала Кейтлин, когда она пыталась исцелить Джея. Под псевдонимом Траектория, она вторгается в С.Т.А.Р. Лаборатории, запирает Барри в ускорителе и требует, чтобы ей дали ещё Скорость-9. Она угрожает убить Джесси, и поэтому Харри и Кейтлин делают ей несколько пробирок сыворотки. Траектория убегает и начинает рушить мост в городе. Барри удаётся ускориться и догнать Элайзу. Он тщётно пытается уговорить её дать им помочь ей. Элайза вводит себе ещё одну дозу Скорость-9 и убегает. Барри замечает, что её скорость становится такой большой, что её молния становится голубой, как у Зума. Траектория дезинтегрируется от передозировки. Тем временем, Джесси узнаёт, что её отец убил Черепаху ради неё и решает уйти, чтобы познать этот новый для неё мир и чтобы её отец не совершал больше злых поступков. Барри выдаёт гипотезу, что Зум — это Джей. Циско дотрагивается до шлема Джея и получает видение, в котором он видит истинное лицо Зума. Он подтверждает догадку Барри. Все понимают, что их обманули. |            |                                                                  |                   |                                                                                         |                 |                     |
| 40 | 17         | «Возвращение Флэша» «Flash Back»                                 | Элис Троутон      | Аарон Хелбинг и Тодд Хелбинг                                                            | 29 марта 2016   | 3,39                |
| Барри решает вернуться на Землю-2 и остановить Зума, но понимает, что для этого он должен стать намного быстрее. Он отправляется в прошлое на год назад, чтобы научиться увеличивать скорость у другого спидстера, являвшегося намного быстрее его - Обратного Флэша. Но неопытное обращение со временем вызвало появление Призрака Времени, существа, охотящегося на спидстеров. В связи с этим, он попадает в немного другой временной отрезок, когда его ранняя версия только встретилась с Хартли Рэтуэем. Он усыпляет свою старую версию и останавливает Рэтуэя, также предотвратив его побег. Будучи в полицейском участке, Барри просит Эдди Тоуна записать видеосообщение для Айрис. Барри пытается как можно скорее получить формулу скорости, тем самым позволяя «Уэллсу» понять, что он не тот, за кого себя выдаёт. Он стал серьёзной угрозой для плана Эобарда Тоуна, поэтому Тоун был вынужден помочь ему. Когда Призрак Времени вторгается в лабораторию, Хартли помогает прогнать его с помощью своих звуковых перчаток. Внезапно появляется Барри из этого времени, и Барри из будущего приходится раскрыть себя, однако умалчивая о настоящей личности Уэллса. Благодаря усилиям обоих Флэшей, Барри из будущего возвращается в своё время, но за ним проскальзывает Призрак. В С.Т.А.Р. Лабс его уже ждут друзья, однако оружие, разрабатывавшееся Циско целый год, не действует. Ситуацию спасает Хартли, модифицировавший свои перчатки, которые уничтожают призрака. В изменившейся реальности он перестал быть злодеем, стал сотрудничать со С.Т.А.Р. Лабс и даже помирился с родителями. Барри показывает Айрис видеосообщение Эдди, чтобы она перестала жить с оглядкой на прошлое. Барри берёт в руки шлем Джея и говорит, что отправляется за ним.                               |            |                                                                  |                   |                                                                                         |                 |                     |
| 41 | 18         | «Против Зума» «Versus Zoom»                                      | Стефан Плещински  | Джо Пераччио и Дэвид Коб                                                                | 19 апреля 2016  | 3,03                |
| Много лет назад, на Земле-2, юный Хантер Золомон становится свидетелем убийства своей матери его же отцом, после чего его отправляют в приют для сирот. В наши дни, Барри тестирует тахионный ускоритель и четырехкратно увеличивает свою скорость (при этом он случайно попадает в мир Супергёрл, хотя на Земле-1 проходят доли секунды). Барри решает вновь открыть бреши на Землю-2 и считает, что Циско — ключ к этому, так как его двойник Реверб умел манипулировать межпространственной энергией. Тем временем, Кейтлин упоминает имя двойника Джея на Земле-1, и Уэллс рассказывает им историю о серийном убийце на Земле-2 (большая редкость в этом мире) по имени Хантер Золомон. По-видимому, Золомона поймали и упрятали в психбольницу, где над ним проводили электросудорожную терапию в момент взрыва ускорителя частиц. Это, скорее всего, и наделило этого психопата сверхскоростью. Циско открывает портал, и Зум проходит через него. Барри загоняет Зума в С.Т.А.Р. Лабс и использует фотографии его отца и матери для отвлечения внимания. Он временно обезвреживает злодея, снимает его маску и беседует с ним. Зум сбегает и похищает Уолли, который только что въехал в дом Джо,и требует скорость Барри взамен. Барри соглашается. Зум возвращает Уолли и раскрывает, что тот «Джей», которого он убил был его временным двойником. На самом деле, он притворялся Флэшем ради того, чтобы вселять в людей надежду и затем её отбирать. Уэллс высасывает скорость Барри, превращая его в обычного человека. Зум становится ещё быстрее и чуть не убивает Барри. Кейтлин умоляет его остановиться. Тогда Зум убегает и забирает её с собой. Тем временем, Айрис вновь начинает испытывать близкие чувства к Барри.                                                                   |            |                                                                  |                   |                                                                                         |                 |                     |
| 42 | 19         | «Как прежде» «Back to Normal»                                    | Джон Шоултер      | Брук Робертс и Катерина Волцак                                                          | 26 апреля 2016  | 3,39                |
| Пока Барри пытается вернуться к жизни без сверхскорости, Уэллс покидает лабораторию, чтобы разыскать Джесси. Вскоре после этого, его похищает мета-человек по имени Гриффин Грей, который обладает сверхсилой, но стареет при её использовании. Приняв этого Уэллса за его двойника, он требует, чтобы его излечили, ведь ему всего лишь 18, а выглядит он как будто ему 40. Циско, Айрис и Барри вызывают Джесси помочь с поисками её отца. Циско модифицирует костюм Барри, чтобы он смог принять один удар от Грея с помощью технологии Атома. Барри, Джо и Циско манипуляруют Греем, заставляя его расходовать силу и жизнь, пока он не становится немощным стариком, а затем, после смерти, вновь подростком. Уэллс предлагает Барри воссоздать эксперимент Тоуна и вернуть Барри его способности. Тем временем, на Земле-2, Хантер держит Кейтлин взаперти и утверждает, что любит её. Пока его нет, Кейтлин знакомится с Убийцей Мороз, своим двойником. Злодейка убеждает Кейтлин освободить её и сбежать вместе. Как только Кейтлин помогает ей сбежать, Мороз пытается убить её. Прибегает Зум и убивает Мороз, предупреждая, что сделает то же самое, если Кейтлин освободит узника в маске. Позже, Зум решает захватить все другие Земли, начиная с Земли-1. |            |                                                                  |                   |                                                                                         |                 |                     |
| 43 | 20         | «Раскол» «Rupture»                                               | Армен В. Геворкян | Кай Ю Ву и Лорен Церто                                                                  | 3 мая 2016      | 3,34                |
| Зум возвращается на Землю-1, чтобы захватить Централ-сити. Барри и Уэллс придумывают план, как остановить Зума раз и навсегда, но это чрезвычайно опасно. Не до конца уверенный в том, выбрать этот план или нет, Барри обращается к своим отцам за советом. Генри строго против такого риска, но Джо считает, что Барри справится, что ставит обоих в состояние некоторой конфронтации. Тем временем, Циско удаётся «увидеть» злодея с Земли-2 по имени Раскол, который является двойником его брата, Данте. Злодей хочет отомстить за смерть Ревёрба, так как Зум соврал ему, что его убил Циско. Айрис решает, что настало время рассказать Барри о её чувствах к нему. Зум посылает Раскола проучить полицию Централ-сити, которая укрывается в кафе «Джиттерз». С помощью голограммы Флэша, Раскол попадает в руки полиции. Затем появляется Зум и убивает большинство полицейских в кафе, а затем и Раскола, оставляя в живых лишь Джо, Синга и Барри, требуя чтобы полиция больше не исполняла свои обязанности. Барри решает, что ему необходимо вновь стать Флэшем, и Уэллс помещает его в специальную камеру, которая предназначена для воссоздания условий первого попадания молнии в Барри. Однако попытка не удаётся, и Барри дезинтегрируется. Не зная об этой попытке, Уолли и Джесси случайно оказываются на пути пучка тёмной материи. Появляется Зум и насмехается над неудавшейся попыткой, держа обугленный костюм Барри. |            |                                                                  |                   |                                                                                         |                 |                     |
| 44 | 21         | «Сбежавший динозавр» «The Runaway Dinosaur»                      | Кевин Смит        | Зак Стенц                                                                               | 10 мая 2016     | 3,52                |
| Джесси и Уолли обнаруживают без сознания; Уолли приходят в себя, но Джесси всё ещё в коме. Тем временем. Циско получает видение и узнаёт, что Барри жив. Барри просыпается в своей спальне и спускается вниз, где его ждёт «Джо». «Джо» объясняет, что он является физическим воплощением Силы Скорости. Он раскрывает Барри, что он не может вернуться домой, пока не поймает загадочную тень, бегающую по городу. Циско и Уэллс создают путь возвращения для Барри, но он решает остаться, чтобы вернуть свои способности. Пока он преследует загадочную фигуру, он встречает другие воплощения Силы Скорости, который принимает вид его близких, которые пытаются заставить Барри понять истинное значение слова «герой» и убедить его в том, что он не может вновь стать Флэшем, пока не смирится со смертью матери. Барри затем общается с «матерью» и, наконец, ловит тень — самого себя. Вернув себе свои способности, он возвращается в С.Т.А.Р. Лабс с помощью Циско и Айрис и спасает команду от Гирдера, труп которого восстал из мёртвых благодаря энергии ускорителя частиц. После этого Барри использует Силу Скорости, чтобы вернуть Джесси из комы, и впервые посещает могилу матери, на которой он оставляет свою любимую детскую книжку «Сбежавший динозавр». Тем временем, в полицейском участке Зум собрал армию из мета-людей, которую он собирается спустить на Централ-сити, и требует, чтобы Кейтлин выбрала свою сторону: либо он, либо её друзья. |            |                                                                  |                   |                                                                                         |                 |                     |
| 45 | 22         | «Неуязвимый» «Invincible»                                        | Джесси Уорн       | Сюжет: Грег Берланти и Эндрю Крайсберг Телесценарий: Брук Робертс и Дэвид Коб           | 17 мая 2016     | 3,37                |
| После того, как Зум натравливает армию мета-людей с Земли-2 на Централ-сити, Барри в шоке от того, что их лидером является двойник погибшей Лорел Лэнс (Чёрной Канарейки) с Земли-2, Чёрная Сирена. Кейтлин возвращается в С.Т.А.Р. Лабс, но теперь постоянно везде видит Зума, но Циско успокаивает её, говоря, что Зуму не удастся свести Кейтлин с ума. В то же время, Уолли выходит на улицы, чтобы помочь Флэшу остановить мета-людей, против чего выступает Джо. Айрис и Генри беспокоятся за Барри, который считает, что Вселенная на их стороне и ничего не боится. Флэш и его команда узнают, что Зум по-прежнему находится в полицейском департаменте, и Барри бежит туда. Там он встречает Хантера, который говорит ему, что пока Флэш будет строить из себя героя, Золомон будет занят победой и захватом Земли-1. Команда создаёт звуковой усилитель, действующий на жителей Земли-2 и обезвреживают большинство мета-людей оттуда, однако Зум убегает на Землю-2. Циско получает видение, в котором Земля-2 разрывается пополам, а затем возвращается Зум, чтобы похитить Генри. Флэш гонится за Зумом, и они прибегают в родной дом Барри, где когда-то Эобард Тоун убил его мать. Зум убивает Генри на глазах у Барри. Тем временем, Уолли понимает, кто скрывается под маской Флэша. |            |                                                                  |                   |                                                                                         |                 |                     |
| 46 | 23         | «Гонка всей его жизни» «The Race of His Life»                    | Антонио Нэгрет    | Аарон Хелбинг и Тодд Хелбинг                                                            | 24 мая 2016     | 3,35                |
| После похорон Генри, появляется Зум и требует устроить гонку, чтобы раз и навсегда узнать, кто из них быстрее, угрожая убить других дорогих людей в жизни Барри, если он откажется. Уэллс узнаёт, что Зум украл устройство под названием магнетар из лаборатории компании «Меркьюри», который позволит ему уничтожить все вселенные, если он и Барри произведут достаточно энергии во время гонки. Когда Барри решает участвовать, команда решает запереть его в камере для мета-людей. Они разрабатывают собственный план по остановке Зума. План удаётся, и Зум оказывается на своей Земле, но он успевает забрать Джо с собой. Там Зум раскрывает, что человек в железной маске — настоящий Джей Гаррик и Флэш с какого-то третьего мира. Уолли, который знает правду о Барри, выпускает его, чтобы вернуть Джо. С помощью Циско, Барри сообщает Зуму, что он согласен на гонку, если тот вернёт Джо. Во время гонки по огромному металлическому кольцу, магнетар начинает заряжаться, готовясь уничтожить все миры кроме Земли-1. Барри использует трюк Зума и создаёт временного двойника. Пока сам Барри сражается с Зумом, его двойник жертвует собой, чтобы остановить магнетар. Барри одерживает верх, но отказывается убивать злодея. Вместо этого появляются Призраки времени, которые забирают Зума с собой, возможно превращая его в одного из них. Настоящий Джей оказывается двойником Генри (Генри раннее упоминал, что Гаррик — девичья фамилия его матери). Уэллс и Джесси возвращаются на Землю-2, чтобы помочь Джею найти и вернуться на Землю-3. Видя, что он не может пережить смерть отца, Барри путешествует в прошлое и спасает мать от Обратного Флэша, видя, как его прошлый двойник исчезает. Затем он успокаивает свою мать, говоря, что теперь она в безопасности.            |            |                                                                  |                   |                                                                                         |                 |                     |

### Сезон 3 (2016-17)
| № общий | № в сезоне | Название                                                                     | Режиссёр           | Автор сценария                                                                    | Дата премьеры   | Зрители в США (млн) |
| --- | ---------- | ---------------------------------------------------------------------------- | ------------------ | --------------------------------------------------------------------------------- | --------------- | ------------------- |
| 47 | 1          | «Флэшпоинт» «Flashpoint»                                                     | Джесси Уорн        | Сюжет: Грег Берланти и Эндрю Крайсберг Телесценарий: Брук Робертс                 | 4 октября 2016  | 3,17                |
| В параллельной реальности, Барри наконец-то живёт жизнью, о которой всегда мечтал — его родители живы-здоровы, он пригласил Айрис на свидание, а Централ-сити находится в безопасности, благодаря Флэшу в жёлтом костюме. Но вскоре Барри понимает, что он начинает терять воспоминания о первоначальной вселенной, и раскрывает свою личность Уолли (Флэшу новой реальности), Айрис, Циско (который является миллиардером) и Кейтлин (которая работает детским офтальмологом). Кейтлин удаётся обнаружить местоположение Конкурента — злого бегуна в чёрно-оранжевом костюме, и оба Флэша прибывают туда, где злодей снимает маску, называясь Эдвардом Клэриссом. Вместо того, чтобы нападать вместе, Уолли бежит в бой самостоятельно, но Конкурент наносит ему смертельное ранение. С помощью совета Айрис Барри побеждает нового бегуна, и Конкурента убивает подоспевший Джо (который в этой реальности ненавидит свою работу детектива). Уолли находится в критическом состоянии и Барри понимает, что ему необходимо вернуть всё на место. Для этого, он освобождает своего заклятого врага — Эобарда Тоуна, который возвращается в прошлое и убивает мать Барри. Затем Обратный Флэш возвращает Барри на порог дома Джо и говорит, что не всё стало как прежде, перед тем как убежать в неизвестном направлении. Барри входит в дом и обнимает живого Уолли, но затем узнаёт, что Айрис и Джо давным-давно поссорились. Тем временем, Эдвард Клэрисс просыпается ночью от загадочного голоса, который затем царапает слово «Алхимия» на стекле. |            |                                                                              |                    |                                                                                   |                 |                     |
| 48 | 2          | «Парадокс» «Paradox»                                                         | Ральф Хемекер      | Аарон Хелбинг и Тодд Хелбинг                                                      | 11 октября 2016 | 2,80                |
| Эффекты от «Флэшпоинта» оказались намного серьёзнее — Барри создал совершенно другую временную реальность: Айрис злится на Джо, Циско винит Барри в том, что тот отказался вернуться в прошлое и спасти Дантэ, который попал под машину за несколько месяцев до этого, а также у Барри появляется новый коллега — Джулиан Альберт, сразу же высказывающий ему своё презрение. Айрис пытается понять странное поведение Барри, а с Земли-3 возвращается Джей Гаррик, который объясняет Барри последствия его действий и убеждает его не пытаться вернуть события в изначальное русло, после чего Барри рассказывает своей команде о произошедшем. Вскоре, Барри узнаёт о новом противнике — Докторе Алхимии, который зачем-то возвращает силы бегуна Клэриссу. Флэш выслеживает Конкурента, однако внезапно появившийся Доктор Алхимия помогает злодею одолеть Барри. Его спасает Циско в костюме Вайба, Айрис прощает Джо, и к Циско частично возвращается его прежняя жизнерадостность. Но оказывается, что Кейтлин тоже изменилась — в ней начинают проявляться способности её двойника с Земли-2 — Убийцы Мороз. Джулиан раскрывает, что не доверяет Барри, видя, что тот что-то скрывает. Тем временем, в тюрьме «Айрон Хайтс» Конкурента убивает некто по приказу Доктора Алхимии за провал. |            |                                                                              |                    |                                                                                   |                 |                     |
| 49 | 3          | «Маджента» «Magenta»                                                         | Армен Кеворкян     | Джудалина Нейра и Дэвид Коб                                                       | 18 октября 2016 | 2,67                |
| Барри и его команда рады воссоединению с Уэллсом и его дочерью Джесси с Земли-2, которая после войны с Зумом обретает способности бегуна и спасает людей в их вселенной (Уэллс раскрывает, что изменения во времени на Земле-1 не распространяются на параллельные миры). Тем временем, новый мета-человек Маджента (настоящее имя — Фрэнки Кейн), контролирующая весь металл, терроризирует Централ-сити. Маджента пытается убить своего приёмного отца, который постоянно унижает её и свою жену, сбросив на больницу, где он находится, нефтяной танкер. Флэшу удаётся временно удержать танкер, создав барьер из воздуха. Джесси бежит ему на помощь и поддерживает барьер, пока Барри убеждает Фрэнки бороться с своей злобной мета-личностью. Фрэнки побеждает и возвращает танкер на место. Затем она объясняет, что, как и Клэрисс, она получала видения своих воспоминаний из «Флэшпоинта», после чего Доктор Алхимия вернул ей утраченные способности. Тем временем, Уолли считает, что он тоже может активировать в себе способности бегуна, так как он был облучён той же волной тёмной материи, что и Джесси. Барри и Айрис начинают встречаться, но быстро понимают, что им уже никогда не отделить себя от «Флэшпоинта». Барри убеждает Айрис, что ей не нужно этого делать, а тем временем Джесси получает от своего отца собственный костюм бегуна, созданный Циско. В сцене после титров, Джо показывает видеозапись убийства Клэрисса в его камере неизвестным пучком энергии Барри и Джулиану, и они слышат последнее слово Конкурента — «Алхимия». Джуллиан выдвигает теорию, что Алхимия — призрак. |            |                                                                              |                    |                                                                                   |                 |                     |
| 50 | 4          | «Новые негодяи» «The New Rogues»                                             | Стэфан Плежински   | Бенджамин Рэб и Дэрик Хабс                                                        | 25 октября 2016 | 2,80                |
| Барри продолжает тренировать Джесси, когда новый мета-человек — Зеркальный Мастер — появляется в Централ-сити и объединяется со своим старым партнёром — Волчком, чтобы найти Леонарда Снарта и свести с ним счёты. Во время преследования, Джесси ослушивается приказа Барри, что приводит к катастрофическим последствиям — Флэш оказывается запертым в стекле зеркала. Уэллс и Циско пытаются вызволить его из ловушки, понизив температуру стекла до абсолютного нуля, но ничего не происходит, а Кейтлин тайно использует свои мета-силы льда и освобождает Барри. Флэш использует голограмму Капитана Холода, чтобы заманить Зеркального Мастера и Волчка на склад, где Барри использует фокус с зеркалами, чтобы поймать Зеркального Мастера, а Джесси останавливает его сообщницу. В то время, когда Барри решает найти себе квартиру в городе, Уэллс и Циско используют брешь в С.Т.А.Р. Лабс и находят подходящую замену Харрисону с Земли-2 — это Уэллс с Земли-19, версия которого является жизнерадостной и дружелюбной, однако Уэллс-2 не доверяет ему. Вскоре, перед тем как он и Джесси возвращается домой, Уэллс-2 раскрывает, что это не их с Циско способ помог Барри выбраться из зеркала. В сцене после титров показано, как Кейтлин у себя дома обнаруживает, что её способности начинают выходить из-под контроля — её волосы начинают белеть, а губы становятся синими. |            |                                                                              |                    |                                                                                   |                 |                     |
| 51 | 5          | «Чудовище» «Monster»                                                         | К. Ким Майлс       | Зак Стенц                                                                         | 1 ноября 2016   | 2,77                |
| В тайне от остальных Кейтлин навещает мать в её медицинской лаборатории, чтобы она проверила новые способности дочери. В конце концов, она возвращается обратно, после того как чуть не убивает учёного, попытавшегося её удержать силой. Тем временем, на улицах Централ-сити появляется гигантское чудовище, которое исчезает, когда появляется Флэш. Циско не доверяет новому Уэллсу, от которого мало пользы в борьбе с чудовищем. Оказывается, чудовище — всего лишь голограмма, управляемая пятнадцатилетним гением, которого обижают в школе. Барри удаётся рассказать всем правду, прежде чем снайперы полиции начнут перестрелку на улице, ведь пули буду просто пролетать сквозь голограмму и могут поранить людей. Он также останавливает Джулиана, который чуть не убивает подростка, которого он принял за мета-человека. Уэллс с Земли-19 сознаётся, что он вовсе не учёный, будучи всего лишь «идейным человеком» своей компании, который стремился на Землю-1, чтобы получить материал для книги. Команда решает оставить его на пару недель. Джулиан, в шоке от того, что чуть было не пристрелил ребёнка, примиряется с Барри, и они идут в бар. Кейтлин получает сообщение от матери, что ей необходимо перестать использовать свои способности, иначе её состояние станет необратимым. |            |                                                                              |                    |                                                                                   |                 |                     |
| 52 | 6          | «Тень» «Shade»                                                               | Дж. Дж. Макаро     | Грег Берланти и Эндрю Крейсберг                                                   | 15 ноября 2016  | 3,01                |
| Когда у Уолли появляются видения о Кид Флэше, Барри рассказывает правду о нём в Флэшпоинте. В городе появляется новый мета-человек, которого Уэллс называет Мраком, убивающий брокера. Кейтлин раскрывает Циско, что является мета-человеком, и просит его узнать её будущее. Циско касается её и видит, как сражается с Убийцей Мороз. Алхимия начинает взывать к Уолли, причиняя ему боль видениями, из-за чего его запирают в камере для мета-людей. Под влиянием Алхимии, Уолли пытается бежать, но Айрис останавливает его. Тем временем, Барри и остальные сражаются с Мраком. Циско раскрывает правду о Кейтлин остальным, и Барри сознаётся, что у неё не было способностей до Флэшпоинта. Уолли предлагает быть наживкой для поимки Алхимии. Барри, Джо и отряд спецназа обнаруживают местоположение Алхимии и его последователей и штурмуют логово. Но затем появляется загадочный бегун с белой молнией, которого может видеть лишь Барри, и нападает на спецназовцев. Пока Барри сражается, Уолли поддаётся зову Алхимии и подбирает его упавшее оружие, которое создаёт вокруг него кристальный кокон. Называя себя Савитаром, богом скорости, новый бегун прижимает Барри к потолку и готовится убить его. |            |                                                                              |                    |                                                                                   |                 |                     |
| 53 | 7          | «Убийца Мороз» «Killer Frost»                                                | Кевин Смит         | Телесценарий: Эндрю Крайсберг и Брук Робертс Сюжет: Джудалина Нейра               | 22 ноября 2016  | 2,95                |
| Савитар и похищенный им Барри совершают пробежку по всему городу, в ходе которой злой бегун жестоко избивает его и демонстрирует своё превосходство над Флэшем. Циско и Кейтлин успевают спасти Барри, но Савитару удаётся скрыться. Кейтлин, потерявшая контроль над собой, силой допрашивает одного из последователей Доктора Алхимии в штаб-квартире полиции, а затем похищает Джулиана и принуждает его начать поиски других приспешников Доктора, чтобы найти злодея и попросить у него забрать её силы Убийцы Мороз. Барри и Циско узнают о её местоположении и после непродолжительной схватки запирают её в камере для мета-людей. Но вскоре она раскрывает всей команде, что в смерти Дантэ виноват Барри: первый был жив, пока последний не отправился в прошлое и не создал «Флэшпоинт». Очень обеспокоенный этим признанием, Джо освобождает Уолли из кокона, который появляется перед всеми со способностями бегуна и скрывается в неизвестном направлении. Тем временем Барри удаётся вернуть в команду Кейтлин — он предлагает ей выбор: если она хочет сбежать, она должна убить Флэша, но она восстанавливает контроль над своими силами и помогает остальным в поисках Уолли. Джо и Барри находят его и стабилизируют его состояние при помощи сыворотки, изобретённой Кейтлин. Вскоре Джулиан вынуждает Барри уволиться из полицейского департамента Централ-сити, чтобы он мог защитить Кейтлин. В сцене после титров выясняется, что Доктор Алхимия — это Альберт, которого Савитар зачем-то заставил работать на него. |            |                                                                              |                    |                                                                                   |                 |                     |
| 54 | 8          | «Вторжение!» «Invasion!»                                                     | Дэрмотт Даунс      | Сюжет: Грег Берланти и Эндрю Крейсберг Телесценарий: Аарон Хэлбинг и Тодд Хэлбинг | 29 ноября 2016  | 4,15                |
| Команда узнаёт о грядущем вторжении инопланетной расы под названием Доминаторы. Согласно Лайле, они уже посещали Землю в 50-х. Барри зовёт на помощь Оливера, Фелисити, Тею, Диггла и Легенд завтрашнего дня. Он и Циско открывают брешь на Землю-38 и заручаются помощью Супергёрл, которая раскрывает, что Доминаторы побывали и на Криптоне в её вселенной. Против желания Циско, Оливер назначает Барри лидером всей команды. Айрис против участия Уолли в борьбе. Циско обнаруживает сообщение, отправленное Барри из будущего, и заставляет Барри раскрыть всем правду о Флэшпоинте. Теперь и Легенды, и Диггл не доверяют ему. Доминаторы похищают президента США. Кара ведёт команду (кроме Барри и Оливера) вызволить его, но президент оказывается лишь приманкой для них. Доминаторы убивают президента и используют устройство, чтобы подчинить себе их разумы. Команда возвращается и нападает на С.Т.А.Р. Лабс. Оливер и Уолли пытаются противостоять им, тогда как Барри заманивает Кару к устройству и обманом заставляет её уничтожить его. Вся команда вновь доверяет Барри. Уэллс соглашается тренировать Уолли. Затем Доминаторы похищают всех, кроме Барри, с помощью телепортации. Тем временем Штейн узнаёт, что та женщина в его видениях — его дочь, которой у него раньше не было. Продолжение следует в сериалах «Стрела» 8 серия 5 сезона и «Легенды завтрашнего дня» 7 серия 2 сезона. |            |                                                                              |                    |                                                                                   |                 |                     |
| 55 | 9          | «Подарок» «The Present»                                                      | Рэйчел Талалэй     | Аарон Хэлбинг и Тодд Хэлбинг                                                      | 6 декабря 2016  | 3,14                |
| Из-за нависшей угрозы Алхимии и Савитара Барри не в состоянии сосредоточиться на празднике Рождества и его отношениях с Айрис. Преисполненный решимости остановить Савитара, Барри идёт на Землю-3, чтобы получить совет от Джея Гаррика, который раскрывает, что Савитар был первым бегуном в истории. Уолли хочет помочь Барри бороться с Савитаром и рассказывает о том, что он тренировался с «Хар-Эром», и это не нравится Барри. Циско проводит своё первое Рождество без своего брата Данте, старые раны вновь открываются. Барри и Джей находят Алхимию и побеждают его. Барри прячет камень Алхимии в шкатулку, и Савитар исчезает, прежде чем он может нанести смертельный удар Джею. Узнав, что под маской Алхимии кроется Джулиан, Барри раскрывает ему правду о себе, чтобы получить его доверие. Джулиан рассказывает как нашёл Философский камень в Индии четыре года назад после видений его покойной сестры. С тех пор у него начались периодические провалы в памяти. Савитар использует видение Данте, чтобы убедить Циско открыть шкатулку. Савитар появляется и сражается с Барри и Уолли. Кейтлин удаётся убедить Циско закрыть шкатулку. Команда использует Джулиана как медиума для общения с Савитаром, который утверждает, что в будущем Барри заточит его в извечную тюрьму, поэтому он и мстит ему. Он также говорит, что один из членов команды предаст всех, другой «падёт», а третьему уготована судьба похуже смерти. Пытаясь остановить угрозу, Барри и Джей бросают шкатулку в Силу Скорости. При этом Барри случайно попадает в будущее на пять месяцев вперёд и видит, как Савитар убивает Айрис на глазах у его будущей версии. Джей возвращает его в настоящее и советует ему не думать о возможном будущем, а жить настоящим. Сам же возвращается на свою Землю. На Рождество Уолли получает свой костюм Кид Флэша, Джулиан возвращает Барри его работу, Кейтлин создаёт снег, а Барри приобретает квартиру для себя и Айрис. |            |                                                                              |                    |                                                                                   |                 |                     |
| 56 | 10         | «Позаимствованные проблемы из будущего» «Borrowing Problems From the Future» | Миллисент Шелтон   | Грейн Годфри и Дэвид Коб                                                          | 24 января 2017  | 2,72                |
| Барри постоянно снятся кошмары, связанные с грядущим убийством Айрис. Джаред Морилло, по кличке «Грабитель», совершает попытку ограбления, но его останавливает Барри. Но Барри затем вспоминает, что видел в будущем репортаж о его поимке Морилло. Эта заминка позволяет Морилло бежать. Уэллс открывает музей, но никто не приходит. Во время второй встречи с Грабителем, злодея ловит Уолли, за что его хвалят все, кроме Барри. В конце концов, Барри раскрывает правду всем, кроме Джо. Команда решает попытаться изменить ход событий, которые приведут к будущему, увиденному Барри. С помощью Циско, Барри возвращается в воспоминание своего визита в будущее и читает заголовки новостей, в которых говорится, что музей С.Т.А.Р. Лабс закроется, и что Кейтлин станет Убийцей Мороз. Более того, Барри замечает, что на крыше дома находится Уэллс с ружьём. Морилло бежит из тюрьмы. Барри решает позволить Уолли поймать его, таким образом изменяя эту часть будущего. Циско приглашает школьный класс в музей, таким образом воплощая мечту Уэллса в реальность. Кейтлин убеждает Джулиана стать членом команды и уговаривает остальных принять его. Вместе с Циско, Джулиан создаёт для Кейтлин солнечную батарею для её подавляющих браслетов в виде медальона. Таким образом, ей не обязательно постоянно помнить подзаряжать браслеты. На Землю-1 прибывает загадочная женщина в поисках Уэллса. |            |                                                                              |                    |                                                                                   |                 |                     |
| 57 | 11         | «Живой или мёртвый» «Dead or Alive»                                          | Гарри Джирджан     | Сюжет: Бенджамин Рааб и Дерик А. Хьюз Телесценарий: Зак Стенц                     | 31 января 2017  | 3,06                |
| Новоприбывшая женщина оказывается охотником за наградой с Земли-19 по кличке «Цыганка» со способностями схожими с Вайбом. Оказывается, Уэллс нарушил величайший запрет своего мира совершив межпространственный скачок. Цыганка намерена забрать его домой на суд и смертную казнь. По закону Земли-19, Циско вызывает Цыганку на судебный поединок. Она соглашается и даёт ему сутки на подготовку, так как поединок ведётся на смерть. Барри и Уэллс пытаются устроить ей засаду, но она с лёгкостью одолевает обоих. Джулиану удаётся найти её слабость. Во время сражения, Цыганка и Вайб прыгают по мирам, включая Землю-2 и мир Супергёрл. В конце концов, Циско удаётся взять верх с помощью тактики разработанной Джулианом, однако он отказывается убивать её. Цыганка соглашается больше не трогать Уэллса, но взамен он обязуется никогда не возвращаться домой, так как она объявит его мёртвым. Тем временем, Айрис намерена оставить что-то после себя и уговаривает Уолли помочь ей взять дельца оружием, который вооружает преступность Централ-сити оружием нового поколения, включая Грабителя. Пока Уолли проводит разведку, она встречает дельца и дерзает его спустить курок, зная, что она должна умереть в другом времени и месте. Уолли спасает её. Джо в ярости, подозревая, что все от него что-то скрывают. Понимая, что самому ему никогда на стать достаточно быстрым, чтобы спасти Айрис от Савитара, Барри говорит Уолли, чьи успехи превосходят его, что это он должен будет спасти сестру. |            |                                                                              |                    |                                                                                   |                 |                     |
| 58 | 12         | «Неприкасаемый» «Untouchable»                                                | Роб Харди          | Брук Робертс и Джудалина Нейра                                                    | 7 февраля 2017  | 2,91                |
| Барри и Уолли продолжают тренироваться, чтобы спасти Айрис от Савитара. Они решают провести гонку по городу. Уолли ведёт себя крайне самоуверенно и считает, что обгонит Барри, но Барри даёт понять, что не зря его называют «самый быстрый человек на Земле». Ведь важно не только бежать быстрее всех, но и уметь быстро соображать, принимать решения и действовать в нестандартных ситуациях. Поэтому Барри выигрывает гонку и подтверждает своё звание. Джулиан обнаруживает разлагающийся труп человека, умершего всего за восемь часов до этого. Барри и команда из С.Т.А.Р. Лабс работают вместе, чтобы остановить очередного мета-человека, Клайва Йоркина, который убивает людей одного за другим, заставляя их тела разлагаться в ускоренном режиме. Он охотиться за людьми, которые во Флэшпоинте были арестовавшими его полицейскими. Вскоре Джо становится его следующей целью. Флэш продолжает давать наставления Кид Флэшу и выводит подготовку нового Спидстера на другой уровень. Он учит Уолли проходить сквозь предметы. Клайв Йоркин нападает на детектива и его семью в кофейне, но Кид Флэшу с подсказками Барри удается спугнуть злодея. Джо узнает о грядущей гибели Айрис, он крайне расстроен и требует, чтобы от него больше ничего не скрывали. Клайв Йоркин решает убить не самого Джо, а его дочь и находит её одну дома. Айрис успевает нажать на тревожную кнопку, сигнал видят Циско и Уолли. Уолли просит не звонит Флэшу и отправляется сам спасать сестру. Но Кид Флэш надеется только на свою скорость и действует неосмотрительно, в результате чего Клайв успевает дотронуться до Айрис и заразить её. Айрис доставляют в С.Т.А.Р. Лабс и команда пытается придумать как ей помочь. Барри просит Кейтлин применить свои силы, чтобы заморозить руку Айрис и остановить распространение разложения. Кейтлин боится потерять контроль, но соглашается, чтобы спасти Айрис. Команда размышляет как поймать Йоркина, чтобы с помощью его крови сделать противоядие. Вайб с помощью Барри получает видение из Флэшпоинта, где видит всех полицейских, участвующих в задержании Клайва Йоркина. Последней жертвой должна стать частный детектив Лора Стоун. Кейтлин теряет контроль на своим альтер эго, но Джулиану удается достучаться до неё и Кейтлин возвращает свою личность. Джо пытается предупредить Лору Стоун об опасности, они вместе садятся в поезд, но за ними уже следит Клайв Йоркин. Он задумал крушение поезда и с помощью своих сил организовал завал на путях. Ситуация была безвыходной, но Барри демонстрирует отвагу и смелость и применяет новый прием, с помощью которого проводит поезд сквозь преграду и спасает людей от гибели. В это время Уолли видит Йоркина и не знает что делать. Барри объясняет, что он должен пройти сквозь злодея, тогда кровь спидстера нейтрализует силы Клайва и его можно будет схватить. Уолли не уверен в своих силах, но Барри подбадривает его и у Кид Флэша всё получается. В конце серии появляется Джесси с Земли-2 и говорит, что её отца похитил Гродд и забрал в Город Горилл. |            |                                                                              |                    |                                                                                   |                 |                     |
| 59 | 13         | «Нападение на Город Горилл» «Attack on Gorilla City»                         | Дермотт Даунс      | Сюжет: Эндрю Крейсберг Телесценарий: Аарон Хэлбинг и Дэвид Коб                    | 21 февраля 2017 | 2,78                |
| На Земле-2, Гарри попадает в плен в лесу. Джесси объясняет, что он повёл экспедицию в Город Горилл. Экспедиция попала в засаду и была перебита, кроме Гарри. Барри вспоминает, что в будущем, на Централ-сити нападут гориллы. Он, Джулиан, Циско и Кейтлин отправляются в Город Горилл, но Гродд ловит их. Используя Гарри как марионетку, Гродд просит Барри помочь ему захватить власть в городе от Соловара. Барри соглашается сражаться с Соловаром на арене за жизни остальных и побеждает, но он отказывается убивать поверженную гориллу. Гродд захватывает власть в городе и готовится использовать Циско, чтобы открыть брешь в Централ-сити на Земле-1, чтобы начать вторжение. Команда просит Кейтлин убить Циско, чтобы не допустить этого, но она отказывается. С её помощью, Барри подстраивает свою смерть, после чего Гродд вытаскивает его из клетки, которая подавляет его способности. Он приходит в себя и вызволяет остальных. Им удаётся вернуться на Землю-1. Джесси рада возвращению отца, но она решает остаться на Земле-1, чтобы быть с Уолли. Джулиан приглашает Кейтлин на свидание. Гродд собирает армию разумных горилл и готовится использовать Цыганку, которая находится в его телепатической власти, чтобы открыть брешь. |            |                                                                              |                    |                                                                                   |                 |                     |
| 60 | 14         | «Нападение на Централ-сити» «Attack on Central-City»                         | Дермотт Даунс      | Сюжет: Тодд Хэлбинг Телесценарий: Бенджамин Рааб и Дерик Э. Хьюз                  | 28 февраля 2017 | 2,87                |
| Гарри и Хар-Эр постоянно спорят друг с другом. Джесси говорит отцу, что хочет остаться на Земле-1 с Уолли. Гарри поначалу пытается предотвратить это. На команду «Флэш» нападает Цыганка под ментальным управлением Гродда, но Гарри обезвреживает её. Все понимают, что Гродд и его армия горилл уже на подступах к городу. С помощью своих способностей, Циско узнаёт, что гориллы нападут на центр города. Это оказывается отвлекающим манёвром, так как Гродд берёт в плен генерала ВВС. Барри считает, что ему необходимо убить Гродда, но Гарри убеждает его найти другой способ. Генерал, под управлением Гродда, пытается нанести ядерный удар по Централ-сити. Барри удаётся остановить запуск ракет, так что Гродд и его гориллы сами начинают вторжение. Циско отправляется на Землю-19 и просит помощи у Цыганки. Барри, Уолли и Джесси пытаются задержать горилл, но затем Циско и Цыганка открывают портал, их которого появляется Соловар. Соловар вызывает Гродда на поединок за лидерство и побеждает. Барри убеждает Соловара пощадить поверженного противника и оставить его на Земле-1. Соловар забирает своих горилл обратно на Землю-2. Барри передаёт Гродда в руки А.Р.Г.У.С. Гарри возвращается домой один. Цыганка целует Циско перед уходом, тогда как Барри делает Айрис предложение. Джесси просит Уолли принести ей гамбургеров. На пути в забегаловку, Уолли встречается с Савитаром. |            |                                                                              |                    |                                                                                   |                 |                     |
| 61 | 15         | «Гнев Савитара» «The Wrath of Savitar»                                       | Александра Ля Роше | Эндрю Крейсберг и Эндрю Уайлдер                                                   | 7 марта 2017    | 2,52                |
| Уолли начинает являться Савитар, только никто другой его не видит. После того, как Барри и Айрис объявляют о своей помолвке, Барри и Уолли бегут на пожар. По пути, Уолли вновь видит Савитара, который его избивает, однако Барри опять же не видит злодея. По возвращении Уолли признаётся в своих видениях. Барри требует, чтобы Уолли ушёл из лаборатории. Команда использует Джулиана, чтобы пообщаться с Савитаром. Они говорят ему, что избавились от Философского камня, в ответ на что Савитар спрашивает уверены ли они в этом. Кейтлин признаётся Джулиану, а затем и остальным, что у неё остался кусок Камня, так как она надеялась воспользоваться им, чтобы убрать свои способности. Команда догадывается, что Савитар заточён внутри Силы Скорости, а это значит, что Барри ненароком отдал ему Камень. Уолли просит Циско показать ему гибель Айрис, но затем жалеет об этом. Он догадывается, что Барри сделал Айрис предложение чтобы изменить историю (в будущем у неё на пальце не было кольца). Дома, Уолли видится его покойная мать, которая затем превращается в Савитара и насмехается над ним. Уолли выкрадывает фрагмент Камня из лаборатории и бежит на завод, где он пытается открыть портал в Силу Скорости и забросить фрагмент туда. Савитар вновь дразнит его, тем самым побуждая его приложить всё больше сил. Уолли избавляется от фрагмента, но затем открывается дыра, засасывает Уолли и уничтожает его костюм, как раз когда подбегает Барри. Савитар вылезает из дыры и объясняет, что Уолли занял его место как узник Силы Скорости. Барри сражается с Савитаром и даже некоторое время держится на равных, но затем Савитар пронзает его грудь шипом. Он утверждает, что хочет смерти Барри, но только после того, как убьёт Айрис. Барри ломает шип, и Савитар убегает. Отношения Барри и Айрис несколько испорчены из-за его поспешного предложения. |            |                                                                              |                    |                                                                                   |                 |                     |
| 62 | 16         | «В Силу Скорости» «Into the Speed Force»                                     | Грегори Смит       | Брук Робертс и Джудалина Нейра                                                    | 14 марта 2017   | 2,39                |
| Считая себя виноватым за всё происходящее, Барри решает спасти Уолли. Команда находит способ следить за состоянием Барри и вернуть его при необходимости. Циско забрасывает Барри в Силу Скорости, где Барри встречает воплощения её в виде друзей и врагов, пожертвовавших собой: Эдди Тоун, Ронни Рэймонд и Леонард Снарт. В отличие от прошлого раза, они менее сговорчивы и пытаются заставить Барри понять, что означает настоящее пожертвование и что именно он должен спасти Айрис. Ради этого, они насылают на Барри Призрака Времени, а затем Чёрного Флэша, в котором Барри узнаёт своего врага — Зума (Хантера Золомона). Барри побеждает его, но тем самым лишает себя пути обратно. На выручку Барри появляется Джей, с которым связался Циско. Джей занимает место Уолли в тюрьме, позволяя Барри и Уолли вернуться. Тем временем, Джесси жаждет мести и использует обломок брони Савитара чтобы найти его. С помощью Хар-Эра, ей удаётся ранить злодея, ударив в слабую точку обломком, но он убегает. В конце концов, Джесси решает отправиться на Землю-3, чтобы защищать её пока не вернётся Джей. Барри признаётся Айрис, что любит её, но он делал ей предложение по неверной причине и предлагает временно пожить порознь. |            |                                                                              |                    |                                                                                   |                 |                     |
| 63 | 17         | «Дуэт» «Duet»                                                                | Дермотт Доунс      | Сюжет: Грег Берланти, Эндрю Крейсберг Телесценарий: Аарон Хэлбинг и Тодд Хэлбинг  | 21 марта 2017   | 2,71                |
| Дж'онн и Мон-Эл появляются на Земле-1 с бессознательной Карой и предупреждают Барри, что Король Музыки также прибыл за ним. Вскоре Король Музыки появляется в С.Т.А.Р. Лабс и тоже помещает Барри в кому. Барри приходит в себя в каком-то ночном клубе, без своих способностей, и видит Кару исполняющую песню на сцене. Король Музыки говорит им, что они находятся в мюзикле в их подсознании и что им необходимо следовать сценарию, чтобы вернуться. Если же они погибнут в этом мире, то умрут и в реальности. Барри и Кара узнают, что этот мир является своеобразной пародией на «Вестсайдскую историю» и «Фантастикс». Они играют роль певцов клуба, который принадлежит персонажу Малкольма Мерлина, гангстера, на которого также работают Уинн и Циско. Их похищают другие гангстеры, работающие на Штейна и Джо. По-видимому, дочь Штейна и Джо, которая выглядит как Айрис, пропала, и они считают, что её похитил Мерлин. Барри и Кара обнаруживают Айрис в объятиях сына Мерлина (которого «играет» Мон-Эл). Они признаются, что влюблены, но их отцы враждуют. Барри и Кара советуют им во всём признаться, что они и делают. Это помогает самим героям разобраться в своих чувствах. Хотя Мерлин, Штейн и Джо делают вид, что рады за детей, они затем устраивают перестрелку на улице. Барри и Кара ранены и умирают. Тем временем, Король Музыки использует способности Барри и Кары, чтобы грабить банки. Его останавливают Циско, Уолли и Дж'онн. Король Музыки затем говорит Айрис и Мон-Элу, что им необходимо попасть внутрь сна, чтобы спасти своих возлюбленных. Циско забрасывает их туда. Поцелуи Айрис и Мон-Эла возвращают Барри и Кару в реальность. Король Музыки аплодирует и объясняет, что этого и добивался, прежде чем раствориться в воздухе. Кара и Мон-Эл возобновляют отношения и возвращаются в свой мир с Дж'онном. Барри поёт для Айрис и вновь просит её руки. Она соглашается. |            |                                                                              |                    |                                                                                   |                 |                     |
| 64 | 18         | «Абра Кадабра» «Abra Kadabra»                                                | Нина Лопеc-Коррадо | Сюжет: Эндрю Крейсберг Телесценарий: Брук Робертс и Дэвид Коб                     | 28 марта 2017   | 2,39                |
| В Централ-сити прибывает преступник с LXIV века по кличке Абра Кадабра. Он начинает выкрадывать различные технические новшества из компаний по всему городу. Его преследует Цыганка, чтобы отомстить за преступления на Земле-19 и за гибель своего напарника. Когда Барри удаётся поймать его, Кадабра предлагает ему информацию о Савитаре взамен на свободу. Против желаний Цыганки, Джо освобождает Кадабру, который выкрадывает какой-то источник энергии из хранилища Эобарда Тоуна. Кадабра создаёт взрыв, который серьёзно ранит Кейтлин. Хотя способности Убийцы Мороз могут спасти её, Кейтлин отказывается снять блокирующее ожерелье и объясняет Джулиану как оперировать над ней. Циско догадывается, что Кадабра хочет построить машину времени, чтобы вернуться в свою эпоху. С помощью Цыганки, команде удаётся остановить его. Прежде чем Цыганка забирает его на суд и казнь, Кадабра раскрывает, что Савитар — единственный из врагов Барри, которому удалось сломить его волю. Барри решает бежать в будущее, чтобы узнать информацию о Савитаре и о грядущих событиях. Кейтлин теряет сознание, и её сердце останавливается. В отчаянии, Джулиан срывает ожерелье. Кейтлин оживает, но уже как Убийца Мороз, и нападает на друзей. |            |                                                                              |                    |                                                                                   |                 |                     |
| 65 | 19         | «Флэш былого и грядущего» «The Once and Future Flash»                        | Том Кавана         | Карина Эдли МакКензи                                                              | 25 апреля 2017  | 2,67                |
| В то время как команда Флэша пытается отыскать сбежавшую Убийцу Мороз, Барри отправляется в 2024 год, чтобы узнать личность Савитара. Прибыв в будущее, Барри узнает от Циско, что за все эти годы многое изменилось: Циско потерял свои силы после того, как Убийца Мороз заморозила и разбила его руки, ХаЭр стал успешным писателем-фантастом, Джулиан работает в тюрьме "Айрон Хайтс", присматривая за Убийцей Мороз, Уолли находится в кататоническом ступоре с тех пор, как Савитар сломал ему позвоночник, Джо подавлен, поскольку Барри нарушил свое обещание, данное Айрис - в случае её смерти, всегда быть рядом с Джо; сам же будущий Барри стал отшельником и скрывается в заброшенной С.Т.А.Р. Лабс. В его отсутствие Сэм Скаддер (Зеркальный Мастер) и Розалинда Диллон (Волчок) захватили Централ Сити. Барри не удается разузнать, кто же такой Савитар от будущего себя и Убийцы Мороз, которая присоединилась к Савитару после возвращения своих способностей. В тайне от Барри, Циско использует устройство, предотвращающее возвращение Барри в прошлое, надеясь, что тот все исправит. Понимая свою причастность к произошедшему, Барри собирает вместе Джулиана, Джо и Хар-Эра и извиняется перед ними за нарушение своего обещания, тем самым воссоединяя команду Флэша. Циско фиксирует активность Зеркального Мастера и Волчка, Барри отправляется к ним. Скаддер и Диллон позже почти побеждают Барри, объединяя свои способности, но будущий Барри, подслушав разговор нынешнего Барри с командой, использует устройство Циско, чтобы нейтрализовать способности злодеев и помогает Барри поймать их. Будущий Барри даёт себе из прошлого информацию о ловушке Силы Скорости и говорит ему найти физика по имени Трейси Брэнд, которая разработала ловушку спустя четыре года после смерти Айрис. В настоящем Убийца Мороз встречается с Савитаром, который предлагает ей избавиться от Кейтлин Сноу навсегда. Получив отказ, Савитар разоблачается и раскрывает Мороз свою личность. Шокированная, Убийца Мороз спрашивает что ей делать. |            |                                                                              |                    |                                                                                   |                 |                     |
| 66 | 20         | «Я знаю, кто ты» «I Know Who You Are»                                        | Ханель Калпеппер   | Бронуэн Кларк и Джошуа В. Гилберт                                                 | 2 мая 2017      | 2,69                |
| Барри находит ученого, о котором ему рассказала его версия из будущего. Трейси Брендт не понимает зачем она им нужна. Тем временем приходит Убийца Мороз и пытается перехватить Трейси у команды Алого Спидстера, однако оказывается побеждена. Вместе с командой Флэша Трейси отправляется в С.Т.А.Р. Лабс, где ей показывают её будущее. Кейтлин возвращается к Савитару, который винит в том, что та не убила Трейси. Убийца Мороз предпринимает еще одну попытку убийства Брэнд, однако всё завершается схваткой с Барри. После двух неудач, Убийца Мороз решает похитить возлюбленную Джо, Сесиль, и использовать её в качестве заложницы для обмена на Трейси. Команда Флэша соглашается на сделку, однако, после непродолжительного сражения, Убица Мороз оказывается побеждена, после чего Циско берет у неё образец крови. Джо признаётся Сесиль в любви и рассказывает всю правду. В конце эпизода, после долгих раздумий, Барри осознает, кто такой Савитар на самом деле и убегает за город, чтобы лично встретиться с ним. К удивлению зрителя, Савитаром оказывается версия Барри Аллена из будущего. |            |                                                                              |                    |                                                                                   |                 |                     |
| 67 | 21         | «Причина и следствие» «Cause and Effect»                                     | Дэвид Макуиртер    | Джудалина Нейра и Лорен Церто                                                     | 9 мая 2017      | 2,71                |
| Барри общается со своей версией из будущего, от которой узнает, что его временной двойник выжил в 2021 году при борьбе с Богом Скорости, которым впоследствии и стал. После чего Аллен приходит в С.Т.А.Р. лабс и сообщает команде о личности Савитара. Циско принимает решение сделать невероятное-лишить Флэша возможности запоминать информацию. Что-то пошло не так, и Барри вовсе теряет память. Тем временем Савитар также лишается памяти и нападает на свою союзницу - Убийцу Мороз. Та приходит к команде Флэша и начинает с ними совместную работу по возвращению памяти Аллену, во время работы Циско пытается достучаться до Кейтлин, и старания Рамона всё-таки приносят плоды, хоть и маленькие. На свободу из-за амнезии Барри выходит новый поджигатель. Дома к Аллену возвращается Сила Скорости, чему он невероятно рад, в то время как новый Поджигатель пытается уничтожить целое здание. Алый Спидстер принимает решение отправиться на место происшествия и в тот момент команда бьет его током в голову, что вернуть память. Остается только вспомнить все, что было до этого момента, что получается благодаря стараниям Айрис, и вот Спаситель Централ-сити бежит со своим приятелем спасать людей. Убийца Мороз уходит, заявляя, что никогда не любила никого из команды. Трейси Бренд удается создать оружие (Спидфорс-базуку), способное заточить Савитара в Силе Скорости, но для этого требуется немыслимое количество энергии. В финале серии показывают что двигатель корабля Доминаторов в данный момент находится в А.Р.Г.У.С. и охраняется Королем Акулой. Этому устройству хватит энергии для питания орудия. |            |                                                                              |                    |                                                                                   |                 |                     |
| 68 | 22         | «Улица Инфантино» «Infantino Street»                                         | Майкл Алловитц     | Сюжет: Эндрю Крейсберг Телесценарий: Грейн Годфри                                 | 16 мая 2017     | 2,48                |
| Барри обращается за помощью к Капитану Холоду, Леонарду Снарту, находящемуся в 1892 в Сибири, вместе они планируют выкрасть двигатель Доминаторов из А.Р.Г.У.С. и зарядить Спидфорс-базуку, разработанную Трейси Брендт чтобы спасти Айрис. Джо и Уолли собираются спрятать Айрис от Савитара, и по просьбе Барри не говорят ему куда. Они отправляются в С.Т.А.Р. Лабс на Землю-2. Тем временем Барри и Снарту удается выкрасть источник энергии прямо из под носа Короля Акул, но в последний момент включается сигнализация и Снарт остается запертым с акулой-человеком. Барри, рискуя быть пойматым, не бросает Снарта и при помощи Циско вытаскивает его. Поймавшая нарушителей Лайла, глава А.Р.Г.У.Са, ранее не доверявшая Барри из-за создания Флешпоинта впечатляется его выбором и спасением Снарта, и отпускает его с добычей. Барри прибегает в С.Т.А.Р. Лабс, и на его прямой вопрос Ха-Эр выбалтывает информацию о местонахождении Айрис. Повернувшись к друзьям всем лицом становится видно, что это не Барри, а Савитар в костюме Флэша! Савитар забирает Айрис, попутно избивая Уолли и ломая ему левую ногу, Барри же не успевает вовремя. Все должно решиться на улице Инфантино. Циско решает что сегодня он должен сразиться в лесу с Убийцей Мороз. На улице Инфантино Флэш стреляет из Спидфорс-базуки по Савитару, но Савитар нейтрализует её действие Философским камнем. Айрис Уэст погибает как и было предсказано Савитаром. |            |                                                                              |                    |                                                                                   |                 |                     |
| 69 | 23         | «Финишная черта» «Finish Line»                                               | Дэвид Макуиртер    | Аарон Хелбинг и Тодд Хелбинг                                                      | 23 мая 2017     | 3,04                |
| С помощью технологий Земли-19, ХаЭр обманывает Савитара. Его план работает: он спасает Айрис, и Савитар убивает его самого. Савитар похищает Базуку Спидфорса и Циско, угрожая ему убийством Кейтлин, для которой Джулиан нашел лекарство; все это для того, чтобы Циско сделал из Базуки Квантовый разделитель, который окончательно сделает Савитара богом. При этом он очень спешит, поскольку возник временной парадокс, который вот-вот уничтожит Савитара. Барри решает действовать иначе: он отправляется к Савитару и предлагает ему свою помощь. Савитар соглашается, но использует эту возможность только для того, чтобы осмотреть С.Т.А.Р. Лабс. Он говорит, что не хочет такой жизни, какую могут предложить ему Флэш и команда, и сбегает. Циско собрал Разделитель для Савитара, но принялся уговаривать Кейтлин вернуться в команду Флэша. Савитар приходит в этот момент и предлагает Кейтлин убить Циско, но его спасает Цыганка. Савитар позволяет Циско уйти, взамен решая наконец претворить свои планы в жизнь. Он открывает портал в Силу Скорости, Кейтлин же устраняет возникшего оттуда Черного Флэша, а потом стреляет в Савитара из Квантового разделителя. Но это не превращает его в божество - Циско поменял полярность орудия, поэтому выстрел освобождает Джея Гаррика из темницы Силы Скорости. Команда Флэша сражается с Савитаром, Барри уничтожает его костюм, Айрис убивает его выстрелом из пистолета. Проходят похороны ХаЭра, Барри разносит всем приглашения на их с Айрис свадьбу, но начинается апокалипсис: из-за того, что темница в Силе Скорости пуста, та стала нестабильной. В конце эпизода Барри принимает решение занять место в темнице Силы Скорости и так искупить свою вину. Сила Скорости, приняв облик матери Барри, лично предстает перед командой Флэша, чтобы проводить Аллена. Гонка Алого Спидстера наконец окончена, Барри уходит в Силу Скорости... |            |                                                                              |                    |                                                                                   |                 |                     |

### Сезон 4 (2017-18)
| № общий | № в сезоне | Название                                                         | Режиссёр           | Автор сценария                                                        | Дата премьеры   | Зрители в США (млн) |
| --- | ---------- | ---------------------------------------------------------------- | ------------------ | --------------------------------------------------------------------- | --------------- | ------------------- |
| 70 | 1          | «Возрождение Флэша» «The Flash Reborn»                           | Глен Винтер        | Сюжет : Эндрю Крейсберг Телесценарий : Тодд Хэлбинг и Эрик Уоллес     | 10 октября 2017 | 2,84                |
| Спустя 6 месяцев после того, как Барри отправился в Силу Скорости, чтобы защитить Централ-сити от её бури, команда Флэша — в составе Уолли, Циско, Айрис и Джо — продолжают защищать город от преступников и мета-людей, а также ищет способ вернуть Барри. В городе появляется летающий самурай, угрожающий уничтожить Централ-сити, если Флэш не заявится, чтобы сразиться с ним. Циско рассказывает, что придумал способ вернуть Барри, при этом не дестабилизируя Силу Скорости. Айрис категорически против. Циско находит Кейтлин, работающую барменом, и просит её помощи. Не ставя в известность Айрис, команда использует спидфорс-базуку, чтобы вернуть Барри. Однако он ведёт себя как сумасшедший, покрывая стены неизвестными символами и говоря белиберду. Уолли надевает костюм Флэша и пытается выдать себя за него, однако самурай слишком силён для него. Циско удаётся расшифровать надписи Барри, но фраза оказывается бессмысленной. Пытаясь вернуть Барри рассудок, Айрис отдаёт себя самураю. Её план срабатывает, и Барри бежит на помощь, надевая новый костюм, который ему создал Циско. Барри бежит с невиданной доселе скоростью и одолевает самурая, который оказывается роботом. Кейтлин возвращается в команду, однако выясняется, что она работает на мафиози по имени Амунет, и что Убийца Мороз всё ещё пребывает в ней, периодически захватывая управление её телом. Тем временем, самураем всё это время управлял Мыслитель, который желал вернуть Флэша, чтобы поспособствовать своим планам. |            |                                                                  |                    |                                                                       |                 |                     |
| 71 | 2          | «Смешанные сигналы» «Mixed Signals»                              | Александра Ля Роше | Джонатан Батлер и Габриэль Гарза                                      | 17 октября 2017 | 2,54                |
| Барри, Джо и Циско прибывают на сцену преступления и обнаруживают остатки загадочного компьютерного кода. Циско предоставляет Барри новый костюм, напичканный техническими новинками. Барри тестирует костюм, спасая водителя от его машины, захваченной метачеловеком по имени Рамси Дикон. На Землю-1 прибывает Цыганка, так как у неё назначено свидание с Циско, однако Циско приходится отменить его из-за проблемы с Диконом. Следуя совету Кейтлин, Айрис ведёт Барри к терапевту, чтобы разобраться в их отношениях. Дикон похищает водителя, который оказывает членом рабочей команды, которая заработала миллионы на идее Дикона. Барри и Уолли спешат на помощь, однако Дикон перехватывает управление костюмом Барри, вынуждая его вырубить Уолли. Следуя совету Айрис, Барри бросает молнию в самого себя, прежде чем костюм самоуничтожится, тем самым выжигая взбесившуюся технику. Он затем останавливает Дикона, которого помещают в камеру в тюрьме «Айрон Хайтс». На вопрос Барри и Джо как он получил свои способности, так как не был в городе во время взрыва ускорителя частиц, тот лишь отвечает, что он не один такой. По-видимому, поимка Дикона входит в план Мыслителя, который занимается поисками остальных металюдей. Циско наконец освобождается для свидания с Цыганкой. |            |                                                                  |                    |                                                                       |                 |                     |
| 72 | 3          | «Как хорошо быть леди» «Luck Be a Lady»                          | Армен Кеворкян     | Сэм Чолсен и Джудалина Нейра                                          | 24 октября 2017 | 2,62                |
| Мыслитель наблюдает за Бекки Шарп, которая страдает от непрекращающейся полосы неудач, и решает, что сможет запросто ей манипулировать. Барри и Айрис готовятся к свадьбе, однако Бекки затем грабит банк, а Барри поскальзывается на рассыпавшихся шариках. С Земли-2 прибывает Харри, который раскрывает, что Джесси решила бросить Уолли. Циско догадывается, что Бекки — метачеловек со способностью создавать квантовое поле, которое влияет на вероятности. Отслеживая источник её способностей, Барри узнаёт, что тот портал, через который он покинул Силу Скорости, облучил двенадцать пассажиров автобуса, включая Бекки и Дикона, тёмным веществом. Харри признаётся, что поссорился с дочерью, поэтому и пришёл на Землю-1. Барри пытается убедить Бекки не использовать свою способность, так как чем больше ей улыбается удача, тем больше у окружающих происходит несчастных случаев. Бекки отправляется в казино, и её квантовое поле охватывает почти весь город, угрожая сбросить на город самолёт и повторно взорвать ускоритель частиц. Харри убеждает Циско позволить ускорителю активизироваться, и волна энергии временно обезвреживает квантовое поле, позволяя Барри арестовать Бекки. Уолли решает уехать из Централ-сити, чтобы разобраться в себе. Мыслитель наблюдает за командой благодаря шлему «самуроида». Сесиль говорит Джо, что она беременна. |            |                                                                  |                    |                                                                       |                 |                     |
| 73 | 4          | «Длительное путешествие в ночь» «Elongated Journey Into Night»   | Том Кавана         | Стерлинг Гейтс и Томас Паунд                                          | 31 октября 2017 | 1,99                |
| На Землю-1 прибывает Брешер — отец и начальник Цыганки с теми же способностями. Он сразу высказывает свою неприязнь к Циско и даёт ему сутки, чтобы выжить, пока Брешер будет за ним охотится. Тем временем, Джо и Барри узнают, что водитель автобуса, присутствующего когда Барри вернулся из Силы Скорости, умер при загадочных обстоятельствах. В его вещах обнаружена визитная карточка частного детектива по имени Ральф Дибни — бывшего полицейского, разжалованного после скандала, в котором также был замешан Барри. Джо и Барри направляются в офис Дибни, тело которого начинает растягиваться до невозможной длины. В С.Т.А.Р. Лабс, Кейтлин удаётся стабилизировать его состояние, и теперь Дибни может изменять форму по желанию. Джо и Барри обнаруживают связь между Дибни и мэром Централ-сити. Оказывается, у Дибни есть фотографии, доказывающие то, что мэр изменил жене. Дибни его шантажирует, тогда как люди мэра пытаются его убить. Люди мэра — продажные полицейские — пытаются убить Барри и Джо, однако Барри их останавливает. Решив измениться, Дибни отдаёт мэру фотографии и отказывается от денег. Мэр пытается его застрелить, однако эластичное тело Дибни не так-то и легко уничтожить. Появляется Брешер и пытается убить Дибни и Барри, так как на Землю-19 нападали существа со схожими способностями. Его останавливает Циско, заслуживая уважение бывалого охотника. Циско также узнаёт имя Цыганки — Синтия. Воспользуясь заминкой, мэр берёт Джо в заложники и улетает на вертолёте. Барри снимает маску и просит Дибни помочь ему. Дибни достаёт рукой до вертолёта, и Барри бежит по руке, спасая Джо, который признаётся, что Сесиль беременна. Барри предлагает Дибни помочь С.Т.А.Р. Лабс изучить его. Взамен, Барри будет учить Дибни быть супергероем. Дибни раскрывает, что получил наводку на мэра от человека по фамилии Дево. Барри вспоминает, что это имя упоминали Абра Кадабра и Савитар. Кейтлин возвращается домой и видит надпись на двери, призывающую её вернуться. |            |                                                                  |                    |                                                                       |                 |                     |
| 74 | 5          | «Девичник» «Girls Night Out»                                     | Лора Белси         | Лорен Церто и Кристен Ким                                             | 7 ноября 2017   | 2,38                |
| Барри, Циско и Харри тренируют Ральфа. В город приезжает Фелисити, чтобы отправиться с Айрис, Кейтлин и Сесиль на девичник. Тем временем, парни планируют устроить тихий мальчишник у Джо дома. Затем туда заявляется Ральф и убеждает ребят погулять по барам. Барри напивается благодаря специальному напитку, созданному Циско, тогда как Джо узнаёт в одной из стриптизёрш дочь Сесиль. Ребята устраивают драку и попадают в тюрьму, откуда их наутро забирает Харри. Джо признаётся Барри, что боится вновь быть отцом, а Барри отвечает, что на этот раз они все ему помогут. На девичнике, к девушкам подходит прислужник Амунет Блэк, который желает отвести Кейтлин к начальнице. Личность Убийцы Мороз проявляет себя, однако Айрис разряжает обстановку. Придя к Амунет, Убийца Мороз узнаёт, что Амунет похитила одного из новых металюдей по кличке «Плакса», чьи слёзы являются сильнейшим наркотиком. Убийца Мороз решает сбежать в параллельный мир, однако Амунет перехватывает её и использует свою способность управлять металлом, чтобы зверски её избить. В С.Т.А.Р. Лабс Кейтлин опасается за друзей. Айрис, Фелисити и Сесиль пытаются вмешаться сами, однако Айрис и Фелисити попадают в плен. Кейтлин позволяет Убийце Мороз взять верх, чтобы спасти их. Сесиль использует электромагнит, чтобы обезоружить Амунет, и та убегает. Айрис просит Кейтлин быть её свидетельницей на свадьбе. Дево преследует сбежавшего «Плаксу» на своём летающем кресле. |            |                                                                  |                    |                                                                       |                 |                     |
| 75 | 6          | «Когда Харри встретил Харри...» «When Harry Met Harry...»        | Брент Кроуэлл      | Джонатан Батлер и Габриэль Гарза                                      | 14 ноября 2017  | 2,46                |
| Барри продолжает тренировать Ральфа. Циско создаёт Ральфу его собственный костюм, который может растягиваться вместе с ним и возвращаться в первоначальную форму. В городе начинает буянить Мина Чэйтон по кличке «Чёрный Бизон». Она выкрадывает части украшения народа сиу, используя свою способность оживлять статуи людей и животных. Когда Барри и Ральф догоняют её, она оглушает Барри статуей кроманьонца и пытается бежать. Ральф решает остановить её любой ценой, однако при этом на маленькую девочку падает столб, и она попадает в больницу. Ральф чувствует себя ничтожеством, однако Барри его успокаивает. Мина сбегает из камеры в полицейском участке с помощью ожившего манекена и направляется в музей, чтобы заполучить последнюю часть украшения. Когда там появляются Барри и Ральф, она объясняет, что украшение по праву принадлежит её семье. Она оживляет скелет тираннозавра, и Ральф решает отвлечь его, чтобы спасти охранника. Барри обманывает Мину, подбрасывая бесценную китайскую чашу в воздух, воспользовавшись её любви к истории. Пока Мину отвлекается на чашу, он надевает ей наручники, блокирующие её способности, затем ловит чашу. Ральф сознаётся, что отослал украшение семье Мины на резервацию. Затем он навещает девочку в больнице и развлекает её своей способностью. Тем временем, чтобы найти Дево, Уэллс созывает совет из своих двойников с трёх других миров: заносчивого немца, бабника и хладнокровного киборга-австралийца. Несмотря на постоянные ссоры и разногласия, так называемый «Совет Уэллсов» всё же умудряется найти адрес человека по имени Клиффорд Дево. Барри и Джо едут к нему домой, однако он оказывается престарелым инвалидом в коляске. |            |                                                                  |                    |                                                                       |                 |                     |
| 76 | 7          | «Следовательно существую» «Therefore I Am»                       | Дэвид Макуиртер    | Эрик Уоллес и Томас Паунд                                             | 21 ноября 2017  | 2,20                |
| Барри и Джо допрашивают Дево и его жену. Барри пробует разнообразные способы, чтобы одержать верх над Дево, однако тот всегда оказывается на высоте. Флэшбеки раскрывают, что Дево был профессором истории в университете, и что он показал жене планы устройства, способного расширить его разум. Она конструирует устройство, и они пытаются воспользоваться им во время взрыва ускорителя частиц, так как жена Дево догадалась, что произойдёт выброс тёмного вещества. В Дево попадает молния, и он становится супергением. Однако тело Дево страдает от бокового амиотрофического склероза из-за быстрой работы мозга, и он вынужден передвигаться в инвалидной коляске. Жена конструирует ему новое кресло, которое поддерживает его жизненные функции, однако он знает, что его дни сочтены. В конце концов, Барри узнаёт, что Дево шпионил за ними с помощью камеры внутри головы «самуроида». Он вламывается ночью в дом четы Дево, однако на следующий день жена Дево идёт в полицию с жалобой, и капитан отстраняет Барри на две недели, а Дево получает запретительный судебный приказ на Барри. Барри идёт к Дево и требует ответов. Дево раскрывает карты и говорит, что возможно Барри и есть быстрейший человек в мире, но он, Дево, обладает невероятной быстротой мышления. Он знает обо всём: о всех бывших врагах Барри (даже имя Тоуна ему известно), о «совете Уэллсов» и о параллельных мирах. Барри рассказывает это всей команде. Уолли возвращается, после длительных размышлений и сражения со Старро. Циско нарекает Дево «Мыслителем». Дево садится в парящее кресло и наблюдает за Барри и Айрис, говоря жене, что собирается позволить им жениться, ведь любовь — не менее важная вещь, чем знания. |            |                                                                  |                    |                                                                       |                 |                     |
| 77 | 8          | «Кризис на Земле-X. Часть 3» «Crisis on Earth-X, Part 3»         | Дермотт Даунс      | Сюжет : Эндрю Крайсберг и Марк Гуггенхайм Телесценарий : Тодд Хелбинг | 28 ноября 2017  | 2,82                |
| Продолжение масштабной серии кроссоверов «Кризис на Земле-X» (1 часть — «Супергёрл», 2 часть — «Стрела»). Фелисити и Айрис удаётся отключить свет в С.Т.А.Р. Лабс, однако затем они попадают в руки нацистов, и Тоун вынуждает их дать ему пароль к системе. Кара и её двойник лежат под красной лампой, чтобы Тоун смог совершить пересадку сердца. Тем временем, на Земле-X, штурмбанфюрер Квентин Лэнс собирается казнить героев, а также ещё одного узника. Однако их спасает местный двойник Леонарда Снарта. Узником оказывается супергерой по прозвищу Луч, который родом с Земли-1. Луч и Снарт отводят героев в штаб-квартиру сопротивления, где они знакомятся с генералом Уинном Шотом. Они раскрывают, что Новый Рейх владеет объектом, который способен создать огромную брешь между мирами, через которую они намереваются начать вторжение на Землю-1. Шотт желает взорвать объект, однако героям удаётся убедить его позволить им вернуться в родной мир до этого. Оливер пытается пробраться на объект под видом своего двойника-фюрера, однако Квентин разоблачает его. Лэнс посылает «Велленрейтер» — двойник «Волнолёта» — через брешь. Шотт, тем временем, передумывает и посылает Красного Торнадо взорвать здание. Барри и Лучу удаётся перехватить робота. Героям удаётся открыть брешь и пройти через неё, однако Штейн серьёзно ранен. Луч и Снарт отправляются с ними. Окончание событий следует в телесериале «Легенды завтрашнего дня». |            |                                                                  |                    |                                                                       |                 |                     |
| 78 | 9          | «Не беги» «Don't Run»                                            | Стефан Плещински   | Сэм Чолсен и Джудалина Нейра                                          | 5 декабря 2017  | 2,22                |
| Барри и Айрис возвращаются из свадебного путешествия и разбирают подарки. Когда они гуляют по магазинам перед Рождеством, Дево похищает Барри, а Амунет похищает Кейтлин из кафе «Джиттерс». Айрис требует, чтобы команда разыскивала обоих, тогда как Харри утверждает, что у них нет ни времени ни возможности на обоих, так что ей необходимо сделать выбор как настоящий лидер. Дево удерживает Барри в своём логове, где Мыслитель хочет преподать Барри урок в том, что счастливых концов не бывает. Амунет заставляет Кейтлин оперировать на Доминике — метачеловеке со способностью читать мысли. Они пытаются бежать, однако их ловит Амунет. Айрис решает спасти Кейтлин, так как Барри может за себя постоять. Кейтлин и Доминику удаётся временно обездвижить Амунет и бежать на улицу, однако она преследует их. На помощь прибывают Циско и Ральф. Барри удаётся обхитрить Дево и бежать. Команда отмечает Рождество в доме Джо, который нарядил Ральф. Цыганке пришлось работать, однако она посылает Циско голографический куб, который показывает как она раздевается. К ним присоединяется Доминик. Барри получает сигнал из квартиры и бежит туда. Ему звонит Доминик, который оказывается Дево, который переписал своё сознание в тело этого метачеловека, а своё предыдущее тело подбросил в квартиру Барри с ножевым ранением. Врывается полиция и арестовывает Барри, так как он решает не бежать. |            |                                                                  |                    |                                                                       |                 |                     |
| 79 | 10         | «Испытание Флэша» «The Trial of The Flash»                       | Филип Чипера       | Лорен Церто и Кристен Ким                                             | 16 января 2018  | 2,51                |
| Примечание — данный эпизод является отсылкой-пасхалкой на комикс, в котором Флэш убивает Профессора Зума и, после этого, его посадили в тюрьму. Барри, обвиняемого в убийстве Клиффорда Дево, ждёт суд. Сесиль предлагает ему выбор — либо Барри раскроет тайну личности Флэша всему миру, либо его посадят в тюрьму. Тем временем, остальные пытаются обнаружить нового метачеловека, который производит радиацию и облучает окружающих. Циско и Кейтлин пытаются совладать с ним, но он слишком горяч для льда Убийцы Мороз. Несмотря на угрозу облучения, Барри бежит вокруг него, чтобы создать вакуум, а Циско открывает брешь на безлюдную Землю-15. Метачеловека забирают власти. Барри отказывается свидетельствовать. Когда его секрет пытается выдать Айрис, Барри останавливает время и убеждает её не делать этого. Попытка Ральфа и Джо достать компромат на Марлиз Дево заканчивается неудачей, когда «вдове» удаётся обернуть всё на свою пользу. Джо затем в отчаянии пытается подбросить улики в дом четы Дево, однако Ральф отговаривает его, на собственном опыте зная чем это закончится. Барри признают виновным, и судья приговаривает его к пожизненному заключению. Барри сажают в ту же камеру в «Айрон Хайтс», в которой сидел его отец. |            |                                                                  |                    |                                                                       |                 |                     |
| 80 | 11         | «Восхождение удлинённого рыцаря» «The Elongated Knight Rises»    | Александра Ля Роше | Стерлинг Гейтс и Томас Паунд                                          | 23 января 2018  | 2,12                |
| В тюрьме, Барри встречает Акселя Уокера — Трикстера-младшего. Акселю удаётся сбежать с помощью матери — бывшей напарницы Джеймса Джесси. Тем временем, Барри с помощью скорости утихомиривает бунт в тюрьме. Аксель вызывает какого-нибудь героя. Ральф пытается его остановить, однако Акселю удаётся ранить его самодельной кислотой. Боясь погибнуть, Ральф отказывается идти спасать заложников Акселя и его матери. Он отправляется тюрьму, чтобы помочь Барри бежать. Однако Барри объясняет ему, что быть героем — не означает не бояться, а означает быть способным превосходить страх. На помощь заложникам отправляются Циско и Кейтлин, однако сами попадают в руки злодеев. Ральф получает новый костюм и отправляется на помощь. Тем временем, Харри пытается найти способ обезвредить кислоту. Ральф оглушает Акселя и закрывает собой Циско и Кейтлин. К счастью, Харри вовремя обнаруживает противодействие и нейтрализует кислоту. СМИ нарекают Ральфа «Удлинённым Человеком», правда ему прозвище не очень нравится. Айрис вновь навещает Барри в тюрьме, который дружится с заключённым по кличке «Большой Сэр», который обязан его отцу жизнью. Циско и Ральф идут в кафе «Джиттерз» и натыкаются на радостную девушку со свадьбы. Девушка пишет в дневнике на загадочном языке символов, которым писал Барри по возвращении из Силы Скорости. |            |                                                                  |                    |                                                                       |                 |                     |
| 81 | 12         | «Дорогая, я уменьшил команду Флэша» «Honey, I Shrunk Team Flash» | Крис Пеппе         | Сэм Чолсен и Джудалина Нейра                                          | 30 января 2018  | 2,60                |
| В результате беременности, Сесиль получает временную способность читать мысли. В тюрьме, Барри узнаёт, что Дэйв Ратчет — «Большой Сэр» — на самом деле невиновен в убийстве охранника лаборатории компании «Меркьюри» 15 лет назад. Настоящий преступник — Сильберт Рандин — всё ещё на воле. Барри просит друзей открыть расследование заново. Рандин оказывается одним из металюдей с автобуса, со способностью уменьшать и увеличивать предметы. Он уменьшает Ральфа и Циско во время побега. Харри пытается вернуть их в нормальное состояние при помощи технологий Рэя Палмера, однако попытка приводит к дестабилизации их клеток. Если их не увеличить, то они погибнут через несколько часов. Команда нападает на Рандина на складе, где Харри обманом вынуждает злодея увеличить Ральфа и Циско. Рандин арестован, однако отказывается сознаваться в убийстве охранника. Барри узнаёт, что даже если Ратчет оказался бы на свободе, то он не был бы счастлив. Единственная его мечта — жить в маленькой китайской деревушке под названием Цзяцу. Барри доставляет Ратчета в Цзяцу, однако начальник тюрьмы узнаёт кто он на самом деле и запирает его в камере для металюдей, собираясь продать его Амунет. |            |                                                                  |                    |                                                                       |                 |                     |
| 82 | 13         | «Настоящие цвета» «True Colors»                                  | Тара Николь Вейр   | Джонатан Батлер и Габриэль Гарза                                      | 6 февраля 2018  | 2,28                |
| Начальник тюрьмы Вульф предлагает Амунет приобрести всех металюдей с автобуса в тюрьме, плюс Барри. Ральф встречается с бывшим товарищем, после чего проявляет новую способность копировать внешность и голос других. Барри помогает другим металюдям бежать. Ральф превращается в Вульфа и пытается обмануть Амунет, но ему не удаётся. Он отказывается дальше помогать команде, считая что опять всех подведёт. Убийца Мороз убеждает его в обратном, ведь её же простили. Барри и другие металюди выбираются в заброшенное крыло, однако там их поджидает Вульф со своими людьми. Он раскрывает, что Барри — Флэш. Дикон, Чэйтон и Рандин нападают на него, однако Шарп использует свои способности, чтобы их постигла неудача. Появляется Дево на летающем кресле. Он забирает способности Дикона, Чэйтон и Рандина, прежде чем переместить своё сознание в тело Шарп и убить Вульфа. Барри возвращается в обычную камеру. Ральф использует свою новую способность, чтобы заявиться в суд под видом первоначального Дево, тем самым освобождая Барри. Марлиз недовольна отклонением мужа от плана, однако Шарп-Дево подливает ей в шампанское слёзы Плаксы, они танцуют и целуются. |            |                                                                  |                    |                                                                       |                 |                     |
| 83 | 14         | «Субъект 9» «Subject 9»                                          | Ральф Хемеккер     | Майк Альбер и Гейб Снайдер                                            | 27 февраля 2018 | 2,12                |
| Барри отстраняют от работы в полиции, так как не все уверены, что Дево на самом деле жив. Команда обнаруживает очередного метачеловека с автобуса — кантри-певицу по имени Иззи, способную излучать разрушительные звуковые волны, причём скрипка Иззи усиливает эти способности. Когда за ней приходит Дево, Иззи удаётся прогнать его своими способностями. Барри и Ральф тренируют Иззи, однако это приводит к ранению. Иззи очень нравится Ральфу. Решив пойти против Дево самостоятельно, Иззи уходит и вызывает Мыслителя на дуэль. Однако Дево использует способность Бекки, чтобы сломать скрипку. Затем, когда появляются Барри и Ральф, Дево обезвреживает Барри способностью Доминика, дав ему аневризму, а Ральфа — способностью Сильберта, бросив в него мусорным баком. Устройство Харри по обезвреживанию Дево оказывается бесполезным. Затем Дево переносит своё сознание в тело Иззи на глазах у Ральфа. Ральф даёт Барри свою собственную визитную карточку частного детектива, а затем говорит, что намерен остановить Дево и спасти оставшихся трёх металюдей. |            |                                                                  |                    |                                                                       |                 |                     |
| 84 | 15         | «Во Времени Флэша» «Enter Flashtime»                             | Грегори Смит       | Тодд Хелбинг и Стерлинг Гейтс                                         | 6 марта 2018    | 2,04                |
| Джесси заявляется на Землю-1, чтобы побеседовать с отцом. Террористы взрывают ядерную бомбу. Барри пытается остановить взрыв, находясь в постоянном скоростном режиме под названием «Время Флэша», однако реакцию остановить уже нельзя. Барри пробует заручиться помощью Циско и Убийцы Мороз, однако их способности плохо работают в скоростном режиме, тем более, что обычные люди не могут подолгу в нём находиться. Харри советует забросить бомбу в Силу Скорости, однако прибывший Джей категорически против. Все три бегуна пытаются бросить в бомбу молнии, однако Джей уже давно не в форме и возвращается в нормальный режим. Джесси тоже вскоре выходит из игры, решив остаться рядом с отцом, вместо того, чтобы бежать на Землю-2. Барри проводит долгие часы во «Времени Флэша», пытаясь найти способ спасти город. В конце концов, уже выдыхаясь, он вводит Айрис в этот режим, чтобы попрощаться. Она вспоминает о кварковой сфере, заброшенной Циско в Силу Скорости, чтобы вызволить Барри, и которая приманивает бурю. Барри бежит в Силу Скорости и забирает сферу. Он бросает сферу в бомбу, и энергия бури гасит ядерную реакцию. Город спасён. Джей решает уйти в отставку, после того, как найдёт замену. Джесси возвращается домой, однако Харри использует устройство, чтобы передать ей свои чувства к её покойной матери. Кейтлин тронута тем, что Убийца Мороз заботится о ней. Кейтлин и Харри идут в кофейню «Джиттерс», где натыкаются на всё ту же странную девушку со свадьбы. |            |                                                                  |                    |                                                                       |                 |                     |
| 85 | 16         | «Беги, Айрис, беги» «Run, Iris, Run»                             | Харри Джиерджиан   | Эрик Уоллес                                                           | 13 марта 2018   | 2,09                |
| Метачеловек с огненной способностью пытается ограбить банк. Очередной метачеловек с автобуса по имени Мэтью Ким касается его, отбирая его силу и случайно передавая её другому человеку. Когда заявляются Джо, Айрис и Барри, чтобы допросить Кима, Барри и Айрис его касаются, в результате чего, способности Барри переходят к Айрис. Айрис становится новым Флэшем, тогда как Барри пытается управлять командой. Тот человек, получивший огненные способности, начинает терроризировать город, требуя денег. Айрис пытается остановить его, однако огонь слишком жаркий, и тот создаёт огненный смерчь. Уэллс создаёт копию умственного усилителя Дево, надевает его и придумывает способ остановить злодея: Айрис должна создать цунами и погасить огонь. У неё получается. Ким вновь касается Барри и Айрис, возвращая всё на места. Ким соглашается помочь команде бороться с Дево. Дома, Айрис признаётся, что ей понравилась сверхскорость, однако быть Флэшем — судьба Барри, а не её. Она будет лидером команды, а также журналисткой. Ральф, всё время опасающийся высунуть нос из С.Т.А.Р. Лабс, решает навестить мэра в виде Дево, чтобы помочь Барри вернуться на работу. Уэллс вновь одевает усилитель и обнаруживает имена оставшихся металюдей с автобуса — Джанет Перри и Эдвин Гуасс. |            |                                                                  |                    |                                                                       |                 |                     |
| 86 | 17         | «Ничтожный и злой» «Null and Annoyed»                            | Кевин Смит         | Лорен Церто и Кристен Ким                                             | 10 апреля 2018  | 1,82                |
| Барри и Ральф тренируются сражаться с Дево, однако Барри раздражает то, что Ральф, по-видимому, не принимает ничего всерьёз. Команде удаётся обнаружить Джанет Перри по прозвищу «Нуль». Когда Барри и Ральф пытаются задержать её, становится известно, что она обладает способностью изменять плотность предметов, позволяя ей поднимать их в воздух, а затем сбрасывать обратно. Барри отказывается работать с Ральфом, так как тот любит импровизировать. Ральф объясняет, что ведёт себя как комик из-за того, что его отец бросил семью, когда Ральф был ребёнком. С тех пор, Ральф предпочитает шутить, чтобы не боятся. Оба затем отправляются остановить Джанет на богатой вечеринке. Джанет отправляет Барри в воздух, однако Ральфу удаётся спасти его, превратившись в огромную подушку-пердушку. Жена Дево узнаёт, что муж постоянно подмешивает ей слёзы Плаксы, чтобы она продолжала ему помогать. Однако каждый раз, когда Марлиз это узнаёт и оставляет себе послание, Дево стирает эти воспоминания. На Землю-1 прибывает Брешер, так как он более не способен стрелять энергией из рук. Циско и Кейтлин узнают, что Брешер уже слишком стар для своих способностей. Брешер уходит в отставку, однако просит Циско заменить его, тем более, что это позволит Циско быть рядом с Цыганкой. Втайне от всех, Харри пользуется потайной комнатой Тоуна, чтобы перезаряжать шлем и общаться с Гидеон. |            |                                                                  |                    |                                                                       |                 |                     |
| 87 | 18         | «Потеряй себя» «Lose Yourself»                                   | Ханель Калпеппер   | Джонатан Батлер и Габриэль Гарза                                      | 17 апреля 2018  | 1,88                |
| Команда обнаруживает последнего метачеловека с автобуса — Эдвина Гаусса, который может перемещаться как и кресло Дево, однако за ними следует самуроид, который наносит ранение Кейтлин. Команда спешит обратно в лабораторию. Кейтлин объясняет Айрис, что Убийца Мороз активируется благодаря надпочечникам. Харри создаёт оружие в виде камертона, который копирует способности Иззи. Ральф говорит Барри, что боится он не за себя, а за остальную команду, так как все они — его семья. Джо обнаруживает, что у Харри появилась зависимость от шлема. Ральф узнаёт, что Эдвин может доставить их в логово Дево, однако это оказывается частью плана Мыслителя, который телепортируется вместе с женой в С.Т.А.Р. Лабс, пока Барри, Циско и Кейтлин находятся в его логове. Несмотря на попытку Ральфа, Дево удаётся забрать способности Джанет и Мэтью, а также переселиться в тело Гаусса. Ральф побеждает его, однако Дево берёт верх и переселяется в его тело на глазах у всех. Команда пытается остановить его, однако он слишком силён со всеми этими способностями. Прежде чем уйти, он также высасывает тёмную материю из тела Кейтлин, уничтожая Убийцу Мороз. У себя в логове Дево использует способности Ральфа, чтобы принять свой первоначальный вид, а затем планирует с женой как уничтожить команду Флэша раз и навсегда. |            |                                                                  |                    |                                                                       |                 |                     |
| 88 | 19         | «Яростный негодяй» «Fury Rogue»                                  | Рэйчел Талалэй     | Джошуа В. Гилберт и Джефф Хёрш                                        | 24 апреля 2018  | 1,90                |
| Команда Флэша решает переместить Нила Бормана на секретный объект А.Р.Г.У.С. Барри и Циско заручаются помощью Лео Снарта с Земли-X, однако за ними на Землю-1 следует нацистка Лорел-X, жаждущая мести за поражение Нового Рейха и гибель её возлюбленного Оливера-X. Снарт согласен помогать не более суток, так как у него свадьба с Рэем Терриллом на следующий день. Снарт узнаёт о гибели Ральфа и советует Барри не убегать от чувств вины и горечи. Лорел похищает Бормана и отводит его в полицейский участок, чтобы вызвать ядерный взрыв в городе. Барри смиряется с гибелью товарища и останавливает Лорел, а Снарт и Кейтлин используют ледяные пушки, чтобы охладить Бормана. Харри рассказывает Циско, что попытка использовать тёмную материю в шлеме привела к тому, что он начинает терять свой интеллект. Циско обещает ему найти способ остановить деградацию. Кейтлин обнаруживает, что мутация Убийцы Мороз всё ещё в её ДНК, а значит ей нужно всего-лишь найти способ вернуть своё второе «я». Марлиз начинает сомневаться в своём муже, который постоянно упрекает её в излишней эмоциональности. |            |                                                                  |                    |                                                                       |                 |                     |
| 89 | 20         | «Следовательно существует» «Therefore She Is»                    | Роб Дж. Гринли     | Стерлинг Гейтс и Томас Паунд                                          | 1 мая 2018      | 1,70                |
| Флэшбеки показывают встречу Дево с Марлиз и то, как Марлиз постепенно переняла веру мужа в то, что человечество необходимо отупить, чтобы начать эпоху Просветления. В настоящем, Дево и Марлиз выкрадывают образцы передовой технологии. Попытки команды помешать ему оканчиваются неудачей. Циско всё не может решить хочет ли он становится новым Брешером, и от этого ссорится с Цыганкой. В конце концов, оба соглашаются, что Циско не стоит менять работу, однако они осознают, что хотят разных вещей от их отношений — Циско хочет жить вместе на одной Земле, тогда как Цыганка не хочет ничего менять. В конце концов, команде удаётся догадаться, что Дево строить сеть спутников, цель которых — облучить всё население Земли тёмной материей, чтобы понизить уровень их интеллекта. Попытка предотвратить кражу Дево квантовых компьютеров чуть не приводит к гибели Цыганки, однако Марлиз удаётся уговорить Дево пощадить её. После этого, Марлиз уходит от него и забирает его кресло, осознав, что её муж давным-давно мёртв, остался лишь Мыслитель, который желает править миром. Циско и Цыганка решают расстаться, а Кейтлин намерена во что бы то ни стало вернуть своё второе «я». К Джо и Сесиль приходит та самая девушка со свадьбы, которая оказывается спидстером. |            |                                                                  |                    |                                                                       |                 |                     |
| 90 | 21         | «Харри и Харрисоны» «Harry and the Harrisons»                    | Кевин Мок          | Джудалина Нейра и Лорен Церто                                         | 8 мая 2018      | 1,74                |
| Харри и Циско сзывают Совет Харрисонов, чтобы найти решение проблемы Харри, однако «герр Уэллс» отказывается помогать «тупице» Харри. Тогда Циско собирает новый совет из более эмоциональных версий Харри, которые советуют ему взглянуть на проблему сердцем, а не умом. Зная, что Дево сможет взломать любое техническое оружие, способное сбить его спутники, команда решает попросить помощи у Амунет. Однако Амунет необходим редкий сплав, а её склад был ограблен. Как оказалось, грабителем является её бывший помощник Норвок, который пытается продать металл на чёрном рынке. Команде удаётся обнаружить металл, а Барри и Кейтлин убеждают Амунет не убивать Норвока. Амунет даёт команде бомбу, способную уничтожить устройство Дево, а также сообщает Кейтлин, что то устройство, которым она якобы разделила Кейтлин и Убийцу Мороз, не сработало, а значит Кейтлин сама каким-то образом может вызвать своё альтер эго. Харри догадывается, что причина, по которой Дево всё ещё не запустил свои спутники — отсутствие Марлиз. Айрис сообщает гражданам Централ-сити о плане Дево, и получает сотни ответов с желанием помочь остановить его. Команда понимает, что со всем городом на их стороне, Дево больше негде прятаться. |            |                                                                  |                    |                                                                       |                 |                     |
| 91 | 22         | «Думай Быстро» «Think Fast»                                      | Вьет Нгуен         | Сэм Чолсен и Кристен Ким                                              | 15 мая 2018     | 1,93                |
| Дево использует личину Джона Диггла, чтобы пробраться на секретный объект А.Р.Г.У.С.а, где содержится Борман. Он заставляет Бормана производить огромное количество энергии, намереваясь превратить его камеру в термоядерную батарею. Циско и Кейтлин предлагают Барри тренировать их работать во «флэштайме», чтобы Барри смог догнать Дево, тогда как Циско и Кейтлин спасают заложников. Во время тренировки, Кейтлин вспоминает травматическое событие из детства, которое она подавляет. Айрис и Харри догадываются где прячется Марлиз и отправляются в Англию, чтобы убедить её помочь им остановить её мужа. Барри, Циско и Кейтлин отправляются на объект, где Барри успевает нырнуть в брешь, открытую Дево, пока Циско и Кейтлин спасают заложников. Циско помогает Кейтлин вспомнить то событие,которое она так долго подавляла, и Кейтлин узнаёт, что Убийца Мороз была в ней ещё с самого детства. Дево запускает пять спутников. Барри успевает бросить бомбу Амунет в один и уничтожить его, однако Дево это не волнует. Дево пробирается в комнату Тоуна в С.Т.А.Р. Лабс и перепрограммирует Гидеон, чтобы использовать спутник Циско как пятый. Просвещение начинается. Тем временем, Сесиль испытывает побочные эффекты своих способностей, перенимая характер других людей. |            |                                                                  |                    |                                                                       |                 |                     |
| 92 | 23         | «Мы — Флэш» «We Are the Flash»                                   | Дэвид Макуиртер    | Тодд Хелбинг и Эрик Уоллес                                            | 22 мая 2018     | 2,16                |
| У команды всего час, чтобы остановить Просвещение. Айрис возвращается с Марлиз, у которой есть план как остановить мужа. Она предлагает использовать Сесиль, у которой начинаются роды, чтобы позволить Барри проникнуть в сознание Дево и найти то добро, что ещё осталось в нём. Сесиль предупреждает Кейтлин о ком-то по имени Томас. Внутри сознания Дево, Барри обнаруживает Ральфа. Они находят «доброго» Дево, но тот уже мёртв. Барри осознаёт, что если они доберутся до центра разума Дево, то Ральф сможет вернуть своё тело и уничтожить Дево. В ответ, Дево создаёт сотни копий себя и насылает эту армию на них. В реальном мире, Дево обнаруживает команду и обезвреживает их. Однако Барри и Ральф успевают добраться до центра разума и уничтожить его. Ральф вновь в своём теле. Прежде чем исчезнуть, Дево успевает переписать своё сознание на парящее кресло, однако Марлиз уничтожает мужа. Они узнают, что Дево запрограммировал спутник С.Т.А.Р. Лабс, чтобы тот упал на город. Барри, Циско и Ральф защищают граждан от падающих обломков. Барри затем разгоняется, чтобы уничтожить центральный обломок. Прежде чем он наносит удар, время возвращается вспять, затем Барри опять прыгает к спутнику, но уже не один — вместе с ним другой бегун с жёлто-фиолетовой молнией. Вместе, они уничтожают спутник и спасают город. С помощью Марлиз, Харри вновь обретает рассудок, но уже без гениального интеллекта. Он решает вернуться на Землю-2 и повидаться с дочерью. Команда празднует победу и рождение дочери Джо и Сесиль (вместе с Уолли, который вернулся от Легенд). Затем появляется та девушка со свадьбы, которая представляется как Нора — дочь Барри и Айрис из будущего. Она говорит им, что совершила большую ошибку. |            |                                                                  |                    |                                                                       |                 |                     |

### Сезон 5 (2018-19)
| № общий | № в сезоне | Название                                                            | Режиссёр           | Автор сценария                   | Дата премьеры   | Зрители в США (млн) |
| --- | ---------- | ------------------------------------------------------------------- | ------------------ | -------------------------------- | --------------- | ------------------- |
| 93 | 1          | «Нора» «Nora»                                                       | Дэвид Макуиртер    | Тодд Хэлбинг и Сэм Чолсен        | 9 октября 2018  | 2,08                |
| Команда Флэша встречает Нору, которая объясняет, что решила помочь отцу спасти город от падающего спутника, однако теперь, она не может вернуться в будущее. Уолли отправляется посоветоваться с Легендами, тогда как Барри пытается остановить нового преступного метачеловека, которого Нора называет Затором. Затор способен впитывать кинетическую энергию, становясь от этого сильнее. Из-за вмешательства Норы, вместо того, чтобы быстро остановить злодея, Затор побеждает Барри и скрывается. Барри пытается помочь Норе вернуться в будущее, однако возвращается Уолли и говорит, что тело Норы переполнено отрицательными тахионами, не позволяющими ей путешествовать во времени. Барри догадывается, что Нора чего-то не договаривает. Она раскрывает, что он пропал без вести вскоре после её рождения. Именно поэтому она и вернулась — чтобы повидаться с отцом, которого и в лицо никогда не видела. Тем временем Затор попадает на пассажирский самолёт и собирается сбросить его на город, чтобы стать неудержимым от высвобожденной кинетической энергии. Барри, Уолли и Нора попадают на борт с помощью бреши, созданной Циско. Пользуясь свободным падением, Барри и Уолли обезвреживают злодея, и всем троим удаётся завибрировать самолёт, заставить его пролететь сквозь небоскрёбы и совершить эстренную посадку на воду. Барри решает позволить Норе остаться ненадолго. Джо советует Уолли вернуться к Легендам и завершить начатое дело. Ральф заполучает свидетельство о смерти отца Кейтлин, однако узнаёт, что оно — фальшивка. Во время транспортировки Затора в тюрьму, на конвой нападает загадочная фигура в маске и с металлическим лезвием в виде молнии. |            |                                                                     |                    |                                  |                 |                     |
| 94 | 2          | «Заблокирован» «Blocked»                                            | Ким Майлс          | Эрик Уоллес и Джудалина Нейра    | 16 октября 2018 | 1,69                |
| Барри пытается остудить пыл Норы, которая намерена показать своему кумиру на что способна. Ради этого, она становится криминалистом-интерном, чтобы провести побольше времени с отцом. Они рассказывают всем о будущем Барри. Сесиль начинает терять свои способности. Джо убеждает её, что она может быть хорошей матерью и без них. Кейтлин и Ральф пытаются помочь Циско забыть о Цыганке. Он пытается воспользоваться своей способностью, чтобы узнать кто подделал свидетельство о смерти отца Кейтлин. Они видят лишь её мать. В городе появляется новый метапреступник по имени Ванесса, которая намерена продать огромную партию оружия. Её способность позволяет ей создавать кубоиды из сверхплотного воздуха. Через этот барьер даже спидстеру не пройти. Барри и Норе удаётся её остановить, однако затем на сцене появляется та самая фигура в маске, которая убила Затора. Злодей бросает своё лезвие, которое отбирает у Барри, Циско и Ральфа способности. Затем он избивает их и собирается убить Флэша. Появление Норы поражает его, и он уходит. В штабе команда узнаёт, что злодея зовут Цикада из-за звука, который он производит при дыхании, и что Норе о нём известно. |            |                                                                     |                    |                                  |                 |                     |
| 95 | 3          | «Смерть Вайба» «The Death of Vibe»                                  | Энди Армаганян     | Джонатан Батлер и Габриэль Гарза | 23 октября 2018 | 1,87                |
| Команда заручается помощью французского детектива Харрисона Шерлёка Уэллса, чтобы найти и поймать Цикаду, так как Нора раскрывает, что он так и не был пойман в её будущем. Кейтлин и Ральф едут к матери Кейтлин, которая отрицает то, что подделала свидетельство о смерти мужа. Шерлёк вычисляет, что Цикадой является человек по имени Дэвид Херш, однако это оказывается не так. Цикада нападает на Джо, желая заманить Вайба в ловушку. Шерлёк раскрывает, что Херш был Цикадой на 37 Землях, поэтому он даже и не пытался вести расследование. Однако на Земле-1, изменения вызванные Норой привели к тому, что местная Цикада — совершенно другой человек. Более того, его убийства начались гораздо раньше, чем должны были. Кейтлин и Ральф взламывают хранилище её матери, где обнаруживают записку от её отца, указывающую на то, что он совершил самоубийство. Циско появляется в доме Джо, однако Цикада толкает его в брешь, и они оказываются в лесу. Шерлёк вычисляет где именно он находится, и Барри спешит на помощь. Однако Цикада с лёгкостью его побеждает. Следуя совету отца, Нора входит в режим «время Флэша» и придумывает план как остановить злодея. Она даёт Циско взрывоопасное устройство, которое он бросает в Цикаду. Цикада отбивает его, и Циско якобы погибает во взрыве. Цикада улетает. Однако Циско воспользовался устройством открывания брешей, чтобы спастись. Цикада и общество считает Вайба мёртвым. Шерлёк решает остаться и помочь команде бороться со злодеем. Кейтлин расшифровывает послание от отца и узнаёт, что он просит, чтобы она его нашла. Загадочная фигура наблюдает за С.Т.А.Р. Лабс через камеры наблюдения. Цикада оказывается человеком по имени Орлин, чья дочь лежит в коме. Нора соглашается переехать к родителям, несмотря на натянутые отношения с Айрис. Шерлёк подозревает, что Нора прибыла в 2018-й год совсем не по той причине, которую назвала. |            |                                                                     |                    |                                  |                 |                     |
| 96 | 4          | «Экстренные сообщения» «News Flash»                                 | Брент Кроуэлл      | Келли Уилер и Лорен Церто        | 30 октября 2018 | 1,75                |
| В городе начинают происходить загадочные вещи. Полицейский приносит на бейсбольную игру бомбу, от которой избавляется Нора, однако ни он, ни она не помнят этого события. Айрис подозревает блоггершу по имени Спенсер Янг, которая каким-то образом гипнотизирует людей и заставляет их выполнять события, описанные в её статьях. Им удаётся поймать Янг, однако она оказывается не метачеловеком. Они узнают, что взрыв спутника Дево наделил обычные предметы метаспособностями, включая мобильник Янг. Тем временем Ральф и Шерлёк пытаются разузнать личность Цикады. Ральф отслеживает его маску к местному химзаводу, а Шерлёк догадывается, что у Цикады повреждены лёгкие, поэтому он так тяжело дышит. Нора признаётся, что причина, по которой она не желает общаться с Айрис — имплантат, вживлённый будущей дочери Айрис, чтобы подавить её способности. Айрис и Барри считают, что решение, скорее всего, было верным, однако Нора в это не верит и переезжает жить к Джо. |            |                                                                     |                    |                                  |                 |                     |
| 97 | 5          | «Не игрушка» «All Doll'd Up»                                        | Филип Чипера       | Томас Паунд и Стерлинг Гейтс     | 13 ноября 2018  | 1,73                |
| Барри и Нора останавливают двух воров-мотоциклистов, однако Норе надоедает голос Айрис в ухе. Нора раскрывает, что в будущем, Айрис постоянно нудит и не позволяет ей задавать вопросы о прошлом. Нора проводит некоторое время с Сесиль, которая рассказывает ей истории про Айрис в детстве. Новый метачеловек по прозвищу Тряпичная кукла нападает на архитектора и уничтожает его здание, хотя Барри удаётся спасти самого архитектора. Барри попадает в плен к злодею, который держит его на крыше высотного здания в наручниках, подавляющих способности. Ральф и Айрис спешат на помощь. Злодей сбрасывает Барри с крыши. Айрис прыгает за ним и успевает снять с него наручники, позволяя ему спасти их обоих. Ральф проглатывает злодея и падает на машину в виде надувной подушки. Айрис и Нора мирятся и сближаются. Циско и Кейтлин пытаются найти след её отца и узнают, что он сотрудничал с профессором Штейном в университете. В конце концов, Циско взламывает спутники Дево, с помощью которых становится возможным найти Цикаду и отца Кейтлин. |            |                                                                     |                    |                                  |                 |                     |
| 98 | 6          | «Явление Сосульки» «The Icicle Cometh»                              | Крис Пеппе         | Кристен Ким и Джошуа В. Гилберт  | 20 ноября 2018  | 1,60                |
| Барри, Циско и Кейтлин обнаруживают отца Кейтлин Томаса и забирают его с собой. Тем временем Ральф, Сесиль, Айрис, Нора и Шерлёк пытаются разузнать личность Цикады. Рука Томаса покрывается льдом. Он объясняет, что пытался излечить свой боковой амиотрофический склероз с помощью криотехнологий. Так как Кейтлин унаследовала тот же ген, то он использовал процедуру и на ней, что привело к созданию Убийцы Мороз. Циско сомневается в его искренности и узнаёт, что Томас — не настоящий отец Кейтлин. Кейтлин не желает ничего слышать, но затем становится ясно, что у Томаса есть собственное альтер эго по кличке «Сосулька» с теми же способностями, что и у Убийцы Мороз, которое желает навсегда стать хозяином тела. Команда пытается остановить Сосульку, что вынуждает Убийцу Мороз вернуться и сражаться с отцом. Сосулька скрывается. Циско осознаёт, что Дево не забрал способности Убийцы Мороз, а всего лишь поставил ментальный блок на сознание Кейтлин. Он даёт Кейтлин устройство, позволяющее ей общаться со своим альтер эго. Команда узнаёт, что дочь Цикады зовут Грейс Гиббонс, а он сам серьёзно ранен, однако это делает его сильнее. |            |                                                                     |                    |                                  |                 |                     |
| 99 | 7          | «Придите благодарные» «O Come, All Ye Thankful»                     | Сара Бойд          | Джонатан Батлер и Габриэль Гарза | 27 ноября 2018  | 1,79                |
| Барри пытается навестить Грейс в надежде узнать личность Цикады, однако её доктор его не пускает и говорит ему, что девочка — сирота. Барри и Нора пытаются предотвратить попадание молнии в городскую подстанцию. У Барри останавливается сердце, и Норе едва удаётся оживить его. Команда подозревает Марка Мардона, однако он всё это время просидел в «Айрон Хайтс». Затем они знакомятся с Джосс Джекэм — дочерью Мардона. Джосс, которая называет себя Погодной ведьмой, использует метапосох, чтобы управлять погодой. Она требует чтобы Флэш доставил ей отца, однако когда он это делает, она пытается его убить за то, что тот бросил её мать. Оказывается, «Мардон» был всего-лишь голограммой. В ярости Джосс нападает на аэропорт и создаёт смерч из молний. Нора приносит Барри жезл Мардона, который он использует, чтобы схватить злодейку. Нора, которая всё это время злилась на отца за то, что он рискует жизнью ради посторонних людей, наконец понимает зачем он это делает. Команда узнаёт личность Цикады, взломав камеры наблюдения больницы — его зовут Орлин Дуайер. Во флэшбеках показывают, как Грейс — племянница Орлина — впервые попала к нему. Его сестра погибла во время нападения метачеловека, и сироту привели к нему как к ближайшему родственнику. Год спустя, они уже являлись дружной семьёй, и Орлин любил девочку как собственную дочь. В ту ночь, обломок спутника взорвался рядом с ними. Орлин был ранен осколком, который потом стал его оружием, а Грейс потеряла сознание и с тех пор лежит в коме. Орлин винит во всём металюдей и клянётся истребить их всех ради Грейс. |            |                                                                     |                    |                                  |                 |                     |
| 100 | 8          | «Прошлое — это лишь пролог» «What's Past Is Prologue»               | Том Кавана         | Тодд Хелбинг и Лорен Церто       | 4 декабря 2018  | 1,78                |
| Нора придумывает как обезвредить оружие Цикады. Для этого им необходимы обломок брони Савитара и устройство по извлечению Силы Скорости, которым воспользовался Зум. Всё это затем необходимо зарядить во время взрыва ускорителя частиц. Барри и Нора отправляются в прошлое. Норе удаётся схватить обломок брони. Барри забирает устройство Гарри, однако их замечает Зум, который бежит за ними в Силу Скорости. Его останавливает Призрак времени, однако устройство повреждено. Совершенно случайно, они оказываются в том моменте времени, куда Барри в предыдущий раз отправился в прошлое, чтобы получить помощь Тоуна. Они приходят к Тоуну и объясняют, что им нужно и зачем. Тоун решает помочь им, чтобы не вмешиваться в хронологию. Затем они отправляются в ночь взрыва и заряжают устройство, которое Барри оставляет в колонне той же больницы, где через пять лет будет лежать Грейс. В настоящем, Барри, Нора, Циско и Ральф заявляются в больницу. Устройство обезвреживает оружие Цикады, которое Циско отправляет в космос. Цикаде, однако, удаётся призвать его даже с такого расстояния. К счастью, его останавливает Убийца Мороз, и он улетает. Команда догадывается, что раз способности Убийцы Мороз не подавляются кинжалом Цикады, то она является ключом к победе над ним. Тем временем Шерлёк крадёт журнал Норы и пытается расшифровать загадочные надписи. Нора и Барри отправляются в ночь перед убийством его матери, чтобы посмотреть на счастливую семью. Нора затем просит Гидеон передать содержимое её журнала загадочному адресату. Затем она отправляется в 2049 год, чтобы пообщаться с Тоуном, который сидит за решёткой. Тем временем на Земле-90, загадочная фигура заполучает древнюю книгу, уничтожив множество героев, и говорит Флэшу того мира, что все умрут из-за того, что он не преуспел. |            |                                                                     |                    |                                  |                 |                     |
| 101 | 9          | «Иные миры, часть 1» «Elseworlds, Part 1»                           | Кевин Танчароен    | Эрик Уоллес и Сэм Чолсен         | 9 декабря 2018  | 1,83                |
| К психологу Джону Дигану подходит загадочная фигура, которая отдаёт ему книгу, способную переписать реальность. На следующее утро, Барри Аллен и Оливер Куин просыпаются в жизнях друг друга. Оливер теперь Флэш, а Барри — Зелёная Стрела. Они направляются в С.Т.А.Р. Лабс, чтобы разобраться в происходящем, однако команда Флэша не верит им и прячет их в камере. Они выбираются оттуда и направляются на Землю-38 в надежде, что изменения в реальности не распространились в параллельные миры. Так и оказывается. Кара решает отправиться на Землю-1 с ними вместе со своим кузеном Кларком. Тем временем в городе буянит робот АМАЗО, способный копировать способности металюдей. Вчетвером, Флэш, Зелёная Стрела, Супергёрл и Супермен уничтожают робота, воспользовавшись компьютерным вирусом, созданным Циско. Циско получает видение этой загадочной фигуры и передаёт его Барри и Оливеру. Фигура замечает их, однако говорит им, что их ничего не спасёт. Кларк решает вернуться на свою Землю, чтобы защищать её. Оливер догадывается, что фигура находилась в Готэм-Сити, и герои решают отправиться туда. См. продолжение в сериалах «Стрела» и «Супергёрл». |            |                                                                     |                    |                                  |                 |                     |
| 102 | 10         | «Флэш и Форсаж» «The Flash & the Furious»                           | Дэвид Макуиртер    | Келли Уилер и Стерлинг Гейтс     | 15 января 2019  | 1,64                |
| Нора отказывается сотрудничать с Тоуном, узнав, что он убил её бабушку. Сесиль возвращается на работу, и её первое дело — суд над Джосс Джекэм. Барри и Нора пытаются задержать Раю ван Зандт по кличке «Серебряный призрак», которая использует метаустройство, чтобы управлять любым автомобилем. Когда Барри пытается просунуть руку сквозь машину, которой управляет Серебряный призрак, он теряет контроль и продолжает вибрировать и может запросто провалиться сквозь землю. С помощью Норы, он возвращается в С.Т.А.Р. Лабс, где его запирают в камере пока не исчезнет побочный эффект контакта. Серебряный призрак освобождает Джосс из заключения, желая создать новую преступную группировку под названием «Молодые негодяи». Для этого, Рая желает помочь Джосс в угоне новейшего прототипа автомобиля со склада А.Р.Г.У.С. Нора и Убийца Мороз отправляются остановить их, но Рае удаётся ускользнуть с помощью способностей машины. Циско позволяет Норе обратиться к Джосс посредством радио в машине, и Нора пытается убедить Джосс, что она совсем не обязана быть злодеем только потому, что её отец — преступник. Джосс покрывает дорогу льдом втайне от напарницы. Машина врезается, но злодейкам удаётся скрыться. Кейтлин исцеляет ладони Циско, однако он решает, что хочет создать лекарство для металюдей. Кейтлин поначалу против, однако затем они решают искать лекарство вместе, но только для тех, кто захочет его принять. Нора возвращается к Тоуну в будущее и нехотя соглашается с ним сотрудничать. У Тоуна осталось всего час до казни. Шерлёк проникает в тайную комнату, однако Гидеон сообщает ему, что Нора удалила все свои файлы. |            |                                                                     |                    |                                  |                 |                     |
| 103 | 11         | «В красных тонах» «Seeing Red»                                      | Маркус Стоукс      | Джудалина Нейра и Томас Паунд    | 22 января 2019  | 1,88                |
| Цикада возвращается и начинает убивать металюдей из списка арестантов, который ему предоставил кто-то из полиции. Команда пытается его остановить, но он парализует Нору, а его сила мешает её регенерации. Сесиль пытается узнать кто помогает Цикаде, пока Барри собирает всех металюдей в списке, чтобы передать их федеральным властям. Кейтлин продолжает работать над лекарством, но ей необходима кровь от недавно сотворённого метачеловека. Шерлёк узнаёт, что записи в журнале Норы сделаны двумя почерками, и спрашивает её об этом. Вмешивается Айрис, которая хочет знать почему Шерлёк занимается расследованием её дочери. Флэш собирает всех оставшихся в живых металюдей в списке, однако их обнаруживает Цикада. Ральф, вместе с Норвоком, помогают им бежать, пока Барри и Убийца Мороз пытаются задержать Цикаду. Мороз удаётся порезать злодея, а затем удержать его кинжал, что возвращает Барри его скорость. В ярости из-за Норы, Барри зверски избивает Цикаду и чуть не убивает его. Его останавливает появление выздоровевшей Норы. Цикада скрывается. Мороз передаёт Кейтлин кровь Цикады для её исследований. Сесиль узнаёт кто в полиции сотрудничает с Цикадой, и капитан Сингх приказывает арестовать его. Барри благодарит Нору за то, что не позволила ему убить Цикаду. Взамен, он решает попробовать воззвать к отцовским чувствам Цикады, исцелив его племянницу. |            |                                                                     |                    |                                  |                 |                     |
| 104 | 12         | «Памятные вещи» «Memorabilia»                                       | Ребекка Джонсон    | Сэм Чолсен и Кристен Ким         | 29 января 2019  | 2,04                |
| Команда планирует разбудить Грейс, используя Машину памяти, которую прислали Шерлёку с Земли-221. Он предупреждает, что пользоваться Машиной можно только парами. Однако, несмотря на его предостережение, Нора пытается в одиночку разбудить Грейс, чтобы другие не узнали о её тайном союзе с Обратным Флэшем. К своему ужасу, она обнаруживает, что Грейс была осведомлена о действиях Орлина, находясь в коматозном состоянии, и искренне поддерживает его замысел по уничтожению всех металюдей, потому что её родители погибли от руки одного из них. В сознании Грейс Нора подвергается нападению женщины в костюме Цикады. Тем временем Барри и Айрис узнают, что сделала Нора, и идут вслед за ней, однако попадают в её воспоминания о Музее Флэша и подвергаются нападению со стороны манекена Обратного Флэша. Несмотря на сильное сопротивление, Барри и Айрис удаётся сбежать из воспоминаний Норы и спасти её от Цикады. Но они не могут разбудить Грейс, поскольку та сама отказывается просыпаться и считает, что Нора лжёт. После дальнейшего изучения их приключений Кейтлин узнаёт, что осколок спутника оказался в мозгу Грейс и создал барьер вокруг него, из-за этого они не могут повторить попытку. Айрис Уэст открывает газету Централ Сити Ситизен, которая, как показывает Нора, в её реальности была основана в 2021 году; то есть Айрис изменила будущее. Циско добился определённых успехов в исследовании лекарства для металюдей, которое Барри решает применить к Цикаде. |            |                                                                     |                    |                                  |                 |                     |
| 105 | 13         | «Златоликий» «Goldfaced»                                            | Александра Ля Роше | Джонатан Батлер и Габриэль Гарза | 5 февраля 2019  | 1,89                |
| Циско завершает изготовление лекарства для металюдей, но, чтобы применить его к Цикаде, необходимо обездвижить его на одну минуту. Команда решает использовать генератор нейро-статики для обездвиживания Дуайера, однако этот предмет был похищен, и Барри с Ральфом отправляются на подпольный оружейный рынок, чтобы купить устройство у криминального авторитета Златоликого, который возглавляет бывшую группировку Амунет. Барри вызывает подозрение у продавцов, и Златоликий соглашается продать ему генератор только после того, как они с Ральфом помогут его людям выкрасть из лаборатории 3D-принтер для печати человеческих органов. Во время попытки ограбления Барри и Ральфу удаётся обезвредить всех людей Златоликого, а затем и его самого, оказавшегося метачеловеком (способным обращать свою плоть в золото и управлять золотыми предметами). Тем временем Айрис проводит журналистское расследование и находит дом кузена Дуайера, где тот сейчас живёт. Цикада догадывается, что она обманывает его, но Айрис удаётся сбежать, перед этим ранив Орлина ножом в грудь. В итоге у команды Флэша не получается заполучить генератор нейро-статики, но Айрис говорит, что знает другой способ обездвижить Цикаду. Нора, по совету Обратного Флэша, решает отвлечь внимание Шерлёка от себя, подстроив его встречу с Рене Адлер - все его предыдущие жёны были её двойниками с других версий Земли. Шерлёк догадывается, что Адлер с Земли-1 - метачеловек, и решает защитить её от Цикады. |            |                                                                     |                    |                                  |                 |                     |
| 106 | 14         | «Причина и Икс-Эс» «Cause and XS»                                   | Рэйчел Талалэй     | Тодд Хелбинг и Джефф Хёрш        | 12 февраля 2019 | 1,71                |
| Циско завершает создание лекарства для металюдей, но для окончательного синтеза нужно подождать ещё 29 дней. Шерлёк предлагает использовать Силу Скорости, чтобы ускорить процесс до 60 минут. Пока Барри находится в Силе Скорости, Циско идёт на свидание с Камиллой (которое проходит неудачно, так как он следует советам Ральфа), а Айрис подвергается нападению Цикады. Нора и Кейтлин спешат к ней на помощь, но Цикаде удаётся убить Убийцу Мороз. Чтобы исправить случившееся, Икс-Эс ускоряется и отправляется назад во времени. Она предпринимает несколько попыток изменить прошлое, но каждый раз кто-то гибнет - либо Ральф, либо Циско, либо Сесиль. После 52 неудачных попыток Нора честно рассказывает обо всём Команде Флэша. В итоге герои используют всю информацию, собранную Норой за время путешествий во времени, объединяют свои силы, а Нора, замедлившись, бежит обратно во времени - в результате всех этих усилий Цикаду удаётся победить: он ранит сам себя кинжалом в грудь, а никто из Команды не погибает. Циско наконец-то везёт на свидании, когда он решает не следовать советам Ральфа, а быть самим собой. Вернувшись из Силы Скорости с синтезированным лекарством, Барри рассказывает Норе, что спидстеры не боги и серьёзно изменить таймлайн им не под силу. В 2049 году Обратный Флэш утверждает обратное, говоря Норе, что убийство Цикады спасёт её отца. |            |                                                                     |                    |                                  |                 |                     |
| 107 | 15         | «Король-Акула против Гориллы Гродда» «King Shark vs. Gorilla Grodd» | Стефан Плещински   | Эрик Уоллес и Лорен Церто        | 5 марта 2019    | 1,69                |
| Лекарство для металюдей наконец-то изготовлено, но его нужно на ком-то протестировать. Команда Флэша обращается к А.Р.Г.У.С., и Лайла предоставляет им доступ к Королю-Акуле. Во время разговора с пришедшими тот неожиданно выходит из-под контроля и сбегает. Команде Флэша удаётся поймать Короля-Акулу, и Барри вводит ему лекарство для металюдей, тот успешно превращается в обычного человека Шэя Лэнгдона (с Земли-2), но лекарство подействовало не до конца - для окончательного преображения Шэя нужно изготовить и ввести ему ещё одну дозу лекарства. Кейтлин и Циско ссорятся с Барри из-за того, что он ввёл препарат Королю-Акуле вопреки воле того. Неожиданно появившийся горилла Гродд нападает на С.Т.А.Р. Лабс и похищает телепатическую "корону", с помощью которой учёные контролировали животную часть мозга Короля-Акулы. С помощью "короны" Гродд планирует взять под контроль разумы всех жителей Централ-сити. Барри и Норе не удаётся победить Гродда, но Шэй Лэнгдон предлагает свою помощь. Команда превращает его обратно в Короля-Акулу, и он вступает в бой с Гроддом. Совместными усилиями Гродда побеждают, и А.Р.Г.У.С. вводит его в медикаментозную кому. Ценой победы становится то, что Король-Акула остаётся метачеловеком без возможности снова преобразиться обратно. Тем временем Джо, вернувшийся из Тибета, помогает Айрис справиться с психологическими переживаниями после нападения Цикады. Барри решает предложить Цикаде добровольно принять лекарство для металюдей. |            |                                                                     |                    |                                  |                 |                     |
| 108 | 16         | «Неудача это сирота» «Failure is an Orphan»                         | Вьет Нгуен         | Зак Стенц                        | 12 марта 2019   | 1,56                |
| В 2049 году Обратный Флэш говорит Норе, что досконально изученный им таймлайн может поменяться на новый под влиянием чего-то или кого-то большого. В настоящем времени Барри и Нора сталкиваются с метачеловеком, выделяющим кислоту, Нора вспоминает фотографию последнего боя Флэша и Цикады и понимает, что сегодня - тот самый день. Команда Флэша ловит кислотного человека, а Флэш предлагает Цикаде добровольно принять лекарство, но тот отказывается и убегает. Тем временем Джо и Сесиль расследуют дело Цикады, и в поле их подозрения попадает доктор Эмберс, которая помогала Дуайеру с лечением всё это время. Они убеждают доктора помочь им поймать Цикаду, та также сообщает, что племянница Орлина, которая лежит в коме, тоже метачеловек. Флэш решает поговорить с Цикадой ещё раз. Дуайер соглашается с предложением Барри, чтобы команда Флэша дала лекарство для металюдей ему, а потом Грейс. Орлину вводят лекарство, его преображение начинает проходить успешно, но неожиданно в С.Т.А.Р. Лабс отключается электричество, а затем туда врывается неизвестная женщина в костюме Цикады. Она побеждает команду Флэша, а затем убивает доктора Эмберс и похищает спящего Дуайера. Отнеся Орлина в безопасное место, женщина в костюме Цикады обращается к нему "дядя", зрителям становится понятно, что она - повзрослевшая Грейс из будущего. |            |                                                                     |                    |                                  |                 |                     |
| 109 | 17         | «Временная сфера» «Time Bomb»                                       | Роб Гринли         | Кристен Ким и Стерлинг Гейтс     | 19 марта 2019   | 1,64                |
| В 2049 году Обратный Флэш говорит Норе, что он ошибался насчёт возможности изменить таймлайн и теперь уже ничем не может помочь ей, но советует всё честно рассказать Барри. В настоящем времени команда Флэша обнаруживает в лесу временную сферу, как две капли воды похожую на временную сферу Эобарда Тоуна, которая хранится в их хранилище. Члены команды понимают, что это одна и та же сфера, просто версия из леса - более поздняя по времени, потому что прибыла из будущего. Тем временем новая Цикада (Грейс из будущего) нападает на архив полиции и похищает дело об убийстве её родителей. Она нападает на женщину, которая по случайности стала причиной взрыва, унёсшего жизни её отца и матери, но Флэш и Икс-Эс вовремя успевают прибежать и отразить нападение. Цикада нападает ещё раз и почти убивает Флэша, но в последний момент приходит Орлин и пытается убедить племянницу прекратить убийства металюдей. Грейс оставляет Флэша в живых, но убивает дядю. Камилла с подачи Ральфа Дибни устраивается на работу фотографом в газету Айрис. Шерлёк завершает своё расследование и узнаёт всю правду о связи Икс-Эс и Обратного Флэша. Он разоблачает Нору перед командой, и Барри запирает дочь в камере в С.Т.А.Р. Лабс. |            |                                                                     |                    |                                  |                 |                     |
| 110 | 18         | «Годспид» «Godspeed»                                                | Даниэль Панабэйкер | Джудалина Нейра и Келли Уилер    | 16 апреля 2019  | 1,83                |
| Команда Флэша решает прочесть дневник Норы, чтобы понять мотивы её сотрудничества с Обратным Флэшем. В 2049 году Нора, работая криминалистом, наткнулась на следы преступления, совершённого метачеловеком-спидстером в белом костюме, который называл себя Годспид. После того, как он проатаковал Нору молнией, имплантированный чип, ограничивавший её способности спидстера, сгорел, и они активировались. Она решила поймать Годспида, и для этого обратилась за помощью к Эобарду Тоуну. Нора и её подруга Лия попытались остановить Годспида, но тот победил Нору и убил Лию. Прочитав обо всём этом, Айрис решает выпустить дочь из заключения. Нора рассказывает, как в будущем порвала отношения с матерью, узнав о чипе. Продолжив расследование, Нора поняла, что Годспид принимал препарат Скорость-9. Следуя советам Обратного Флэша, она победила его. Тоун сказал Норе, что его время на этой Земле подходит к концу и раскрыл несколько секретов Флэша. В С.Т.А.Р. Лабс Нора нашла видеозапись от Барри, которую тот оставил для дочери перед исчезновением. В настоящем времени Флэш говорит Норе, что больше не доверяет ей и перемещает её обратно в будущее. В 2049 году Барри приходит к Эобарду Тоуну, на таймере которого осталось уже меньше 10 минут обратного отсчёта. |            |                                                                     |                    |                                  |                 |                     |
| 111 | 19         | «Снежки» «Snow Pack»                                                | Джефф Кэссиди      | Джонатан Батлер и Габриэль Гарза | 23 апреля 2019  | 1,62                |
| Барри и Айрис ссорятся из-за того, что он отправил их дочь обратно в будущее. Грейс из будущего похищает из больницы лежащую в коме молодую версию себя. Сосулька похищает криоатомизатор (прибор для сохранения холода) из лаборатории матери Кейтлин. Айрис отправляется вместе с Ральфом на временной сфере в будущее за дочерью. Сосулька похищает Кейтлин и её мать и почти убивает Барри, но Шерлёк спасает его. Сосулька хочет подвергнуть жену и дочь Томаса Сноу изменениям, после которых их тела окончательно захватят вторые "холодные" личности. Убийце Мороз удаётся освободиться. Флэш спасает мать Кейтлин, а она сама дерётся с Сосулькой, и в разгар боя Томас Сноу берёт контроль над телом в свои руки. В этот момент неожиданно нападает Цикада, она избивает Барри и хочет убить Кейтлин, но Томас жертвует собой, чтобы спасти жизнь дочери. Грейс из будущего ворует криоатомизатор и сбегает. Кейтлин проверяет мать и заключает, что та — всё ещё человек. Однако затем тест всё-таки даёт положительный результат на метаген. Тем временем в 2049 году Обратный Флэш говорит Норе, что для перемещений во времени он всё время использовал другую, "негативную" Силу Скорости. Тоун пытается научить Нору тоже использовать её, но у той не получается. Айрис приходит в камеру Обратного Флэша, чтобы поговорить с ним и с дочерью. Во время разговора у Норы просыпается ярость на отца, и ей удаётся использовать "негативную" Силу Скорости, чтобы переместиться в 2019 год. Она появляется из неё с красными глазами и молнией, как у Тоуна. |            |                                                                     |                    |                                  |                 |                     |
| 112 | 20         | «Став изгоем» «Gone Rogue»                                          | Кристин Уинделл    | Сэм Чолсен и Джошуа В. Гилберт   | 30 апреля 2019  | 1,38                |
| Команда Флэша пытается найти Нору, но той удаётся ускользать от них, используя "негативную" Силу Скорости и отрицательные тахионы, чему она научилась у Эобарда Тоуна. Нора собирает команду из преступников-металюдей: Джосс Джекэм (Погодную ведьму), Бри Ларван (Жукоглазую бандитку) и Питера Меркеля (Тряпичную куклу). Они хотят ограбить завод МакАллак Текнолоджис, производящий военное оружие, но перед этим нужно украсть недостающий элемент у команды Флэша. Вломившись в С.Т.А.Р. Лабс, они крадут мобильный телефон Спенсер Янг с метаспособностями, а также ловят Шерлёка и Циско, чтобы заставить последнего перепрограммировать телефон. Ограбление завода сначала идёт по плану Норы, но затем Джосс и Бри внезапно обманывают её, связывают и угрожают убить её и связанных охранников, если Флэш не раскроет свою личность миру. Охранники оказываются членами команды Флэша, сменившими внешний облик при помощи голографических проекций. Начинается схватка между командой и преступниками, в результате преступников ловят, а Нора возвращается к родителям и рассказывает, что пыталась похитить оружие, которое может уничтожить кинжал Цикады. Барри соглашается использовать это оружие, несмотря на то что этот план был предложен Обратным Флэшем. Тем временем Кейтлин и Ральф заняты поисками Цикады. Они узнают, что Грейс из будущего похитила прототипы лекарства для металюдей, чтобы распространить их по городу как вирус при помощи криоатомизатора и уничтожить всех металюдей. |            |                                                                     |                    |                                  |                 |                     |
| 113 | 21         | «Девушка с красной молнией» «The Girl with the Red Lightning»       | Стефан Плещински   | Джудалина Нейра и Томас Паунд    | 7 мая 2019      | 1,48                |
| В 2049 году таймер обратного отсчёта в камере Обратного Флэша подходит к концу, охрана начинает готовить его к смертной казни. В настоящем времени Команда Флэша решает собрать всех металюдей города в полицейском участке, чтобы те из них, кто хотят стать обычными людьми, могли добровольно принять лекарство. В участке собирается много напуганных металюдей, и Джо поначалу сталкивается с проблемами по руководству и управлению толпой, но в конце концов берёт себя в руки и упорядочивает всё. Цикада нападает на Рене Адлер, когда та встречается с Шерлёком, и для спасения ей приходится продемонстрировать свои силы метачеловека (телекинез). Чтобы спасти Рене от Цикады Шерлёк отправляет её с Земли-1 на свою родную Землю. Нора понимает, что у неё осталась связь с разумом Грейс, и предлагает использовать это, чтобы найти и поймать её, но Барри и Айрис против, потому что считают это слишком опасным. Нора вопреки запрету родителей связывается с разумом Грейс при помощи "негативной" Силы Скорости. После этого Барри и Айрис всё-таки меняют своё мнение и разрешают дочери войти в ментальную связь с преступницей. В итоге Норе удаётся узнать, что Цикада с подготовленным криоатомизатором идёт в полицейский участок. Там она "впитывает" кинжалом метасилы всех находящихся рядом металюдей из толпы и вставляет кинжал в криоатомизатор. Прибывшие Барри, Кейтлин и Ральф дерутся с Цикадой и побеждают её, а Циско тем временем обезвреживает криоатомизатор. Барри и Циско собираются уничтожить кинжал побеждённой Цикады, но в последний момент Ральф вспоминает события всего последнего года, а также слова Грейс из будущего, что в будущем у неё не было кинжала, и понимает, что всё происходившее с самого начала было элементами хитрого плана Эобарда Тоуна - в 2049 году он находится в заключении благодаря кинжалу Цикады, поэтому после уничтожения кинжала в прошлом он освободится в будущем. Осознав это, Ральф пытается остановить Барри, но не успевает - Флэш стреляет в кинжал Цикады из зеркальной пушки. |            |                                                                     |                    |                                  |                 |                     |
| 114 | 22         | «Наследие» «Legacy»                                                 | Грегори Смит       | Тодд Хелбинг и Эрик Уоллес       | 14 мая 2019     | 1,52                |
| Пытаясь предотвратить осуществление плана Тоуна, Ральф бросается между Флэшем и кинжалом Цикады, и снаряд из зеркальной пушки попадает в Ральфа. В результате Цикада сбегает с кинжалом, а клетки Ральфа начинают двигаться в обратном направлении. Шерлёк находит записи Ральфа, которые тот вёл по ходу расследования, и приходит к тому же выводу, что и он - Эобард Тоун хотел, чтобы Флэш в прошлом победил Цикаду и уничтожил его кинжал, потому что в будущем этот кинжал сдерживает его в заключении в тюрьме. Команда Флэша должна выбрать, кого остановить - Обратного Флэша или Цикаду. Циско рассказывает Камилле правду о том, что он метачеловек Вайб. Шерлёк придумывает, как вернуть Ральфа в норму. Команда вычисляет, где скрывается Цикада и придумывает план, как остановить её. Нора снова связывается с разумом маленькой Грейс и убеждает её, что ей нужно принять лекарство для металюдей. Маленькая Грейс принимает лекарство, но оно не действует, так как осколок спутника в её голове противостоит действию лекарства. Грейс из будущего пытается убить Нору кинжалом, и Барри вынужден выстрелить в её кинжал из зеркальной пушки, чтобы спасти дочь. Кинжал уничтожен, Грейс из будущего аннигилируется, а в 2049 году Эобард Тоун освобождается из заключения как раз перед осуществлением его смертной казни. Он убивает охранников, но затем время возвращается назад в момент перед их убийством и прибегают Флэш и Нора, которая поняла, как возвращать время назад. Обратный Флэш дерётся с Барри и его дочерью, в разгар сражения появляется временная сфера, на которой прилетает вся остальная Команда Флэша. Они все вместе дерутся против Тоуна и совместными усилиями побеждают его, но неожиданно Нора начинает аннигилироваться, потому что устанавливается новый таймлайн. Барри отпускает Обратного Флэша, чтобы заняться спасением дочери. Спасти Нору может только "негативная" Сила Скорости, но она не хочет становиться такой как Тоун и добровольно аннигилируется. Шерлёк возвращается на свою Землю к Рене. Циско принимает лекарство для металюдей, чтобы перестать быть Вайбом и уделять больше времени отношениям с Камиллой. После победы над Цикадой капитан Сингх повышен до начальника полиции, а Джо Уэст занимает его прежнее место и становится капитаном. Выясняется, что Сингх давно догадался о том, что Барри Аллен это Флэш. В дневнике Норы Барри и Айрис находят флэшку с записью предсмертного послания дочери. Тем временем статья об исчезновении Флэша во время кризиса в очередной раз претерпевает изменения - теперь дата её публикации не 24 апреля 2024 года, а какой-то день 2019 года. |            |                                                                     |                    |                                  |                 |                     |

### Сезон 6 (2019-20)
| № общий | № в сезоне | Название                                                                                | Режиссёр           | Автор сценария                                                | Дата премьеры   | Зрители в США (млн) |
| --- | ---------- | --------------------------------------------------------------------------------------- | ------------------ | ------------------------------------------------------------- | --------------- | ------------------- |
| 115 | 1          | «В чёрную дыру» «Into the Void»                                                         | Грегори Смит       | Эрик Уоллес и Келли Уилер                                     | 8 октября 2019  | 1,63                |
| Через 4 месяца после аннигиляции Норы Барри и Айрис внешне пытаются демонстрировать спокойствие, но в душе оба до сих пор сильно переживают. Флэш ловит человека в костюме Годспида, но это оказывается не Август Харт, а очередная марионетка, не умеющая говорить по-человечески. По городу проносится серия случайных появлений в воздухе чёрной дыры, засасывающей окружающие предметы и людей. Проведя расследование, Айрис и Сесиль выясняют, что учёный Честер Пиранг собрал у себя в гараже миниатюрную копию ускорителя частиц и проводил над ней опыты. Из-за неудачного эксперимента часть его сознания оказалась в чёрной дыре, а оставшаяся часть - в теле, впавшем в катонический сон. Циско предлагает пожертвовать Честером ради спасения всех остальных жителей города от чёрной дыры, но Барри выступает против убийства. С помощью технологии будущего, оставленной Норой, Флэш извлекает часть сознания учёного из чёрной дыры и объединяет всё его сознание обратно в его теле (хотя для окончательной стабилизации нужно ещё от 4 до 6 недель). В С.Т.А.Р. Лабс приходит Мар-Нову и говорит Барри, что для спасения этой Земли и всей мультивселенной Флэш должен будет умереть. Тем временем к Кейтлин обращается за помощью её давний друг Рэмси Россо, чья мать умерла из-за болезни и который сам смертельно болен. Он просит у Сноу тёмную материю, чтобы использовать её в рамках лекарства, но она отказывается. Тогда Рэмси добывает тёмную материю нелегальным путём и принимает лекарство, что приводит к чудовищной трансформации его тела. |            |                                                                                         |                    |                                                               |                 |                     |
| 116 | 2          | «Вспышка молнии» «A Flash of the Lightning»                                             | Крис Пеппе         | Сэм Чолсен и Джефф Хёрш                                       | 15 октября 2019 | 1,28                |
| Флэш решает узнать больше о грядущем кризисе и пытается отправиться в будущее в следующий день после своего исчезновения, но его останавливает какой-то барьер. Получивший ранение антиматерией Флэш отправляется за помощью к Джею Гаррику на Землю-3. Джей и его жена Джоан (двойник мамы Барри с Земли-3) отправляют сознание Флэша в будущее. Барри видит миллиард вариантов развития будущего, и во всех из них либо умирают миллионы людей, либо Флэш умирает ради спасения миллионов. Тем временем Сесиль читает мысли девушки-метачеловека Аллегры, признавшейся в совершении преступления, и понимает, что та невиновна и оговаривает себя. Команда пытается доказать невиновность девушки, но застаёт её над трупом свидетеля, и та атакует Ральфа, обжигая ему лицо ультрафиолетом. Сесиль продолжает расследование и выясняет, что преступления совершала не Аллегра, а её кузина, которая получила такие же метасилы после взрыва ускорителя частиц. Флэш останавливает преступницу Ультрафиолет, получив сильный ожог. Сесиль решает стать адвокатом для металюдей, а спасённая Аллегра приходит на работу в газету Айрис. Рэмси Россо убивает нелегального торговца оружием при помощи новоприобретённых способностей, но во время вскрытия его труп встаёт и нападает на Рэмси. |            |                                                                                         |                    |                                                               |                 |                     |
| 117 | 3          | «Бегущий мертвец» «Dead Man Running»                                                    | Сара Бойд          | Лорен Барнетт и Томас Паунд                                   | 22 октября 2019 | 1,40                |
| Барри и Айрис рассказывают остальной команде о грядущем кризисе, Флэш считает, что команда должна быть готова действовать без него после его смерти. Зомби-торговец оружием, убитый Рэмси, убивает преступников на оружейном складе и крадёт тёмную материю. Расследование приводит Барри и Убийцу Мороз к Рэмси Россо, но тому удаётся обмануть Аллена, и он привлекает учёного к исследованиям зомби в С.Т.А.Р. Лабс. Рэмси пытается украсть тёмную материю, но Барри останавливает и переубеждает его. Зомби приходит в лабораторию и снова нападает на Рэмси, но тот понимает, что может контролировать его, а затем команда Флэша уничтожает зомби при помощи передозировки тёмной материи. Россо решает воздействовать на себя кровь уничтоженного зомби, чтобы вылечить болезнь. Тем временем Сесиль и Ральф помогают его матери справиться с обвинениями в ограблении, которое она не совершала. Айрис и Циско встречают очередного двойника Харрисона Уэллса, который оказывается доктором археологии и искателем приключений, а на Земле-1 ищет элемент этерний. Команда Флэша устраивает вечеринку в честь Убийцы Мороз, которая никогда не праздновала день рождения. |            |                                                                                         |                    |                                                               |                 |                     |
| 118 | 4          | «Да будет кровь» «There Will Be Blood»                                                  | Маркус Стоукс      | Лорен Церто и Стерлинг Гейтс                                  | 29 октября 2019 | 1,44                |
| Барри рассказывает Циско, что в грядущем кризисе ему суждено будет погибнуть, тот недоволен отказом друга бороться за свою жизнь. В С.Т.А.Р. Лабс приходит Харрисон «Нэш» Уэллс и предлагает команде Флэша помощь с лекарством для Рэмси Россо в обмен на криптоканал. Уэллс, Циско и Барри проникают в лабораторию, и Рамон крадёт сыворотку, скрыв это от остальных. Барри раскрывает обман и убеждает Циско смириться со сложным решением, потому что после гибели Флэша в кризисе именно он станет главой команды. Рэмси Россо продолжает попытки создать лекарство и для этого крадёт из больницы 10 литров крови, смешивает эту кровь с кровью уничтоженного зомби, но лекарство не работает. Барри приносит Рэмси сыворотку, но она тоже не работает, и тогда Россо нападает на пациентов больницы, решив, что выброс адреналина в кровь поможет ему вылечиться. Убитые пациенты становятся управляемыми Рамси зомби и нападают на прибывших Флэша и Убийцу Мороз. Рэмси удаётся ускользнуть. Уэллс использует полученный от Циско криптоканал и находит в канализации тайное убежище Монитора. Тем временем Айрис предлагает Ральфу помощь с поисками Сью Дирборн - девушки, исчезновение которой он расследовал последние полгода. |            |                                                                                         |                    |                                                               |                 |                     |
| 119 | 5          | «Поцелуй, поцелуй, брешь, брешь» «Kiss Kiss Breach Breach»                              | Менхай Хада        | Келли Уилер и Джошуа В. Гилберт                               | 5 ноября 2019   | 1,20                |
| Барри и Айрис уезжают в отпуск на 2 дня. Циско остаётся за главного. К нему является Брешер и рассказывает, что Цыганка была убита хакером по кличке Эхо. Циско и Камилла решают помочь ему найти убийцу. В лаборатории Рамон воссоздаёт обстоятельства гибели Синтии и видит, что её убил человек, который выглядит точь-в-точь как он. Сначала Циско предполагает, что он может не помнить убийства из-за своего сомнамбулизма, который был вызван потерей способностей Вайба, но затем понимает, что кто-то другой спровоцировал его лунатизм и подставил его. Обманув Брешера и других коллекторов при помощи голограммы, Циско встречает Эхо - своего двойника с другой Земли. Оказывается, что тот нелегально торговал личностями людей в мультивселенной, меняя двойников с разных земель местами, а Цыганку убил, потому что она села ему на хвост. Перехитрив Эхо, Рамон помогает коллекторам схватить его. Тем временем «Нэш» Уэллс и Джо попадают под завал в канализации. У них почти кончается кислород, но Ральф спасает их. Рэмси Россо предлагает Кейтлин присоединиться к нему, но она отказывается. Уэллс зовёт команду Флэша прийти в канализацию на следующий день и говорит, что он знает, как спасти Барри Аллена. |            |                                                                                         |                    |                                                               |                 |                     |
| 120 | 6          | «Лицензия на удлинение» «License to Elongate»                                           | Даниэль Панабэйкер | Томас Паунд и Джефф Хёрш                                      | 19 ноября 2019  | 1,30                |
| «Нэш» Уэллс показывает команде Флэша каменную стену в канализации, которая является межпространственным порталом и может привести их к Монитору. Он говорит, что ему нужен артефакт, чтобы пройти через этот портал. Ральф и Барри отправляются в Мидвэй-Сити по расследованию исчезновения Сью Дирборн. Они приходят на вечеринку преступников, которую организовал Ремингтон Майстер, и узнают, что Сью там нет, но зато обнаруживают злодейский заговор. Напарники оказываются схвачены главным злодеем и его помощницей Ультрафиолет. Освободившись, Ральф и Барри дерутся с Майстером и Ультрафиолет в своём обычном обличии (без костюмов) и побеждают. На пресс-конференции Флэш представляет Удлиняющегося Человека как ещё одного нового защитника Централ-Сити, а потом Джо и Дибни награждают Барри почётной медалью. Уэллс предлагает Аллегре направить её метасилы на каменную стену в канализации, а в обмен рассказывает ей про мультивселенную и двойников, а также раскрывает личность Флэша. Вечером Бладворк (Рэмси Россо) нападает на Ральфа. Тем временем стабилизация молекул в теле Честера Пиранга завершается, он выходит на свободу из камеры в С.Т.А.Р. Лабс и узнаёт, что был признан умершим. Сесиль помогает ему решить юридические проблемы, а потом предлагает ему помочь пригласить на свидание девушку. Сначала всё идёт неудачно, потому что Сесиль из-за переживаний неверно читает её мысли, но потом Честер решает свои психологические проблемы и принимает самого себя. |            |                                                                                         |                    |                                                               |                 |                     |
| 121 | 7          | «Последнее искушение Барри Аллена, часть 1» «The Last Temptation of Barry Allen, Pt. 1» | Чад Лоу            | Джонатан Батлер и Габриэль Гарза                              | 26 ноября 2019  | 1,17                |
| Во время боя Бладворк заражает Ральфа кровью с тёмной материей, а потом высасывает большое количество его крови. Чтобы спасти Дибни от смерти из-за потери крови, Барри переливает ему свою кровь. Ральф спасён, но оказывается, что во время донорской операции часть заражённых клеток крови Рэмси передалась Барри, из-за этого он начинает видеть в галлюцинациях Бладворка. Заражённая кровь начинает забирать контроль над телом Флэша, и он теряет сознание. Явившийся в галлюцинациях Бладворк говорит, что может помочь Флэшу не умереть во время Кризиса. Сила Скорости, явившаяся в виде матери Барри, пытается убедить его бороться, но из-за боязни умереть и желания спасти человечество во время Кризиса Барри поддаётся заражению, и Бладворк берёт контроль над его телом. Тем временем Айрис, Камилла и Аллегра расследуют деятельность организации, по приказам которой действовала Ультрафиолет. Сотрудник организации говорит им, что компания занимается курьерскими перевозками, но позже умирает при странных обстоятельствах. Айрис пишет ту самую статью об исчезновении Флэша 11 декабря 2019 года. «Нэшу» Уэллсу удаётся проломить стену в канализации, и за ней он находит семь символов. Очнувшийся Барри обманывает Циско и Кейтлин, но Айрис быстро понимает, что он всё ещё заражён Бладворком. Тёмный Флэш и Бладворк встречаются. |            |                                                                                         |                    |                                                               |                 |                     |
| 122 | 8          | «Последнее искушение Барри Аллена, часть 2» «The Last Temptation of Barry Allen, Pt. 2» | Майкл Нанкин       | Кристен Ким и Джошуа В. Гилберт                               | 3 декабря 2019  | 1,33                |
| Бладворк и Тёмный Флэш превращают множество жителей Централ-Сити в зомби, управляемых Рэмси. Айрис отправляется поговорить с Барри, но контроль Рэмси над её мужем слишком силён, и ей не удаётся его переубедить. Циско решает применить к Бладворку экспериментальное устройство, излучающее радиацию, но Кровавый Флэш останавливает Рамона, а Бладворк рассказывает ему о своём плане: взорвать ускоритель частиц, чтобы распространить заражённую кровь Рэмси Россо по всему городу. Аллегра спасает Джо и Убийцу Мороз от напавших зомби, а Сесиль при помощи Камиллы справляется с огромным страхом, который она телепатически перенимает от горожан. Все члены команды Флэша собираются в С.Т.А.Р. Лабс, только Джо ранен. Циско понимает, что Барри внутри всё ещё сопротивляется контролю Бладворка и намекает команде, что нужно делать для победы над ним. Бладворк, Тёмный Флэш и толпа зомби приходят в С.Т.А.Р. Лабс. Рэмси помещает заражённую кровь в ускоритель, но Барри сопротивляется приказу убить Айрис. Аллегра направляет свои метасилы на ускоритель частиц во время взрыва, и в результате по городу распространяется не заражённая кровь, а антидот. Все зомби превращаются обратно в обычных людей. Флэш, избавившийся от контроля Бладворка, дерётся с огромным кровяным монстром, в которого тот превратился. Барри проникает в разум Рэмси и взывает к его сомнениям, сконцентрированным в образе его матери. Воспользовавшись замешательством Бладворка, Флэш заключает его в камеру в С.Т.А.Р. Лабс, а затем передаёт А.Р.Г.У.С., но в этот момент команда Флэша видит, что небо загорается красным цветом и понимает, что Кризис начался. Тем временем «Нэш» Уэллс, справившийся с зомби в канализации, активирует семь символов на стене, после чего преображается. |            |                                                                                         |                    |                                                               |                 |                     |
| 123 | 9          | «Кризис на Бесконечных Землях: Часть третья» «Crisis on Infinite Earths: Part Three»    | Дэвид Макуиртер    | Сюжет: Эрик Уоллес Телесценарий: Лорен Церто и Стерлинг Гейтс | 10 декабря 2019 | 1,71                |
| Шестой и последний крупный кроссовер, начавшийся в сериалах «Супергёрл» и «Бэтвумен» и продолжающийся в сериалах «Стрела» и «Легенды завтрашнего дня». Волна антиматерии продолжает аннигилировать миры: она уничтожает Землю-203. На «Волнолёте» «Детектор Парагонов» Рэя Палмера при помощи Циско Рамона определяет трёх оставшихся Парагонов: Дж'онн Дж'онзз является Парагоном Чести, Барри Аллен - Парагоном Любви, а учёный из Айви-Тауна по имени Райан Чой - Парагоном Человечности. Ральф, Айрис и Рэй отправляются за Райаном. Сначала тот говорит, что он не герой и во время конца света ему нужно быть вместе с семьёй, но потом Айрис переубеждает его. Монитор восстанавливает способности Циско, снова делая его Вайбом. Команда Флэша возвращается в канализацию, где «Нэш» Уэллс активировал семь символов (соответствующих семи Парагонам) и открыл проход, освободив Анти-Монитора. К ним присоединяется Пария. Циско открывает проход, и они обнаруживают помещение с генератором антиматерии, который подпитывает бегущий Флэш с Земли-90. Они его освобождают, но после этого генератор начинает перегружаться. Пария перемещает с другой Земли Чёрную Молнию, чтобы тот помог предотвратить взрыв генератора, используя свои силы. Супергёрл хочет воспользоваться Книгой судьбы, чтобы восстановить уничтоженные Земли и вернуть погибших людей, но Бэтвумен отговаривает её. Тем временем Джон Константин, Мия Смоук и Джон Диггл навещают Люцифера на Земле-666, чтобы тот помог им попасть в Чистилище и забрать оттуда душу Оливера. Чистилище представляется в виде Лиань Ю. Они находят Оливера, однако затем появляется Джим Корриган, который говорит, что судьба Оливера — стать Спектром. Оливер остаётся в Чистилище, и остальные возвращаются на «Волнолёт» без него. Тем временем из всей мультивселенной остаётся только Земля-1. Барри готовится пожертвовать собой, чтобы уничтожить генератор антиматерии, но Флэш с Земли-90 временно крадёт его силу скорости и жертвует собой вместо него. Генератор антиматерии уничтожен. На «Волнолёте» появляется Предвестница, контролируемая Анти-Монитором. Монитор погибает в схватке с Анти-Монитором, и тот уничтожает Землю-1. Волна антиматерии приближается к «Волнолёту», но перед тем, как она уничтожает корабль и его пассажиров, Пария успевает телепортировать семерых Парагонов в Точку схода, однако Супермен с Земли-96 внезапно исчезает и на его месте появляется Лекс Лютор, переписавший Книгу судьбы, чтобы стать седьмым Парагоном вместо него. |            |                                                                                         |                    |                                                               |                 |                     |
| 124 | 10         | «Марафон» «Marathon»                                                                    | Стефан Плещински   | Сэм Чолсен и Лорен Барнетт                                    | 4 февраля 2020  | 1,29                |
| В Централ-Сити приезжает Джон Диггл, чтобы исполнить последнюю волю Оливера Куина и передать Флэшу первую маску Стрелы, которую команда Флэша когда-то подарила Оливеру. Барри замечает на маске пятно и думает, что это может быть знак, специально оставленный Оливером. Он находит на маске следы миракуру, и они с Дигглом отправляются на Лиань Ю. На острове они не находят никаких следов миракуру, и Барри приходится смириться с мыслью, что маска - это не знак, а просто посмертный подарок от Оливера. Тем временем Айрис при помощи Камиллы и Аллегры продолжает вести журналистское расследование о деятельности тайной организации, по приказам которой действовала Ультрафиолет. Она узнаёт от источника, что эта организация называется «Чёрная дыра» и что она связана с компанией «МакКаллох Текнолоджис». Сесиль советует Айрис приостановить расследование, чтобы избежать судебных претензий, но та решает продолжать и идёт взять интервью у директора «МакКаллох Текнолоджис». Он обвиняет источник Айрис в паранойе и отрицает все обвинения. Айрис всё равно публикует статью, и получает судебный иск от компании, а затем подвергается нападению киллера-метачеловека по прозвищу «Доктор Свет». Киллер убивает источник Айрис, но ей самой удаётся ускользнуть. Доктор Свет ещё раз приходит убить Айрис, но команда Флэша обманывает её при помощи голограммы. Айрис говорит директору «МакКаллох Текнолоджис», что если она или кто-то из её родственников и друзей будет убит, то вся информация о связи компании и «Чёрной дыры» будет опубликована. Тот отзывает Доктора Свет в последний момент, перед тем как та убила Убийцу Мороз. Компания отзывает иск к газете. Циско решает на время уйти из команды Флэша и оставляет «Нэша» Уэллса вместо себя в С.Т.А.Р. Лабс. Оказывается, что на родной Земле «Нэша» его дочерью была двойник Аллегры. Ночью Айрис приходит в «МакКаллох Текнолоджис» и проникает в кабинет Евы МакКаллох - пропавшей супруги директора компании. На неё нападает кто-то изнутри зеркала и затаскивает внутрь. |            |                                                                                         |                    |                                                               |                 |                     |
| 125 | 11         | «Любовь - это поле битвы» «Love Is A Battlefield»                                       | Садс Сазерленд     | Келли Уилер и Джефф Хёрш                                      | 11 февраля 2020 | 1,14                |
| После того как Айрис побывала внутри зеркала, её характер несколько меняется (теперь она умеет вкусно готовить, говорить по-итальянски и т. д.). Она с Барри идут в ресторан, но на него неожиданно нападает Амунет, чтобы забрать у одного из посетителей чемодан с устройством. Барри пытается остановить её, но Амунет угрожает раскрыть его тайную личность, так что он вынужден отпустить её. Айрис решает идти другим путём и внедряется в преступную среду. Барри и Айрис приходят в лабораторию, где становятся свидетелями перепалки и драки между Амунет и Златоликим. Каждый старается заполучить устройства. Айрис догадывается, что цель преступников - растение с телепатической пыльцой для чтения мыслей людей, чтобы получать пин-коды для ограблений, и втирается в доверие к Амунет, говоря, что хочет читать мысли мужа. Во время похищения растения банды Амунет и Златоликого сталкиваются в схватке. Флэш сжигает растение, и вдохнувшие пыльцу Амунет и Златоликий читают мысли друг друга и мирятся. Тем временем Убийца Мороз помогает Аллегре решить проблемы с её бывшим парнем. «Нэш» Уэллс видит в кафе Харрисона Уэллса с Земли-2. Зрителям показывают, что настоящая Айрис до сих пор находится внутри зеркала, а та, что была с Барри на протяжении всего эпизода - зеркальный двойник. |            |                                                                                         |                    |                                                               |                 |                     |
| 126 | 12         | «Девушка по имени Сью» «A Girl Named Sue»                                               | Крис Пеппе         | Томас Паунд и Лорен Церто                                     | 18 февраля 2020 | 1,10                |
| Ральф Дибни продолжает поиски Сью Дирборн. Он наконец находит девушку, но в её квартире происходит взрыв. Сью рассказывает, что у неё проблемы с бывшим парнем (убийцей Джоном Лорингом), и детектив решает помочь ей разобраться с ним. Они крадут ключ от банковской ячейки Лоринга и вламываются в хранилище, но оказывается, что девушка обманула Ральфа - Лоринг не был её парнем, она просто хотела украсть его драгоценности. Банда Лоринга нападает на Сью, но Ральф спасает её. Затем на них нападает Ультрафиолет. Сью снова всех обманывает и убегает с похищенными драгоценностями. Ральф подавлен, потому что доверился преступнице. Барри по просьбе Джо исследует старое закрытое дело и понимает, что настоящий преступник избежал наказания. Таких закрытых дел оказывается много, и Джо с Барри понимают, что в полиции завёлся «крот», помогающий преступникам. Зеркальный двойник Айрис пытается украсть зеркальную пушку из хранилища С.Т.А.Р. Лабс. У неё не получается, но потом Барри сам отдаёт пушку двойнику Айрис. «Нэш» Уэллс продолжает видеть в галлюцинациях Харрисона Уэллса с Земли-2. Тем временем настоящая Айрис внутри зеркала встречает Еву МакКаллох, которая была заперта в зазеркалье на протяжении 6 лет (после взрыва ускорителя частиц). Айрис вспоминает, как команда Флэша вытащила пленника Зеркального Мастера из зазеркалья, снизив температуру стекла до абсолютного нуля, и предлагает Еве сделать так же, чтобы выбраться наружу из зеркала. Девушки используют жидкий азот, но это не срабатывает. Оказывается, что у Евы есть способность управлять зеркалами. |            |                                                                                         |                    |                                                               |                 |                     |
| 127 | 13         | «Гродд добавил меня в друзья» «Grodd Friended Me»                                       | Стефан Плещински   | Кристен Ким и Джошуа В. Гилберт                               | 25 февраля 2020 | 1,18                |
| После Кризиса и перезапуска Мультивселенной вокруг Флэша многое изменилось: Хартли Рэтуэй (Дудочник) теперь метапреступник и враг команды Флэша, а не друг, также Барри не может найти могилы своих родителей. Горилла Гродд проникает в разум Барри, говорит, что признал все свои ошибки и преступления, и просит Флэша о помощи. Флэш пытается выбраться из сознания Гродда, но сталкивается со стражем, представшим в образе Соловара. Объединив усилия, Флэш и Гродд побеждают Соловара. Честер Пиранг придумывают, как разделить сознания Барри и Гродда, и это срабатывает. Барри верит, что Гродд изменился, и А.Р.Г.У.С. выпускает его на испытательный срок. Команда Флэша принимает Честера в свои ряды. «Нэш» Уэллс видит в галлюцинациях очередного другого Харрисона Уэллса - на этот раз Шерлёка. Аллегра находит у него фотографию с девушкой, которая выглядит точно так же, как она. Зеркальный двойник Айрис обманывает Джо и крадёт у него данные полиции о «Чёрной дыре». Тем временем настоящая Айрис и Ева МакКаллох пытаются использовать изобретённое Евой устройство, чтобы выйти из зазеркалья, но при попытке прохода через зеркало Ева получает сильные ожоги рук. Такие же ожоги появляются на руках зеркального двойника Айрис, но Ева излечивает их. Зрителям показывают, что Ева и зеркальный двойник Айрис находятся в сговоре. Шерлёк предупреждает Нэша о грядущем возвращении Тоуна. |            |                                                                                         |                    |                                                               |                 |                     |
| 128 | 14         | «Смерть Силы Скорости» «Death of the Speed Force»                                       | Брент Кроуэлл      | Сэм Чолсен и Эмили Пализзи                                    | 10 марта 2020   | 1,06                |
| Кид Флэш возвращается в Централ-Сити. Он рассказывает Флэшу, что Сила Скорости последнее время работает нестабильно. Барри и Уолли вместе входят в транс и обнаруживают Силу Скорости в образе умирающей матери Барри. Она говорит, что Сила Скорости умирает из-за попавшей в неё новой субстанции. Барри понимает, что это происходит из-за энергии Спектра, попавшей в Силу Скорости во время Кризиса. Тем временем новая метапреступница Черепаха-2 (Фрида Новикова) убивает русскую тусовщицу Марию Волкову за то, что та была информатором, сдавшим её полиции. Она нападает на полицейский участок, чтобы добраться до второго информатора, и берёт в заложники Джо. Объединив усилия, Флэш и Кид Флэш атакуют Новикову, а Джо вкалывает ей лекарство для металюдей и ловит её. Обратный Флэш вселяется в тело «Нэша» Уэллса и нападает на вернувшегося Циско, но Сесиль спасает его. Команда Флэша помещает Уэллса-Тоуна в камеру в С.Т.А.Р. Лабс, но он говорит Барри, что через несколько недель Флэш окончательно лишится своих сил из-за смерти Силы Скорости, и тогда он придёт за Флэшем и всеми его близкими и убьёт их. Барри решает создать свою негативную Силу Скорости, чтобы не терять силы. Камилла обнаруживает аномалию на фотографии Айрис и Уолли, которую она сделала, и зеркальный двойник Айрис нападает на неё с зеркальной пушкой. |            |                                                                                         |                    |                                                               |                 |                     |
| 129 | 15         | «Экзорцизм Нэша Уэллса» «The Exorcism of Nash Wells»                                    | Эрик Дин Ситон     | Лорен Барнетт и Стерлинг Гейтс                                | 17 марта 2020   | 1,26                |
| Циско и Кейтлин дают Барри устройство, измеряющее его скорость, чтобы проверять, как быстро его покидает Сила Скорости. Обратный Флэш в теле «Нэша» Уэллса обманывает команду Флэша, чтобы сбежать из камеры, и пытается сбежать в другое время на временной сфере, но Флэш останавливает его. Барри едва не убивает Тоуна в гневе, поэтому Кейтлин просит его воздержаться от участия в супергеройских миссиях на какое-то время. Циско и Сесиль пытаются провести экзорцизм Нэша, чтобы изгнать Обратного Флэша из его разума. Сначала всё идёт неудачно: обратившись к негативным воспоминаниям Нэша о гибели его приёмной дочери, Тоун подавляет его, берёт контроль над телом и подключается к Силе Скорости. Но затем Барри предлагает использовать стабилизатор (который команда Флэша использовала для проникновения в разум Дево). Барри, Циско и Сесиль проникают в разум Нэша и помогают ему взять под контроль свою боль. Обратный Флэш полностью изгнан из разума Нэша. Тем временем Ева МакКаллох даёт зеркальным двойникам Айрис и Камиллы задание найти призматический рефрактор - устройство, которое она изобрела 6 лет назад. Они приходят за рефрактором в лабораторию компании «Меркьюри», но их опережает агент «Чёрной дыры» метапреступница Саншайн. Убийца Мороз пытается остановить Саншайн, и Флэш, вколовший себе сыворотку «Скорость-9», присоединяется к ней, несмотря на просьбу. Саншайн сбегает, серьёзно ранив Кейтлин. Джо опасается «крота» в полиции и собирается передать рефрактор А.Р.Г.У.С., но Саншайн нападает на них во время передачи. Барри и Джо хитростью ловят её, лишив источника солнечного света. Барри решает воспользоваться дневником Норы, чтобы создать свою Силу Скорости. Зеркальные двойники передают Еве рефрактор. Во флэшбеках показывают, как 8 лет назад на Земле-719 «Нэш» Уэллс познакомился с девочкой Майей и решил удочерить её, сделав своей напарницей в археологии. 1 год назад выросшая Майя (двойник Аллегры с Земли-Прайм) погибла на Земле-13, погнавшись за сокровищем. |            |                                                                                         |                    |                                                               |                 |                     |
| 130 | 16         | «Такая длинная и хорошая ночь» «So Long and Goodnight»                                  | Александра Ля Роше | Кристен Ким и Томас Паунд                                     | 21 апреля 2020  | 1,12                |
| Директор «МакКаллох Текнолоджис» нанимает Тряпичную куклу, чтобы он убил Джо Уэста. Тот подстраивает автомобильную аварию, но Джо выживает. Тряпичная кукла снова нападает на Джо в полицейском участке, и Флэш из-за частичной потери скорости не успевает остановить одну из летящих пуль, поэтому Джо получает лёгкое ранение в руку. Тряпичная кукла вырубает Аллегру и Нэша, а затем похищает Сесиль. Джо и потерявший скорость Флэш приходят, чтобы освободить Сесиль, на которую похититель повесил бомбу с датчиком давления. Джо занимает место Сесиль, готовый пожертвовать собой вместо любимой. К Флэшу временно возвращается скорость, и он ловит Тряпичную куклу. За мгновения до взрыва Джо наугад перерезает один из проводов в бомбе, и благодаря удаче спасается. После всего произошедшего он решает перейти под программу защиты свидетелей. Ральф Дибни продолжает поиски Сью Дирборн и просит помощи Циско. На встрече инвесторов они настигают преступницу, но та сбегает, похитив все деньги. Ральф выясняет, что директор «МакКаллох Текнолоджис» шантажирует родителей Сью, поэтому она ведёт своё расследование против него. Тем временем настоящая Айрис в зазеркалье рассказывает Еве МакКаллох, что Барри Аллен - это Флэш, и та велит зеркальному двойнику Айрис поспособствовать тому, чтобы Флэш потерял скорость. Зрителям показывают, что шеф полиции Сингх тоже был ранее заменён Евой МакКаллох на зеркального двойника. Ева связывается с мужем и просит у него извинений, но тот отказывается их приносить и разбивает зеркало, говоря, что он неприкасаем для неё. Зеркальный двойник Айрис расстаётся с Барри. Устройство показывает, что у Барри едва осталась скорость. |            |                                                                                         |                    |                                                               |                 |                     |
| 131 | 17         | «Освобождение» «Liberation»                                                             | Джефф Бёрд         | Джонатан Батлер и Габриэль Гарза                              | 28 апреля 2020  | 1,21                |
| Барри, Циско и Ральф пытаются воспроизвести взрыв ускорителя частиц, чтобы создать новую Силу Скорости, но эксперимент проходит неудачно. Барри начинает подозревать, что настоящая Айрис была кем-то заменена. Он находит на компьютере зеркального двойника Айрис фото с аномалией, сделанное Камиллой. Барри применяет к двойнику Айрис призматический сканер, но тот не показывает никаких аномалий, зато когда двойник Айрис применяет этот сканер к Барри, то он показывает, что Барри - зеркальный двойник. Команда Флэша верит в это и сажает Барри в камеру в С.Т.А.Р. Лабс. Настоящая Айрис в зазеркалье находит потайную комнату и узнаёт правду о Еве МакКаллох. Зеркальные двойники Айрис, Камиллы и Сингха приходят освободить Бладворка из тюрьмы. Двойник Камиллы жертвует собой, чтобы выпустить его, но Рэмси решает остаться в заключении, отдав другим двойникам каплю своей крови (которая нужна им, чтобы выпустить Еву МакКаллох на свободу из зазеркалья). Сесиль верит Барри и выпускает его из камеры. Зеркальный двойник Айрис размазывает кровь Рэмси по поверхности зеркала, и почти побеждает прибывшего Флэша. В последний момент Барри понимает, что в ней есть частица настоящей Айрис и убеждает её не противостоять ему. Зеркальный двойник Айрис перестаёт подчиняться Еве МакКаллох и распадается на множество осколков. Воспользовавшись призматическим рефрактором из лаборатории компании «Меркьюри», Ева возвращается в настоящий мир через зеркало, на поверхности которого была размазана кровь Бладворка. Барри и Айрис решают найти дорогу друг к другу. Тем временем Кейтлин впадает в ледяную кому, и Циско с Ральфом помогают ей выйти из неё. |            |                                                                                         |                    |                                                               |                 |                     |
| 132 | 18         | «Заплатите Дудочнику» «Pay the Piper»                                                   | Аманда Таппинг     | Джесс Карсон                                                  | 5 мая 2020      | 1,21                |
| Барри рассказывает Джо и команде Флэша, что Айрис, Камилла и Сингх были заменены зеркальными двойниками. На С.Т.А.Р. Лабс нападает Годспид, который использует воздушные вибрации, чтобы забрать скорость у другого спидстера. Барри решает обратиться за помощью к Хартли Рэтуэю (Дудочнику), который после изменения временной хронологии после Кризиса стал ненавидеть команду Флэша (из-за того что когда-то по вине Флэша его напарник и любовник Родрик стал распадаться на молекулы). «Нэш» Уэллс и Аллегра пытаются спасти Родрика, но терпят неудачу. Годспид требует у Флэша, чтобы тот отдал ему свою скорость, иначе он уничтожит Централ-Сити. Барри убеждает Хартли помочь команде. Флэш и Дудочник объединяются и побеждают Годспида. При помощи синей крови Годспида команде Флэша удаётся стабилизировать молекулы в теле Родрика. Оказывается, что этот Годспид - очередная марионетка, а не Август Харт. Циско придумывает, как команда сможет победить Еву МакКаллох, но за недостающим элементом придётся отправиться в Атлантиду. Тем временем в зазеркалье Айрис находит настоящую Камиллу. |            |                                                                                         |                    |                                                               |                 |                     |
| 133 | 19         | «Успех обеспечен» «Success is Assured»                                                  | Фил Чипера         | Келли Уилер и Лорен Барнетт                                   | 12 мая 2020     | 1,08                |
| Команда Флэша провожает Кейтлин и её мать в Арктику, где та сможет справиться с проблемами переохлаждения и потерей контроля над Убийцей Мороз. Флэш и Ральф Дибни проникают в хранилище «Чёрной дыры», но зеркальный двойник Сингха опережает их и сжигает там всё. Барри понимает, что Ева МакКаллох хочет отомстить своему мужу за то, что в ночь взрыва ускорителя частиц он не попытался спасти её, а просто дал ей упасть внутрь зеркала. Он идёт на встречу с директором «МакКаллох Текнолоджис», а тот рассказывает, что после долгого пребывания в зазеркалье мозг человека необратимо искажается. Ева затягивает внутрь зеркала наёмных убийц «Чёрной дыры» (Ультрафиолет, Саншайн и Доктор Свет), после чего директор «МакКаллох Текнолоджис» вынужден обратиться за помощью в полицию. Зеркальный двойник Сингха предлагает Барри отдать его Еве в обмен на Айрис, Аллен задумывается над предложением, но благодаря «Нэшу» Уэллсу команде вместе с директором удаётся ускользнуть. Сью Дирборн присоединяется к «Чёрной дыре», чтобы те перестали шантажировать её родителей. Зеркальные двойники наёмных убийц «Чёрной дыры» нападают на «МакКаллох Текнолоджис», а команда Флэша и присоединившаяся к ним Сью пытаются отразить нападение. Ева приходит к мужу, чтобы убить его. Флэш пытается спасти его и бросается на пути зеркальных осколков, но Ева доводит дело до конца, раня Флэша и убивая мужа, а затем отзывает двойников наёмных убийц. Команда Флэша вынуждена покинуть компанию. Ева публично заявляет о своём «воскрешении», возвращается на пост директора «МакКаллох Текнолоджис» и обвиняет Сью в убийстве своего мужа. Команда Флэша вместе с вернувшимся Джо намереваются продолжать противостоять Еве и вызволить Айрис и Камиллу из зазеркалья. Тем временем в зазеркалье Айрис находит местоположение настоящего Сингха, но затем из-за долгого нахождения в зеркальном измерении она исчезает на глазах у Камиллы. |            |                                                                                         |                    |                                                               |                 |                     |

### Сезон 7 (2021)
| № общий | № в сезоне | Название                                                             | Режиссёр           | Автор сценария                                                       | Дата премьеры  | Зрители в США (млн) |
| --- | ---------- | -------------------------------------------------------------------- | ------------------ | -------------------------------------------------------------------- | -------------- | ------------------- |
| 134 | 1          | «Всё хорошо, что заканчивается Уэллсом» «All's Well That Ends Wells» | Александра Ля Роше | Сэм Чолсен и Лорен Церто                                             | 02 марта 2021  | 1,03                |
| Барри проводит время между супергеройскими миссиями в криокапсуле, чтобы сохранять оставшуюся Силу Скорости как можно дольше. Когда Честер Пиранг засекает Еву МакКаллох, то он выпускает Флэша из криосна, и тот направляется схватить её. Зеркальная Мастерица побеждает Флэша и убивает Сэма Скаддера (предыдущего Зеркального Мастера). Сесиль пытается убедить его сообщницу Розалинду Диллон (Волчок) помочь полиции, но оказывается, что та заодно с Евой. Используя свои усилившиеся телепатические способности, Сесиль подавляет Волчок и заставляет её выдать информацию про план Евы. Харрисон «Нэш» Уэллс продолжает видеть галлюцинации других версий Харрисона Уэллса. Они подсказывают ему способ вернуть Флэшу Силу Скорости (зарядить Сферу Слияния частицами мультивселенной, позволяющими Нэшу видеть галлюцинации), но для этого он должен будет пожертвовать собой. Нэш не готов к самопожертвованию и предлагает использовать Аллегру для зарядки Сферы. Эксперимент проходит неудачно, Барри получает заряд частиц, и теперь все многочисленные личности Уэллсов живут в его разуме. Объединив усилия, Честер и Аллегра перенаправляют частицы обратно в тело Нэша. Уэллс всё-таки решается и жертвует собой, создав для Флэша искусственную Силу Скорости. С новоприобретённой Силой Скорости, Флэш срывает план Евы. Тем временем в зазеркалье Айрис справляется с насланными Евой иллюзиями и продолжает искать путь на свободу. Ева смотрит видеозапись с той ночи, когда взорвался ускоритель частиц, и понимает, что настоящая Ева МакКаллох умерла в ту ночь, а она - это её зеркальный двойник. |            |                                                                      |                    |                                                                      |                |                     |
| 135 | 2          | «Скорость мысли» «The Speed of Thought»                              | Стефан Плещински   | Джонатан Батлер и Габриэль Гарза                                     | 09 марта 2021  | 0,99                |
| Барри получает способность думать сверхбыстро. Это делает его супергением почти на уровне Дево. С помощью Циско, он разрабатывает портал в зазеркалье, однако для него нужны фотоны тёмной материи, которыми покрыта Ева. Им удаётся заполучить эти частицы с помощью Мороз, однако Флэш позволяет Еве атаковать и ранить Кейтлин, поэтому Циско начинает подозревать, что с Барри что-то не так. Аллегра обнаруживает сообщение, оставленное Айрис для Камиллы и Сингха, и сообщает команде, где они будут находиться в нужный час. Барри взламывает системы «МакКаллох Текнолоджиз» и сообщает всему миру, что настоящая Ева погибла, а нынешняя — её зеркальный двойник. Аллен узнаёт, что фотонов достаточно, чтобы спасти либо Айрис, либо Камиллу и Сингха, но не всех троих. Барри решает спасти Айрис, не поставив остальных членов команды Флэша в известность. Циско догадывается, что искусственная Сила Скорости сделала Барри безэмоциональным и расчётливым. Рамон, Аллегра и Мороз пытаются его остановить, однако Барри удаётся их обезвредить. Он открывает портал и заставляет Айрис пройти через него одной, хотя она хочет спасти Камиллу и Сингха. Выйдя из портала в реальный мир, Айрис падает в конвульсиях. Прийдя в себя, Барри осознаёт, что наделал, и уничтожает искусственную Силу Скорости. Ева заменяет женщину из полиции на зеркального двойника. Тем временем Харрисон Уэллс с Земли-1, убитый Эобардом Тоуном 20 лет назад, восстаёт из могилы. |            |                                                                      |                    |                                                                      |                |                     |
| 136 | 3          | «Мать» «Mother»                                                      | Дэвид Макуиртер    | Эрик Уоллес и Кристен Ким                                            | 16 марта 2021  | 1,00                |
| Команда Флэша пытается спасти Айрис от последствий прохода через портал из зазеркалья. Барри не хочет создавать новую искусственную Силу Скорости, чтобы не стать таким как Тоун. Сью Дирборн приходит к Джо и рассказывает, что Ева заменила многих горожан, в том числе её родителей, на зеркальных двойников. Она планирует заменить всех. Ева затягивает Барри в зазеркалье, говорит ему, что сделает мир лучше, и убеждает не сопротивляться ей. В С.Т.А.Р. Лабс приходит воскресший Харрисон Уэллс. Он воодушевляет Флэша, и тот при помощи своей любви к Айрис восстанавливает Силу Скорости. Тем временем Ральф Дибни попытался украсть данные в «МакКаллох Текнолоджиз», но Ева взорвала здание. Ральф остался жив, но сильно повреждён взрывом. Благодаря данным, которые он заполучил, команда Флэша доказывает миру, что Сью невиновна в смерти мужа Евы, а та сама убила супруга. Флэш, Циско и Мороз противостоят Еве в последней схватке, одновременно с этим Джо сталкивается с зеркальным двойником Сесиль. Неожиданно оказывается, что у Айрис после пребывания в зазеркалье осталась способность управлять зеркалами. Она присоединяется к схватке с Евой, но не атакует её, а убеждает прекратить борьбу. При помощи Барри и Айрис Ева уничтожает всех зеркальных двойников и возвращает всех настоящих людей из зазеркалья. Зеркальная Мастерица возвращается в зазеркалье. Харрисон Уэллс решает вернуться в прошлое к своей жене Тесс, чтобы прожить жизнь вместе с ней. Ральф и Сью решают на время покинуть команду, чтобы уничтожить организации типа «Чёрной дыры» в других странах мира. Зрителям показывают, что при восстановлении Силы Скорости поток энергии ударил вверх из С.Т.А.Р. Лабс, а затем разделился на 4 потока разного цвета: жёлтый, зелёный, красный и голубой. |            |                                                                      |                    |                                                                      |                |                     |
| 137 | 4          | «Централ Сити силён» «Central City Strong»                           | Джефф Бёрд         | Сюжет: Кристен Ким Телесценарий: Джошуа В. Гилберт и Джефф Хёрш      | 23 марта 2021  | 1,03                |
| Волонтёры работают над восстановлением Централ-Сити после нападения Зеркальной Мастерицы. В город приезжает вернувшийся в 2021 год из 64 века Абра Кадабра. Он позволяет команде Флэша поймать его (при этом говоря Флэшу, что тому «скоро суждено будет столкнуться с гневом Хронока»), чтобы попасть на секретный объект А.Р.Г.У.С. и выкрасть нужный ему предмет. Преступник из будущего собирает бомбу из антиматерии и собирается взорвать её, чтобы уничтожить весь город, потому что из-за изменения мультивселенной после Кризиса его семья в будущем оказалась стёрта из реальности и он винит в этом Флэша. Барри удаётся убедить его передумать, ведь он всё равно не вернёт семью. Внезапно появляется огромный монстр, который впитывает энергию бомбы и нападает на Флэша и Абра Кадабру. Они противостоят ему вдвоём, но монстр побеждает их, убивая Кадабру и поглощая разряд молнии Флэша. Айрис выступает на собрании группы поддержки пострадавших от зеркальной вселенной. Тем временем Кейтлин испытывает постоянные головные боли. В итоге Кейтлин и Мороз разделяются и оказываются в разных телах. |            |                                                                      |                    |                                                                      |                |                     |
| 138 | 5          | «Бойся меня» «Fear Me»                                               | Дэвид Макуиртер    | Сюжет: Томас Паунд Телесценарий: Лорен Барнетт и Кристина М. Уокер   | 30 марта 2021  | 0,93                |
| В С.Т.А.Р. Лабс приходит живое воплощение Силы Скорости (в виде мамы Барри), просит Флэша о помощи и впадает в кому. Барри понимает, что Сила Скорости пострадала от монстра, который убил Абра Кадабру. В Централ-Сити появляется метачеловек Психо, насылающий на людей кошмары наяву. Он повергает в страх и Флэша, побеждая его. Во время каждого нападения Психо Сесиль, благодаря своим телепатическим способностям, также видит кошмары наяву. Команда Флэша пытается победить Психо, но он повергает в страх Циско и Мороз, а затем и Флэша, показав ему гибель всех его близких. Барри понимает, что Сесиль единственная из всей команды справилась со своим страхом, поэтому решает посадить её в кресло Дево, чтобы усилить её телепатические способности и победить злодея. С огромным трудом Циско удаётся помочь Флэшу перебороть свой страх, а Сесиль в кресле Мыслителя спасает всех жителей города от страхов, насланных Психо. У Барри случается приступ с выделением молний во все стороны, он просит команду засунуть его в криокапсулу, дабы вылечиться и избежать последствий. Воплощение Силы Скорости приходит в себя и рассказывает команде, что монстр (которого Циско назвал Фуэрца) и Психо вместе напали на неё и что они - такие же, как она. Тем временем с Джо связывается член муниципальной логистической комиссии губернатора Кристен Крамер. Айрис подозревает, что с ней что-то не так. Кристен признаётся Джо, что её задача - арестовать Убийцу Мороз. |            |                                                                      |                    |                                                                      |                |                     |
| 139 | 6          | «Эпизод с девяностыми» «The One With The Nineties»                   | Джефф Бёрд         | Келли Уилер и Эмили Пализзи                                          | 06 апреля 2021 | 0,99                |
| Пока Барри находится в криокапсуле, остальная команда Флэша пытается помочь воплощению Силы Скорости изготовить устройство, которое могло бы обнаружить Психо и Фуэрцу. При испытании устройства Циско и Честера настигает большая зелёная волна, и они оказываются переброшены во времени, в прошлое, в 4 декабря 1998 года. Они понимают, что попали туда из-за влияния Силы Времени. Им удаётся найти парня по фамилии Паркер, про которого устройство показывает, что он также подвергся воздействию Силы Времени, но зелёная волна снова настигает их, и день начинается заново. Они понимают, что попали во временную петлю. Честер вспоминает, что на следующий день его отец умрёт. Он встречается с отцом и узнаёт, что на протяжении всего его детства тот специально выбрасывал нужные детали, чтобы сын находил их. Выясняется, что за применением Силы Времени стоит Деон - футболист, который должен был стать спортивной звездой, но получил травму и из-за этого его жизнь не удалась, поэтому он вернулся в 1998 год, когда в его жизни всё ещё было хорошо. Зелёная волна распространяется по всему городу, ввергая всё больше жителей в антураж 1990-х. Честеру удаётся переубедить Деона, и тот останавливает зелёные волны, возвращая обратно ход времени, но всё равно не оставляет намерений менять ход времени. Барри выходит из криокапсулы. Циско понимает, что Деон, Психо и Фуэрца контролируют другие силы, которые появились одновременно с возрождением Силы Скорости: соответственно Силу Времени, Силу Мудрости и Силу Мощности. Айрис приглашает воплощение Силы Скорости пожить в гостевой комнате в их с Барри квартире. Честер возобновляет работу над проектом, который его отец не успел закончить перед смертью. Джо рассказывает Мороз, что Кристен Крамер занимается её поисками, поэтому ей лучше залечь на дно, но она отказывается. |            |                                                                      |                    |                                                                      |                |                     |
| 140 | 7          | «Растущая боль» «Growing Pains»                                      | Александра Ля Роше | Сэм Чолсен и Джесс Карсон                                            | 13 апреля 2021 | 0,92                |
| Барри испытывает дискомфорт из-за того, что воплощение Силы Скорости теперь живёт вместе с ним и Айрис (потому что оно похоже на его мать, к тому же вблизи неё он не может полностью контролировать свои силы). Кто-то, используя криотехнологии, нападает на фургон технологической компании «Айво Лабс», убивает водителя и крадёт микрочип. Кристен Крамер подозревает Убийцу Мороз. Мороз решает найти настоящего криопреступника, приходит в бар, где работала во времена работы на Амунет, и узнаёт у бармена наводку на него. Крамер по анонимной наводке арестовывает Кейтлин. Мороз понимает, что бармен и есть настоящий криопреступник. Оказывается, что он раньше работал в «Айво Лабс» и создал микрочип, но его уволили из-за чересчур опасных экспериментов, после чего он решил вернуть микрочип и подставить Убийцу Мороз в совершении преступления. Объединив технологию микрочипа и генетические данные Мороз, бармен создаёт устройство, воспроизводящее её криогенные метаспособности, и атакует её. Он почти побеждает Мороз, но она протыкает его сосулькой, а прибежавший Флэш перевязывает его рану и спасает ему жизнь, чтобы передать полиции. Мороз тоже сдаётся полиции, чтобы понести ответственность за свои давние преступления. Кейтлин освобождают. |            |                                                                      |                    |                                                                      |                |                     |
| 141 | 8          | «Народ против Убийцы Мороз» «The People V. Killer Frost»             | Садс Сазерленд     | Джонатан Батлер и Габриэль Гарза                                     | 04 мая 2021    | 0,76                |
| Приближается суд над Убийцей Мороз. Прокурор просит в качестве меры наказания для Мороз, чтобы она приняла лекарство для металюдей и перестала быть метачеловеком. Циско, Кейтлин и Аллегра проникают в полицию и нетрализуют лекарство. Судья уже почти выносит вердикт, но тут прокурор сообщает о взломе в полицейском участке и о нейтрализации лекарства, обвиняя в этом Мороз. Кейтлин признаётся в суде, что это сделала она, а не Мороз. Крамер получает от А.Р.Г.У.С. новую порцию лекарства и настаивает, чтобы Мороз заставили принять его. Кристен признаётся Мороз, что у неё есть ненависть к метапреступникам, потому что она когда-то доверилась метачеловеку и из-за этого погибло 20 солдат, находившихся под её началом. Мороз выступает в суде и говорит, что лишение её метасил лишит её идентичности, а затем просит отправить себя в тюрьму на пожизненный срок, но не заставлять принимать лекарство. Судья приговаривает Мороз к пожизненному заключению. Тем временем команда Флэша фиксирует выброс Силы Мощности в Кейстоун-Сити. Флэш и воплощение Силы Скорости отправляются туда, чтобы найти Фуэрцу. Они приходят на место выброса и оказываются в лагере благотворительной организации. Воплощение пытается убедить Барри, что остальные Силы - это чистое зло, но Барри и Айрис сомневаются в этом. Барри знакомится с девушкой по имени Алекса, которая управляет волонтёрами. Она признаётся Флэшу, что Фуэрца - это она, но у неё случаются провалы в памяти, и она не помнит своих действий в те моменты, когда Сила Мощности овладевает ей. Во время исследования Алексы в С.Т.А.Р. Лабс Фуэрца начинает прорываться из неё наружу, и воплощение Силы Скорости нападает на неё и убивает её. Воплощение говорит Барри, что ему пора выбирать сторону. |            |                                                                      |                    |                                                                      |                |                     |
| 142 | 9          | «Вне Времени» «Timeless»                                             | Менхай Хада        | Кристен Ким и Джошуа В. Гилберт                                      | 11 мая 2021    | 0,76                |
| После убийства Алексы (носителя Силы Мощности) воплощение Силы Скорости намерено также убить носителей Силы Мудрости и Силы Времени (Психо и Деона соответственно). Оно предлагает Барри помочь убить их, но он отказывается. Воплощение говорит, что всё равно убьёт их без помощи Флэша. Барри хочет вернуться назад во времени и предотвратить создание Сил, но Айрис отказывается участвовать в этом. Флэш перемещается назад во времени в Старлинг-Сити в 2000 год и просит о помощи Харрисона Уэллса. Они вместе возвращаются в настоящее. Деон приходит в С.Т.А.Р. Лабс и пытается помешать команде Флэша предотвратить создание Сил, потому что не хочет терять связь с Силой Времени. Барри при помощи Уэллса возвращается в прошлое, в момент создания Сил, и собирает частицы всех Сил. Силы почти уничтожены, Психо, Деон и труп Алексы начинают исчезать, но Барри вспоминает слова Джо, передумывает уничтожать Силы и останавливает процесс. Тем временем Айрис, Камилла и Аллегра приходят в старый дом Алленов и обнаруживают там Психо. Он насылает на девушек кошмары наяву, но Айрис справляется со своими страхами. Барри и Айрис возвращают Алексу к жизни. Циско и Камилла решают уехать из Централ-Сити. Воплощение Силы Скорости встречает Деона. |            |                                                                      |                    |                                                                      |                |                     |
| 143 | 10         | «Семейные дела, часть 1» «Family Matters, Part 1»                    | Филип Чипера       | Лорен Барнетт и Эмили Пализзи                                        | 18 мая 2021    | 0,67                |
| Воплощение Силы Скорости говорит Деону, что ей нужна его помощь против Флэша. Команда Флэша пытается научить Алексу контролировать Силу Мощности, чтобы Фуэрца не появлялся безконтрольно. Психо нападает на четверых миллиардеров и насылает на них кошмары, вызывая у них нарколептические припадки. Флэш пытается остановить его, когда он нападает на пятого миллиардера, но приобретший новые силы Психо побеждает его. Барри настаивает, чтобы команда провела над Алексой тест по контролю над Силой Мощности, но во время него Фуэрца выходит из-под её контроля и ранит Циско. Алекса обижается на Барри и хочет покинуть команду, но Кейтлин убеждает её остаться и даёт ей способ общаться с Фуэрцой. Айрис и Аллегра выясняют, что настоящее имя Психо - Башир Малик, и он ненавидит своих родителей, потому что они погибли, оставив ему долг в 50 миллионов. Психо нападает на шестого миллиардера, но Флэш и Алекса (теперь объединившаяся с Фуэрцой) останавливают его. При помощи Айрис Барри и Алекса убеждают Башира перейти на их сторону. Деон и воплощение Силы Скорости приходят в С.Т.А.Р. Лабс, он останавливает время, а она молниями атакует Айрис, Башира и Алексу. Тем временем Джо узнаёт, что Крамер заказала для полиции доставку оружия, где в пулях - лекарство для металюдей. Он оставляет пост капитана и уходит из полиции. |            |                                                                      |                    |                                                                      |                |                     |
| 144 | 11         | «Семейные дела, часть 2» «Family Matters, Part 2»                    | Чад Лоу            | Сюжет: Джонатан Батлер и Габриэль Гарза Телесценарий: Томас Паунд    | 25 мая 2021    | 0,64                |
| Башир создаёт очень правдоподобную иллюзию того, что воплощению Силы Скорости удалось убить молниями его, Айрис и Алексу. После ухода воплощения и Деона он снимает иллюзию. Барри решает спрятать Психо и Алексу во вневременной зоне, чтобы воплощение не добралось до них. Он доставляет туда Башира, Алексу и Айрис, но затем Башир решает, что им нужно сразиться с воплощением, предлагает Алексе вернуться в настоящее, и она соглашается. Из-за аномального шторма со сгустками молний происходит побег заключённых металюдей из тюрьмы, а затем одна из молний ранит Сесиль. Воплощение Силы Скорости требует от Барри, чтобы тот привёл к нему воплощения других Сил, в противном случае угрожает уничтожить весь город. Флэш при помощи Честера находит Деона и пытается убедить его перейти на сторону команды Флэша, но тот хочет уничтожить воплощение Силы Скорости и решает сделать это в одиночку. Деон нападает на воплощение, но оно ранит его. Воплощение говорит Барри, что аномальный шторм вызвала не Сила Скорости, а другие Силы, поэтому она и хочет уничтожить их воплощения. По совету Джо Барри и Айрис решают объединить все Силы. Барри, Деон, Башир и Алекса объединяются и вместе выходят против воплощения Силы Скорости. Деон показывает воплощению Силы Скорости возможное будущее, в котором она останется единственной Силой и будет одинока, после чего воплощение примиряется с остальными силами. Барри и все четыре воплощения слаженными усилиями останавливают аномальный шторм и спасают город. Воплощения решают остаться во вневременной зоне. Барри и Айрис решают завести детей. Тем временем Мороз и бармен, который пытался её подставить, сбегают из тюрьмы во время побега, произошедшего из-за аномального шторма. Она побеждает его и заключает обратно в тюрьму. За это ей дают условный срок за хорошее поведение. |            |                                                                      |                    |                                                                      |                |                     |
| 145 | 12         | «Прощайте, Вибрации» «Good-Bye Vibrations»                           | Филипп Чипера      | Келли Уилер и Джефф Хёрш                                             | 8 июня 2021    | 0,76                |
| Циско и Камилла объявляют команде, что они уезжают из Централ-Сити. Рамон оставляет Честеру комнату с технологическими приспособлениями в С.Т.А.Р. Лабс. В городе появляется преступница-метачеловек, которая гипнотизирует людей, заставляя их испытывать эйфорию и делать то, что нужно ей (например, отдать 10 миллионов долларов). Флэш и Вайб отправляются на последнюю совместную миссию, чтобы поймать её, но она гипнотизирует Циско. Из-за приступа эйфории Циско мешает Флэшу поймать метапреступницу, и она гипнотизирует и Барри тоже. Честер приводит их обоих в норму. Циско признаётся Барри и Кейтлин, что когда Психо заставил его видеть самый большой страх, то он увидел себя самого через 30 лет на той же должности в С.Т.А.Р. Лабс, помогающего новым героям, никак не прогрессирующего и не выросшего над собой, поэтому он и решил уехать. Команда узнаёт, что метапреступница хочет разбросать похищенные деньги и драгоценности с дирижабля, чтобы раздать их людям (она мнит себя Радужным Робин Гудом). Флэш, Циско и Аллегра ловят её, но решают не отправлять её в тюрьму, а дать ей отработать наказание в экономическом комитете мэрии. Дирижабль почти падает на стадион, но Флэш успевает эвакуировать оттуда всех болельщиков, а Циско берёт на себя управление и перенаправляет дирижабль в другом направлении. Команда проводит прощальные вечеринки в честь ухода Циско и Камиллы. Сесиль слышит голоса, видит в отражении в зеркале кого-то в золотой маске и говорит, что найдёт его. |            |                                                                      |                    |                                                                      |                |                     |
| 146 | 13         | «Маскарад» «Masquerade»                                              | Рэйчел Талалэй     | Сэм Чолсен и Кристина М. Уокер                                       | 15 июня 2021   | 0,80                |
| Сесиль попадает под контроль Психо-Пирата (злодея из Готэма в золотой маске, обладающего телепатическими способностями). Он сам до сих пор находится в Аркхеме, но при помощи телепатии и маски берёт под контроль Сесиль и вырубает Барри. Команда Флэша решает украть маску из музея, чтобы использовать её для пробуждения Барри, и обращается для этого за помощью к Сью Дирборн. Сью отключает лазеры сигнализации, обезвреживает охранника, и Сесиль заполучает маску. Айрис догадывается, что она находится под контролем Психо-Пирата, но уже поздно - подконтрольная Психо-Пирату Сесиль надевает маску и выступает против команды Флэша, используя кресло Мыслителя. В сознании Барри настоящая Сесиль рассказывает ему, что она когда-то была пациенткой психиатрической лечебницы, потому что не смогла спокойно пережить смерть своей матери. Ей удаётся справиться с переживаниями прошлого и вернуть контроль над своим телом, а Честер при помощи самурайского меча отключает кресло Мыслителя. Команда Флэша передаёт золотую маску А.Р.Г.У.С. Тем временем Джо изучает прошлое Кристен Крамер и узнаёт, что когда та была в армии, то она завела отряд в засаду, и его весь уничтожили, а она осталась единственной выжившей. |            |                                                                      |                    |                                                                      |                |                     |
| 147 | 14         | «Луч Света» «Rayo de Luz»                                            | Даниэль Панабэйкер | Сюжет: Джесс Карсон. Телесценарий: Джонатан Батлер и Габриэль Гарза. | 22 июня 2021   | 0,80                |
| Серия начинается с флэшфорварда (через 12 часов в будущем), в котором Ультрафиолет атакует Аллегру и говорит ей, что всё кончено. В настоящем времени Барри и Айрис уезжают в отпуск на один из островов Индийского океана. Оставшаяся часть команды Флэша занимаются своими делами: Мороз говорит, что отправится по магазинам, Честер собирается играть в DnD, а Аллегра исследует зацепку по поискам своей кузины Эсперанцы. Та сама находит её, нападает и побеждает, но появившаяся Сью Дирборн спасает Аллегру. Объединившись, Сью и Аллегра ловят Ультрафиолет и мешают ей убить врача, который когда-то сделал её метачеловеком. Аллегра верит кузине, выпускает её и предлагает вместе искать этого врача. Ультрафиолет обучает кузину эффективнее использовать её силы. Во время тренировки Эсперанца начинает драться с Сью, и из-за этого Честер получает тяжёлое ранение. Очнувшись, он придумывает, как при помощи энергии Аллегры найти Ультрафиолет. Эсперанца находит врача на складе, и тот предлагает ей сделать ещё одну операцию, чтобы лишить её сил и вернуть ей голос, в обмен на то, что она убьёт команду Флэша. Аллегра, Честер и Сью приходят на этот склад. Ультрафиолет нападает на кузину, но та обучается использовать свои метасилы на новом уровне и побеждает. Врача арестовывают, а Кейтлин думает, что сможет излечить Ультрафиолет. Мороз встречает бармена на свободе, и тот говорит, что он не сбежал из тюрьмы, а заключил сделку со следствием и вышел на свободу законным способом. Тем временем Джо и Сесиль изучают прошлое Крамер. Джо приходит к ней и предлагает честно рассказать всё об истории, когда её отряд попал в засаду, но она отказывается говорить и выставляет его из кабинета. Позже вечером Кристен встречается с ним и рассказывает, что виновным в гибели отряда в засаде был человек, который был ей как брат, но предал её, поэтому она винит в гибели отряда себя. Она просит помощи Джо в поисках этого предателя. |            |                                                                      |                    |                                                                      |                |                     |
| 148 | 15         | «Враг у Ворот» «Enemy At the Gates»                                  | Джефф Шотц         | Сюжет: Джошуа В. Гилберт. Телесценарий: Томас Паунд.                 | 29 июня 2021   | 0,79                |
| Барри видит во сне свою дочь Нору из будущего. Он думает, что Айрис беременна. В Централ-Сити появляются очередные несколько марионеток в костюмах Годспида. Они нападают на Барри в полицейской лаборатории, а затем заманивают его в ловушку на электростанции. Флэш успевает сбежать и вернуться под защитное поле С.Т.А.Р. Лабс, внутрь которого Годспиды проникнуть сразу не могут. Кейтлин предлагает прооперировать Ультрафиолет. Та сначала отказывается, но потом Эсперанца переубеждает её. Операция проходит успешно при помощи Сесиль. Мороз встречает бармена и спасает его от бандитов, которые хотят наказать его за то, что он стал стукачём. Годспиды прорываются внутри защитного поля С.Т.А.Р. Лабс. Флэш, Мороз и бармен сперва побеждают их при помощи звуковых помех, которые запустил Честер, но затем одна из марионеток отключает помехи, и остальные начинают побеждать. Барри уводит за собой Годспидов из С.Т.А.Р. Лабс. Те атакуют его на парковке, но неожиданно появляется ещё одна группа марионеток в костюмах Годспида, которые атакуют ранее прибывших. Барри понимает, что между Годспидами идёт гражданская война. Бармен сбегает, обманув Мороз. Барри делает анализ образцов Айрис и узнаёт, что она не беременна. Тем временем Джо и Крамер заняты поисками её бывшего друга, ставшего предателем. Их машину взрывают неизвестные. |            |                                                                      |                    |                                                                      |                |                     |
| 149 | 16         | «Военнопленный» «P.O.W.»                                             | Маркус Стоукс      | Кристен Ким и Дэн Фиск                                               | 6 июля 2021    | 0,77                |
| Барри опять снится Нора. Гражданская война между годспидами продолжается. Также они атакуют жителей города. В Централ-Сити приезжает Джон Диггл. Он привозит энтропическую ловушку, чтобы помочь команде Флэша справиться с годспидами. Флэш и Спартанец ловят одного из годспидов ловушку. Он рассказывает, что часть марионеток-годспидов не захотела подчиняться Августу Харту, поэтому между ними началась гражданская война, а также говорит, что главный Годспид перенёсся из будущего в настоящее. Пойманная марионетка уничтожает ловушку и сбегает из С.Т.А.Р. Лабс. Барри пытается переместиться в будущее в 2049 год, но годспиды останавливают его, а затем он неожиданно встречает Деона и Айрис, которую что-то пытается вырвать из временной линии настоящего, но благодаря Деону ей удаётся не потеряться во времени. Диггл периодически испытывает сильные головные боли, решает разобраться с этим и уезжает. Команда Флэша находит Августа Харта, но тот страдает амнезией и ничего не помнит. В С.Т.А.Р. Лабс появляются Нора и Барт Аллены - дети Барри и Айрис из будущего. Кейтлин выписывает излеченную Эсперанцу. Она отправляется на поиски врачей «Чёрной дыры», превращавших людей в метапреступников. Аллегра хочет пойти вместе с кузиной, но та уходит одна, атакует «Чёрную дыру» и погибает. Тем временем Джо и Крамер в лесу пытаются спастись от её бывшего друга, ставшего предателем. В конце концов они ловят его, и он рассказывает им, что стал бессмертным, а также говорит, что настоящая Кристен Крамер погибла, когда её отряд попал в засаду. |            |                                                                      |                    |                                                                      |                |                     |
| 150 | 17         | «Суть вопроса, часть 1» «Heart of the Matter, Part 1»                | Эрик Дин Ситон     | Эрик Уоллес и Лорен Барнетт                                          | 13 июля 2021   | 0,75                |
| В 2049 году Нора и Барт почти ловят оригинального Годспида (Барту удаётся пробежать сквозь него), но затем тот ускользает и перемещается во времени в прошлое. Дети Барри спешат за ним и попадают в настоящее. В настоящем они узнают, что потерявший память Август Харт лежит в С.Т.А.Р. Лабс. Барри и его дети отправляются ловить марионетов-годспидов, но все марионетки бегут только за Бартом. Тот рассказывает, что в будущем Годспид - его заклятый враг (как Эобард Тоун для Барри). Джей Гаррик из Кейстоун-Сити собирается отправиться в Централ-Сити на помощь команде Флэша, но годспиды являются к нему раньше и ловят его. Из разговора Норы и Барта становится понятно, что в будущем Годспид стал заклятым врагом Барта, когда убил Джея на его глазах. Барри решает не брать Барта на бой с марионетками-годспидами. Сперва Барри и Норе удаётся одолеть марионеток при помощи устройства отца Честера, но затем те атакуют вновь и серьёзно ранят Нору, а Барри удаётся спастись только при помощи Мороз. Аллен решает не брать обоих детей на новую схватку с годспидами, но затем узнаёт, что марионетки схватили Гаррика и отправляется спасать его вместе с детьми. Годспиды оглушают Барта, а Барри, Норе и Джею удаётся спастись при помощи вернувшегося Вайба. Барри при помощи Сесиль и шлема Джея проникает в сознание потерявшего память Августа Харта. Тем временем Честер помогает Аллегре справиться с расстройством из-за гибели её кузины. Джо пытается обсудить с Крамер слова её бывшего друга о том, что настоящая Кристен погибла, когда её отряд попал в засаду, но та отказывается обсуждать это. |            |                                                                      |                    |                                                                      |                |                     |
| 151 | 18         | «Суть вопроса, часть 2» «Heart of the Matter, Part 2»                | Маркус Стоукс      | Эрик Уоллес и Келли Уилер                                            | 20 июля 2021   | 0,72                |
| Барри в сознании Августа Харта общается с ним, узнаёт историю его жизни и просит его помощи против марионеток-годспидов, но тот отказывается. Годспид требует у Флэша отдать ему органическую скорость (как у Барри и его детей, а не из-за сыворотки скорости). Тем временем марионетки-годспиды нападают на Джо. Крамер спасает его при помощи неожиданно оказавшихся у неё способностей спидстера. Она узнаёт, что является метачеловеком, который способен имитировать способности металюдей, находящихся поблизости. Команда Флэша зовёт Силу Скорости (в образе мамы Барри) на помощь. Она помогает Барту очнуться после ранения и даёт дополнительную скорость Барри, Норе, Джею и Айрис. Спидстеры из команды Флэша сражаются против марионеток и побеждают их, но затем те восстанавливают силы за счёт энергии, которую они украли у Силы Скорости. Команда Флэша снова побеждает марионеток при помощи Аллегры и устройства отца Честера. Барри и Айрис решают всё-таки отдать Годспиду органическую скорость. Получив её, он отзывает обратно всех марионеток и пытается убить Флэша. Внезапно появляется Эобард Тоун и мешает Харту убить Барри. Объединившись, Флэш и Обратный Флэш дерутся с Годспидом. После продолжительной схватки Тоун серьёзно ранит (едва не убивает) Харта. После этого Тоун пытается напасть на Барри, но оказывается, что тот теперь быстрее старого врага. Пообещав, что он станет быстрее, Обратный Флэш убегает. Барри и Айрис решают провести повторную церемонию свадьбы. Барт поёт для них, и они обновляют клятвы. |            |                                                                      |                    |                                                                      |                |                     |

### Сезон 8 (2021-2022)
| № общий | № в сезоне | Название                                                                       | Режиссёр           | Автор сценария                                                   | Дата премьеры   | Зрители в США (млн) |
| --- | ---------- | ------------------------------------------------------------------------------ | ------------------ | ---------------------------------------------------------------- | --------------- | ------------------- |
| 152 | 1          | «Армагеддон, часть 1» «Armageddon, Part 1»                                     | Эрик Дин Ситон     | Эрик Уоллес                                                      | 16 ноября 2021  | 0,76                |
| Во флэшфорварде показывают, как в 2031 году Централ-Сити погибает в огне. Таинственный повествователь отправляется в прошлое, чтобы предотвратить уничтожение города. В настоящее время Флэш при помощи увеличившейся скорости легко спасает пассажиров двух столкнувшихся поездов. Банда Флэш Рояль ворует из лаборатории компании «Меркьюри» микро-чип, а затем организует побег из тюрьмы «Айрон Хайтс» и похищает одного заключённого - специалиста по кибершпионажу. Команда Флэша понимает, что банда хочет украсть всю криптовалюту со счетов четырёх казино в Стар-Сити. Флэш предотвращает ограбление и ловит банду. Рэй Палмер приезжает в Централ-Сити на научную конференцию и останавливается у Барри и Айрис. Честер предлагает Рэю несколько вариантов стартапов для инвестиций, но тот говорит, что не хочет инвестировать, потому что вышел из бизнеса, а всё своё время уделяет семье и науке. Ход научной конференции прерывает внезапное появление Десперо (прибывшего из 2031 года, чтобы уничтожить Флэша). Флэш и Атом вместе противостоят Десперо. Тот показывает Барри будущее, в котором Флэш станет причиной гибели Централ-Сити в 2031 году. Рэй на время побеждает Десперо. Сесиль подтверждает, что он говорил правду о будущем. Команда Флэша решает позвать Алекс Дэнверс на случай, если Десперо снова появится. Рэй принимает решение создать НКО для финансирования молодых учёных и назвать его в честь отца Честера. По совету Рэя Флэш решает не драться с Десперо, а показать ему, что он герой, а не злодей. Десперо сканирует разум Барри и решает дать ему 7 дней отсрочки, чтобы узнать, действительно ли тот герой. Тем временем Айрис берёт интервью у Крамер, которая закрыла отдел полиции, занимавшийся делами металюдей, и назначает Аллегру главным редактором своей газеты. Сперва она испытывает сложности, потому что другие журналисты её не слушают, но затем ей удаётся убедить их подчиняться её редакционной политике. |            |                                                                                |                    |                                                                  |                 |                     |
| 153 | 2          | «Армагеддон, часть 2» «Armageddon, Part 2»                                     | Менхай Хада        | Джонатан Батлер и Габриэль Гарза                                 | 23 ноября 2021  | 0,68                |
| Десперо рассказывает Флэшу, что в будущем тот сойдёт с ума и это приведёт к концу света. Мороз предлагает Честеру сконструировать оружие, из которого можно будет убить Десперо. Семь дней, которые Десперо дал Флэшу, заканчиваются. Кристен Крамер отстраняет Барри от должности судмедэксперта, потому что против него ведётся расследование - его подозревают в том, что он был «кротом» в полиции и работал на директора компании «МакКаллох Текнолоджис» (мужа Евы МакКаллох). Городская служба закрывает С.Т.А.Р. Лабс, потому что там произошла утечка радиации. Барри при помощи голограмм скрывает от городской службы основные помещения команды Флэша и стирает Гидеон, а остальные члены команды эвакуируют все основные приборы из лаборатории домой к Кейтлин, а потом в гараж к Честеру. Происходит ограбление банка, во время которого на охранника оказывают сильное психологическое воздействие. Айрис выясняет, что за этим стоит метапреступница Зотар из Нэшнл-Сити. Флэш пытается поймать Зотар, но она воздействует на его разум, и он нападает на Кейтлин, Честера и Аллегру, а затем приходит в себя, но ничего не помнит о совершённом им нападении. Зотар нападает на полицейский конвой, перевозивший произведения искусства, но Флэш останавливает её, провибрировав всеми клетками своего тела и выпустив молнию. Флэш предлагает команде встретиться с Джо, но остальные отвечают ему, что Джо погиб полгода назад. Барри ничего не помнит о смерти Джо. В новостях показывают сюжет о том, как Флэш атаковал молниями мэрию и мирных горожан, но он не помнит и этого тоже. Десперо хочет уничтожить Флэша, но ему удаётся спастись при помощи Сесиль, Честера и Аллегры. Тем временем Алекс Дэнверс не удаётся понять, с какой именно планеты прилетел Десперо. Пришелец сам рассказывает Флэшу, что он жил на планете Каланор, свергнул тирана, который управлял этой планетой, но пощадил его, после чего тот вернулся к власти и изгнал Десперо на Землю. Алекс рассказывает команде Флэша о пламени Пайтора, которое было источником силы каланорцев. Флэш прибегает в Зал Справедливости, встречает там Джефферсона Пирса и просит его о помощи. |            |                                                                                |                    |                                                                  |                 |                     |
| 154 | 3          | «Армагеддон, часть 3» «Armageddon, Part 3»                                     | Крис Пеппе         | Сэм Чолсен                                                       | 30 ноября 2021  | 0,73                |
| Барри просит Джефферсона привести в действие протокол «Несправедливость» (специальный протокол, который придумали, чтобы в случае необходимости спасти мир от самих супергероев) и забрать у Барри силы Флэша. Чёрная Молния бьёт Флэша электричеством, чтобы разорвать его связь с Силой Скорости, но останавливается, не доведя дело до конца, потому что хочет найти другой выход из ситуации. Барри злится и атакует Джефферсона молнией, они дерутся. В какой-то момент Барри видит лук и стрелы Оливера, и из-за этого перестаёт драться с Чёрной Молнией и передумывает лишаться связи с Силой Скорости. Сесиль обращается за помощью к Розалинде Диллон (Волчку). Объединив усилия, они находят Флэша по мозговым волнам. Десперо проникает в С.Т.А.Р. Лабс, запускает ускоритель частиц и поглощает его энергию. Волчок предлагает Десперо сделку, но тот уничтожает её разум при помощи ментального воздействия (из-за многократно возросшей силы). Сесиль противостоит Десперо и даёт ему отпор благодаря мыслям о Джо. Тем временем Айрис и Аллегра расследуют обстоятельства смерти Джо, произошедшей полгода назад (он оступился на краю железнодорожной платформы и упал под поезд). Сперва они не находят ничего подозрительного, но затем Айрис видит на месте гибели Джо разлагающиеся временные изотопы, просит о помощи Деона, и тот подтверждает, что кто-то подстроил смерть Джо, изменив временную хронологию. Десперо появляется в Зале Справедливости и нападает на Флэша, но Айрис и Деон вовремя появляются и говорят Десперо, что Барри невиновен, а кто-то пытается свести его с ума. Чёрная Молния нападает на Десперо и задерживает его, давая Флэшу время сбежать. Деон помогает ему переместиться в Централ-Сити в 2031 году. Там Барри приходит на предсвадебную вечеринку перед свадьбой Эобарда Тоуна и Айрис (на которой в качестве гостей присутствуют Сесиль, Честер, Аллегра, Алекс Дэнверс, Райан Чой и Райан Уайлдер). Молодожёны и гости замечают Барри, гневно смотрят на него и спрашивают, что он здесь делает. |            |                                                                                |                    |                                                                  |                 |                     |
| 155 | 4          | «Армагеддон, часть 4» «Armageddon, Part 4»                                     | Чад Лоу            | Лорен Барнетт                                                    | 7 декабря 2021  | 0,72                |
| В 2031 году все члены команды Флэша считают Эобарда Тоуна Флэшем, а Барри Аллена - Обратным Флэшем. Они нападают на Барри и избивают его. Ему удаётся убежать, забрав Айрис. Барри рассказывает ей, что Тоун изменил временную хронологию, но она не верит. Тоун признаётся Барри, что он создал Обратный Флэшпоинт: устроил утечку радиации в С.Т.А.Р. Лабс, подстроил смерть Джо, изменил события 2013 года, сделав так, что молния ударила в него, а не в Барри, потом напал на мирных горожан, приняв облик Флэша (чтобы Барри посчитал, что сходит с ума, и попросил Чёрную Молнию разорвать его связь с Силой Скорости), а потом убил Барри в детстве. В ближайшую полночь изменённая временная хронология укрепится, и Барри исчезнет навсегда. Из выпуска новостей Барри узнаёт, что в этой временной хронологии Дэмиен Дарк жив (полгода назад он убил Циско, Рэя Палмера и команду Легенд, а сейчас был отпущен из тюрьмы по формальным причинам). Барри приходит к нему и просит его о помощи. Дэмиен и Барри вдвоём нападают на С.Т.А.Р. Лабс, побеждают команду Флэша и забирают РИЧ (Рассекатель для Истребления Частиц), однако Барри мешает Дэмиену убить поверженных Честера, Райана Чоя и Сесиль, поэтому тот догадывается, что Барри не из этой временной хронологии. Барри рассказывает, что в оригинальной временной хронологии дочь Дэмиена Нора осталась жива, потому что он пожертвовал своей жизнью ради неё. Дэмиен решает спасти Нору и для этого помочь Барри вернуть оригинальную временную хронологию. Используя магический камень Дарка и РИЧ, Барри пытается открыть портал в оригинальную временную хронологию, но понимает, что при этом возможно начнётся армагеддон. Барри приходит попрощаться к Айрис, и та целится в него из пистолета нулевой скорости, но в последний момент решает послушать своё сердце и стреляет в Тоуна. Дэмиен дерётся с командой Флэша, а Барри бежит вокруг планеты, чтобы открыть портал, едва не начиная армагеддон, но всё-таки успевает из-за своей любви к Айрис. Тем временем Райан Уайлдер и Софи решают усыновить ребёнка, а Алекс и Райан Чой убеждают Честера и Аллегру восстановить любовные отношения. В оригинальной временной хронологии в 2021 году Десперо запытал до смерти Аллегру, Мороз, Кейтлин, Айрис и Честера и допрашивает Сесиль. Барри появляется из портала и отменяет все действия, совершённые Обратным Флэшем и Десперо. Десперо отправляется в 2031 год. Барри понимает, что всё вернулось в исходное положение: Джо жив, команда Флэша снова в С.Т.А.Р. Лабс, все жертвы Десперо целы и невредимы. Обратный Флэш прибегает в С.Т.А.Р. Лабс и включает Гидеон. |            |                                                                                |                    |                                                                  |                 |                     |
| 156 | 5          | «Армагеддон, часть 5» «Armageddon, Part 5»                                     | Менхай Хада        | Кристен Ким                                                      | 14 декабря 2021 | 0,72                |
| Барри рассказывает Джо и остальной команде Флэша обо всём, что сделал Тоун. Оказывается, что Дэмиен Дарк остался жив в оригинальной временной хронологии, поскольку он связан с магическим камнем, который Барри использовал для открытия портала. Обратный Флэш нападает на полицейский участок в Централ-Сити, но новая Зелёная Стрела (Мия Смоук) и Флэш останавливают его. Тоун просит Барри спасти его, потому что он исчезает из-за закрепления временной хронологии, в которой его не существует. Кейтлин отказывается помогать спасать его, потому что она ненавидела его последние 8 лет. Эобард признаётся Барри, что он ненавидел его всю жизнь, потому что Аллен «украл его славу». Десперо возвращается из 2031 года, говорит Барри, что, пока Тоун жив, существует вероятность нового армагеддона, и советует Барри убить Эобарда. Барри, Айрис и Кейтлин хотят убить Тоуна, а Честер, Аллегра и Сесиль считают, что нужно попытаться его спасти. Джо убеждает Барри и Айрис проявить милосердие и лишить Тоуна связи с Силой Скорости, тем самым сохранив ему жизнь. Барри понимает, что Десперо врал ему с самого начала, а на самом деле он был тираном на своей родной планете. Флэш побеждает Десперо при помощи временных реликтов, но тот всё ещё собирается уничтожить весь город, чтобы у планеты было будущее. При помощи нового устройства Честера Флэш атакует Десперо и разрывает его связь с пламенем Каланора, тем самым спасая город. Тем временем Мия ищет в 2021 году своего брата Уильяма, которого похитили и переместили во времени. Десперо берёт Мию под контроль и заставляет её напасть на команду Флэша. Айрис и Сесиль помогают Мие освободиться от контроля Десперо. Барри бьёт Тоуна молниями и разрывает его связь с Силой Скорости, сохранив ему жизнь, но тот не рад жизни без скорости. Эобарда арестовывает А.Р.Г.У.С. Команда Флэша собирается на праздничную вечеринку, туда же приходит и Дэмиен Дарк. Мия хочет убить его, отомстив за убийство Лорел Лэнс, но передумывает. Дарк дарит Джо свой магический камень в подарок и исчезает из этой временной хронологии, напоследок попрощавшись с дочерью. Айрис помогает Мие найти следы Уильяма в Берлине, та решает обратиться за помощью к Фелисити. В полицейском участке на одной из старых фотографий, где запечатлены Джо, Эдди Тоун и их коллеги, на заднем плане появляются Нора и Барт Аллены. |            |                                                                                |                    |                                                                  |                 |                     |
| 157 | 6          | «Импульсивное чрезмерное расстройство» «Impulsive Excessive Disorder»          | Дэвид Макуиртер    | Томас Паунд                                                      | 9 марта 2022    | 0,60                |
| Нора и Барт Аллены возвращаются в 2049 год и обнаруживают, что будущее изменилось: Джей Гаррик жив, а не был убит Годспидом, но теперь он женат на Роуз, а не на Джоан. Брат и сестра понимают, что временная хронология поменялась из-за их вмешательства. Они узнают, что точкой бифуркации было 31 декабря 2013 года, когда Джо Уэст получил огнестрельное ранение, пытаясь предотвратить ограбление. Барт и Нора отправляются назад во времени в этот день, чтобы предотвратить изменения. Там они встречаются с Эдди Тоуном, а Барт знакомится с девушкой по имени Эйвери, между ними проскакивает симпатия. Брат и сестра вмешиваются во время ограбления, и Барт делает так, что выстрел не попадает в Джо. Однако это не возвращает временную хронологию в изначальное состояние, а наоборот только изменяет её ещё больше. Разговор Барта и Норы подслушивает метапреступница, которая после этого собирает Банду Флэш Рояль и планирует совершить ограбление казино. Аллены приходят к Эйвери, исследующей путешествия во времени, та говорит им, что они не смогут полностью предотвратить ограбление казино, но могут сделать так, чтобы не было жертв среди посетителей. Барт убеждает членов банды не убивать заложников, а Нора обезвреживает заложенные ими бомбы. Айрис и Эдди знакомятся и проявляют друг к другу симпатию. Перед возвращением Барта в будущее он и Эйвери целуются, и он обещает ей, что они ещё увидятся. Вернувшись в 2049 год, Барт и Нора рассказывают Джею Гаррику (снова женатому на Джоан) про то, что в первоначальной временной хронологии тот погиб от руки Госпида. Джей говорит им, что они будут совершать ошибки, но всегда можно попытаться их исправить. В 2022 году команда Флэша отправляется в Париж, а после их исчезновения расчёска для волос исчезает в зелёной вспышке. |            |                                                                                |                    |                                                                  |                 |                     |
| 158 | 7          | «Карантин» «Lockdown»                                                          | Стефан Плещински   | Кристина М. Уокер                                                | 16 марта 2022   | 0,59                |
| У Крамер возникают проблемы с оформлением преступников, потому что Флэш недостаточно взаимодействует с полицией Централ-Сити. Джо и Сесиль предлагают Барри установить с ней постоянный контакт. Златоликий нападает на полицейский участок, вырубает всех полицейских при помощи усыпляющего газа и надевает на них браслеты, блокирующие способности металюдей. Он хочет похитить часть предметов из полицейского арсенала. Проникнув в арсенал, он обнаруживает, что оружие с лекарством для металюдей пропало. Крамер отказывается рассказать ему, где оружие, но Златоликий пытает Барри, и тот обманывает его, убедив, что поможет ему найти пули с лекарством для металюдей. На самом деле он мастерит ультразвуковое устройство и сбегает. Метаспособности Крамер отключают браслеты, блокирующие способности металюдей. Она признаётся Барри, что не контролирует свои способности, но он убеждает её довериться инстинктам и воспользоваться способностями, чтобы перенять способности Златоликого и вступить с ним в схватку, а сам Барри тем временем снимает браслет и, в облике Флэша, пленит Златоликого и всю его банду. Флэш оставляет Крамер передатчик, чтобы она всегда могла выйти на связь с ним, и признаётся ей о своей настоящей личности, но оказывается, что она уже догадалась об этом. Тем временем Кейтлин раздражена развитием отношений Мороз и её парня преступника Марка. Она идёт на свидание с доктором Маркусом, и они случайно приходят в тот же бар, где тусят Мороз и Марк. Во время двойного свидания Кейтлин срывается на Марка. Они ссорятся, но позже вечером Кейтлин извиняется перед ней, и они мирятся. Рядом с Айрис начинают пропадать предметы, её глаза светятся зелёным цветом. |            |                                                                                |                    |                                                                  |                 |                     |
| 159 | 8          | «Огонь на следующий раз» «The Fire Next Time»                                  | Дэвид Макуиртер    | Джошуа В. Гилберт                                                | 23 марта 2022   | 0,69                |
| Неизвестный метачеловек нападает на управляющего одного из баров в Централ-Сити и сжигает его до смерти. Полиция подозревает метачеловека с огненными способностями, который поссорился с управляющим незадолго до этого. Полицейские при помощи Флэша ловят его, но он утверждает, что невиновен. Барри верит в его невиновность, потому что этот случай напоминает ему историю его отца. Метачеловек сбегает из-под стражи и нападает на барменшу из того же бара, обвиняя её в том, что она сдала его полиции. Флэш и Мороз находят сгоревший труп барменши. Вся команда Флэша, кроме Барри, считает этого метачеловека виновным в двух убийствах. Честер анализирует данные с трупов и понимает, что метачеловек всё же невиновен. Тот, не дождавшись оправдания, нападает на машину службы опеки, которая перевозит его сына. Флэш вовремя останавливает его, но из-за недостаточного контроля способностей метачеловека начинается извержение вулкана. Флэш и метачеловек, объединив усилия, останавливают землетрясение и спасают жителей города. Сесиль очищает имя метачеловека, и его оправдывают, а команда Флэша решает найти настоящего убийцу-метапреступника. Тем временем Айрис велит Аллегре написать статью о популярной блоггерше, но та не считает эту тему достаточно интересной. Вместо этого она пишет статью про бывшую заключённую, которая теперь работает уборщицей, и из-за этого ссорится с коллегой. |            |                                                                                |                    |                                                                  |                 |                     |
| 160 | 9          | «Призраки» «Phantoms»                                                          | Стефан Плещински   | Джефф Хёрш                                                       | 30 марта 2022   | 0,53                |
| Флэш находит ещё один обгоревший труп и успевает увидеть, что он горел чёрным пламенем. Честеру удаётся сохранить небольшой сгусток чёрного пламени. В С.Т.А.Р. Лабс этот сгусток вызывает кошмарный сон у Честера, а затем разрастается до больших размеров и нападает на него. Честер думает, что это призрак его отца. Чёрное пламя начинает сжигать всё в С.Т.А.Р. Лабс. Сесиль понимает, что пламенное существо питается горем людей, в том числе горем Честера из-за смерти его отца. При помощи Аллегры и Сесиль Честер перестраивается на положительные эмоции, и чёрное пламя удаляется. Джо узнаёт, что предыдущие обгоревшие жертвы тоже испытывали сильное горе. Тем временем Айрис обращается за помощью к Деону, он засекает в ней некоторые временные мутации, но не может их вылечить. Айрис вместе со Сью Дирборн отправляются в Коуст-Сити, чтобы найти Призрака Коуст-Сити - девушку-метачеловека, проходящую сквозь стены. Они находят эту девушку, но та отказывается с ними общаться. Айрис понимает, что Призрак ищет свою биологическую мать, которая бросила её вскоре после рождения, и решает помочь ей. К ней приходит Деон и говорит, что у него плохие новости. |            |                                                                                |                    |                                                                  |                 |                     |
| 161 | 10         | «Безрассудный» «Reckless»                                                      | Келли Сайрус       | Джесс Карсон                                                     | 6 апреля 2022   | 0,57                |
| Чёрное пламя нападает на Мороз, обжигает ей руку и исчезает. Она обращается за помощью к матери и предлагает использовать себя как приманку, чтобы поймать пламенное существо. Мать Кейтлин и Честер собирают сферу-ловушку. Чёрное пламя появляется в С.Т.А.Р. Лабс, но распознаёт ловушку и не попадается в неё. Барри и Кейтлин не хотят снова рисковать жизнью Мороз. Мать Кейтлин признаётся, что у неё есть криогенные способности, и предлагает Мороз в следующий раз приманивать чёрное пламя вдвоём. Пламя появляется и попадает в сферу-ловушку, но мать Кейтлин оказывается в критическом состоянии, и, чтобы удержать пламя в ловушке, ей пришлось бы пожертвовать. Мороз останавливает процесс и спасает жизнь матери. Чёрному пламени удаётся ускользнуть из С.Т.А.Р. Лабс. Чуть позже оно приходит к Кейтлин и говорит с ней голосом Ронни. Тем временем Деон рассказывает Айрис, что её временная болезнь исходит от неё - она сама разрушает время вокруг себя. Из-за этого ей на время приходится остаться в Коуст-Сити. Айрис и Сью помогают девушке-метачеловеку найти информацию о её биологической матери, несмотря на действующий запрет. Девушка встречается с матерью. У Айрис случается приступ временной болезни, и она случайно стирает мать девушки из времени. |            |                                                                                |                    |                                                                  |                 |                     |
| 162 | 11         | «Воскрешение» «Resurrection»                                                   | Грег Биман         | Эмили Пализзи                                                    | 13 апреля 2022  | 0,63                |
| Во флэшбеках показывают, как Кейтлин познакомилась с Ронни, как они отмечали первую годовщину своих отношений и как сделали друг другу предложение пожениться. В настоящее время Кейтлин рассказывает команде Флэша о визите чёрного пламени и предлагает использовать квантовый расщепитель, чтобы отделить от него Ронни. Барри сомневается насчёт этого, но остальные члены команды убеждают его пойти на эксперимент. Сесиль телепатически связывается с Ронни и понимает, что он хочет не освободиться, а умереть. Вся команда, кроме Кейтлин, решает помочь ему сделать это. Кейтлин понимает, что следующее нападение чёрного пламени произойдёт в лесу, на том месте, где Ронни сделал ей предложение выйти замуж. Флэш вовремя прибывает туда и ловит пламя при помощи сферы-ловушки, но затем прибывают Кейтлин и Мороз, уничтожают сферу и выпускают пламя на свободу. У Кейтлин получается отделить Ронни от пламени. Команда радуется его возвращению, однако, попав в С.Т.А.Р. Лабс, он раскрывает правду: на самом деле это не Ронни, а чёрное пламя, принявшее его облик. Пламя называет себя Смертельный Шторм. Тем временем в Коуст-Сити состояние Айрис ухудшается, из-за её временной болезни вокруг неё продолжают исчезать предметы. Девушка-метачеловек нападает на неё, чтобы отомстить за то, что Айрис нечаянно сделала с её матерью. Сью рассказывает Барри о том, что произошло с его женой. |            |                                                                                |                    |                                                                  |                 |                     |
| 163 | 12         | «Восстание смерти» «Death Rises»                                               | Фил Чипера         | Сюжет: Алекс Бойд Телесценарий: Ариэль МакАлфин и Дэн Фиск       | 27 апреля 2022  | 0,57                |
| Смертельный Шторм нападает на Кейтлин. Флэш заставляет его отпустить Кейтлин, но пламени удаётся ускользнуть. Шторм нападает и сжигает заживо несколько горожан, питаясь их горем. Барри решает найти его при помощи способностей Сесиль. Во время поиска Шторм вселяется в Сесиль и говорит Барри и Честеру, что они должны отдать ему Кейтлин. Шторм является Аллегре под видом её погибшей кузины Эсперанцы. Затем он нападает на Мороз и забирает Кейтлин. Флэш преследует его, оседлав молнию, почти догоняет, но Шторм (вместе с Кейтлин) уходит в портал. Шторм начинает преобразовывать Кейтлин, чтобы она смогла стать его невестой, но затем отпускает её, говоря, что она ещё не готова. Барри понимает, что Смертельный Шторм прячется в сингулярности. Честер предлагает использовать камеру ментального усиления для защиты от Шторма. Мороз предлагает использовать себя для реализации этого плана. Тем временем Айрис выживает после нападения девушки-метачеловека, но ей всё ещё небезопасно прикасаться к другим людям, потому что при этом они могут исчезнуть из-за её временной болезни. Деон говорит, что Айрис заразила и его тоже, поэтому он видит будущее каждого человека, кроме неё. Он пытается вылечить её, но затем неожиданно исчезает в зелёной вспышке. Сью помогает самой Айрис бороться и не исчезнуть. К Айрис является некто, выглядящий точь в точь как Эдди Тоун. |            |                                                                                |                    |                                                                  |                 |                     |
| 164 | 13         | «Падение смерти» «Death Falls»                                                 | Крис Пеппе         | Сюжет: Сэм Чолсен Телесценарий: Джошуа В. Гилберт                | 4 мая 2022      | 0,53                |
| После воздействия Смертельного Шторма Кейтлин безостановочно вспоминает все самые горестные моменты своей жизни, вроде смерти отца. Неожиданно во всём С.Т.А.Р. Лабс гаснет свет, и Смертельный Шторм одновременно является всем членам команды Флэша под видом их погибших близких: к Барри он приходит под видом его матери, Мороз - под видом Ронни, Аллегре - под видом Эсперанцы, Честеру - под видом его отца. Шторм говорит Мороз, что у неё нет собственных эмоций, так как она искусственное создание отца Кейтлин и лишь её бледная копия. Аллегру и Честера запирают в отдельной комнате, в которой температура воздуха неуклонно увеличивается. Барри "его мать" пытается внушить, что Айрис скоро умрёт, как умерли его родители, и он не сможет её спасти. Кейтлин начинает перенимать горе остальных членов команды, это приближает её к тому, чтобы стать невестой Смертельного Шторма. Мороз и её парень бывший бармен Марк пытаются при помощи камеры ментального усиления превратить её в Антисмертельный Шторм, сперва у них не выходит, но затем Марк понимает, что для этого им нужно, чтобы Мороз проявила настоящие эмоции. Она проявляет горе из-за опасения, что может случиться с Кейтлин, и превращается в Антисмертельный Шторм (или Адский Мороз). Она избавляет всех членов команды Флэша от явившихся к ним призраков. Тем временем Смертельный Шторм под видом Эдди Тоуна является также к Айрис и Сью. Джо приходит к ним на помощь и атакует Шторма, но тот заставляет Сью и Джо увидеть смерть близких и испытать горе. Адский Мороз и Смертельный Шторм сходятся в бою в небе над Централ-Сити. Мороз одерживает победу, поглотив силы соперника, и изгоняет Шторм обратно в ад, но после этого сразу же падает без сознания. Очнувшейся Кейтлин почти удаётся спасти её, но затем Мороз всё-таки умирает. Команда Флэша и Марк скорбят из-за неё. |            |                                                                                |                    |                                                                  |                 |                     |
| 165 | 14         | «Похороны друга» «Funeral for a Friend»                                        | Ванесса Парис      | Сюжет: Джонатан Батлер и Габриэль Гарза Телесценарий: Джефф Хёрш | 11 мая 2022     | 0,48                |
| Преступник по прозвищу Блокбастер, который использует специальный экзоскелет, похищенный из «Айво Лабс», устраивает ограбление банка. Команде Флэша не удаётся остановить его, потому что все члены команды сильно эмоционально подавлены из-за смерти друга. Джо предлагает им почтить память Мороз, чтобы справиться с утратой. Сесиль решает в память о Мороз теперь четверть своих адвокатских дел вести бесплатно. Мать Кейтлин убеждает владельцев кофейни изменить название одного из напитков с «Убийца Мороз» на «Мороз». Айрис обсуждает Мороз в выпусках радиоподкаста с людьми, которым она помогла и жизнь которых она изменила в лучшую сторону. Честер и Аллегра успокаивают Марка, который из-за гибели любимой дебоширит и замораживает пол бара, а потом выставляют куртку Мороз в Музее С.Т.А.Р. Лабс. Барри выполняет все пункты списка желаний Мороз. Кейтлин, страдающая бессонницей, сперва не хочет идти на похороны Мороз, но затем Барри переубеждает её. На похоронах Кейтлин произносит речь в память о погибшей. После похорон команда Флэша ловит Блокбастера, а Кейтлин зовёт Марка к себе домой, где она обустроила лабораторию, и говорит ему, что она хочет воскресить Мороз, и для этого ей нужна его помощь. Айрис исчезает прямо из редакции, пропадая в зелёной вспышке. |            |                                                                                |                    |                                                                  |                 |                     |
| 166 | 15         | «В Силу Времени» «Into the Still Force»                                        | Эрик Уоллес        | Лорен Барнетт и Кристина М. Уокер                                | 18 мая 2022     | 0,59                |
| Команда Флэша не может нигде найти исчезнувшую Айрис. Сесиль советует Барри обратиться за помощью к девушке-метачеловеку в Коуст-Сити, чью маму Айрис случайно заставила исчезнуть, но та отказывается помочь. Барри встречает Деона, и тот говорит, что Айрис находится в Силе Времени. Честер чинит изотопный датчик, после чего Флэш и Деон берут его и отправляются в Силу Времени. Сила нестабильна, внутри неё постоянно бьют зелёные молнии. Барри и Деон видят застывший момент из будущего, в котором Аллегра и её конкурентка из редакции спорят о чём-то. Затем они находят маму девушки-метачеловека. Барри предлагает спасти её, но Деон говорит идти дальше, чтобы спасти Айрис. Они находят зелёную светящуюся частицу в редакции газеты, Деон поглощает её и исчезает, забрав у Флэша изотопный датчик и забросив его в мёртвую временную зону - место, откуда нельзя попасть ни в прошлое, ни в будущее. В 2049 году Деон обращается к Норе и заманивает её в ту же мёртвую временную зону. У Барри получается подключиться к Силе Времени, используя частицу Силы, которая осталась внутри его. Он связывается с Джо, но ненадолго. Когда Сила Времени проходит через Барри, он видит настоящее, прошлое и будущее. Флэш и Нора бегут к выходу из Силы Времени, но наталкиваются на невидимый временной барьер. Сперва им не удаётся преодолеть его, но затем Нора концентрируется на частице Силы Времени внутри её, и благодаря этому им удаётся пройти через барьер, покинуть Силу Времени и вернуться в настоящее. Тем временем Марк пытается отговорить Кейтлин от воскрешения Мороз. Ему это не удаётся, и он уходит, а Кейтлин продолжает пытаться реализовать свою затею в одиночку. Вечером Марк возвращается и говорит, что он передумал и поможет Кейтлин вернуть Мороз. Крамер просит Честера исследовать устройство, найденное на месте взрыва. Он исследует его и понимает, что устройство было собрано на основании его разработок, которые он показывал в видеоблоге. Разобравшись, Честер понимает, что зритель его стрима не преступник, а наоборот хотел спасти людей от взрыва. После ухода Честера из лаборатории кто-то удалённо подсоединяется к его компьютеру и скачивает все файлы. |            |                                                                                |                    |                                                                  |                 |                     |
| 167 | 16         | «Загадочная история Бартоломью Аллена» «The Curious Case of Bartholomew Allen» | Кейти Лотц         | Томас Паунд и Джесс Карсон                                       | 25 мая 2022     | 0,54                |
| Бывший капитан полиции Сингх просит Барри помочь с расследованием похищения гамма-излучателя из лаборатории компании «Меркьюри». Флэш находит гамма-излучатель, но учёный, который его похитил, включает устройство и применяет его к Флэшу, атаковав его волной гамма-частиц. Из-за этого Барри начинает стремительно стареть: за одну ночь он стал старше на 30 лет. Его мета-способности тоже ослабевают по мере старения. Во время ограбления другой лаборатории учёный кидает в ослабевшего Флэша гранату с гамма-частицами, и тот стареет ещё на 10 лет (он становится близоруким, начинает седеть и испытывать проблемы с памятью). Честер понимает, что когда Барри использует Силу Скорости, то это активирует механизмы ускоренного старения. Учёный хочет состарить всех жителей Централ-Сити и за счёт этого самому стать снова молодым, а потом и бессмертным. Флэш решает рискнуть собой, использует Силу Скорости и перегружает гамма-излучатель, из-за чего тот взрывается. К Барри возвращается его реальный возраст, а учёный обратно стареет и отправляется в тюрьму. Тем временем Сингх помогает Джо справиться с личностным кризисом из-за старения и неготовности адаптироваться к новшествам вокруг. Барри приходит домой к Кейтлин, видит её лабораторию и понимает, что она хочет воскресить Мороз. Поняв это, он уничтожает всё её оборудование. |            |                                                                                |                    |                                                                  |                 |                     |
| 168 | 17         | «Держи это в темноте» «Keep It Dark»                                           | Даниэль Панабэйкер | Кристен Ким и Эмили Пализзи                                      | 8 июня 2022     | 0,58                |
| В «Айво Лабс» происходит пожар, неизвестный спидстер гасит его и спасает учёных ещё до прибытия Флэша. Барри понимает, что этот спидстер сам вызвал пожар и похитил одно устройство из лаборатории. В поисках информации Флэш отправляется на Лиань Ю, чтобы поговорить с Эобардом Тоуном. Тот догадывается, что спидстер вызвал пожар случайно, потому что не контролирует полностью свои метаспособности, так как приобрёл их недавно. Флэш наконец догоняет нового спидстера. Оказывается, что это девушка по имени Мина Дхаван, а метаспособности у неё не врождённые, а приобретённые, искусственные. Барри предлагает ей стать её наставником, и она соглашается. Тем временем к Аллегре обращается за помощью её подруга, с которой они когда-то состояли вместе в одной банде. Подруга хочет дать Аллегре интервью и рассказать всю правду о банде, но состоящие в банде Доктор Свет и Саншайн намерены не позволить ей сделать это. Они нападают на редакцию газеты. Честер и Аллегра защищаются от напавших защитным энергетическим экраном, но банда глушит все сигналы, и журналисты не могут позвать Флэша на помощь. Аллегра рассказывает коллегам и подруге, что она метачеловек из команды Флэша. Она задерживает Доктора Свет и Саншайн, пока её подруга даёт интервью о банде, транслируемое в прямом эфире. Банда разоблачена. Конкурентка Аллегры из редакции говорит ей, что она не сможет вечно прятать свою супергеройскую личность от общественности. Кейтлин отправляет команде Флэша по электронной почте видео, в котором говорит, что ей надо обдумать всё произошедшее и что она уедет на какое-то время. |            |                                                                                |                    |                                                                  |                 |                     |
| 169 | 18         | «Человек в желтом галстуке» «The Man in the Yellow Tie»                        | Маркус Стоукс      | Сэм Чолсен                                                       | 15 июня 2022    | 0,52                |
| Флэш обучает Мину Дхаван, как взаимодействовать с Силой Скорости. Барри приходит к ней в лабораторию и знакомится с её коллегой, которым оказывается Эобард Тоун (в его изначальном облике). Тот говорит, что страдает ретроградной амнезией и не помнит ничего, кроме последнего года своей жизни. Флэш отправляется на Лиань Ю и встречается с Эобардом Тоуном (в облике Харрисона Уэллса). Тот говорит, что Тоун, который помогает Мине - из другой временной хронологии, а способности Мины не искусственные, а основанные на Негативной Силе Скорости. Флэш прибегает в лабораторию, чтобы схватить Эобарда, но в этот момент Мина подсоединяется к Негативной Силе Скорости, использует её способности на максимум и убегает. Тоун рассказывает Флэшу, что он и Мина любят друг друга, и он помог ей стать спидстером, потому что иначе она бы умерла от заболевания сердца. Барри верит ему. Мина пытается поглотить энергию на электростанции. Флэш, Тоун и команда Флэша объединяются, чтобы остановить её. Мина при помощи молнии побеждает Флэша, но Эобард убеждает её отказаться от Негативной Силы Скорости. Рэй Палмер связывается с командой Флэша и сообщает им, что Легенды тоже недавно столкнулись с Эобардом Тоуном (в изначальном облике), которого воскресили духи времени. Барри предполагает, что духи времени ещё раз воскресили этого Тоуна и привели его к Мине, забрав его память. Тем временем Сесиль при помощи своих способностей останавливает ограбление банка, а затем обезвреживает уличного грабителя. Джон Диггл посещает Тоуна (в облике Уэллса) на Лиань Ю и просит его помочь открыть инопланетный куб трансматерии, внутри которого лежит кольцо Зелёного Фонаря. Тоун говорит, что такие кубы обычно попадают к людям, находящимся на перепутье. Джон при помощи Эобарда открывает куб и видит своё возможное будущее в качестве Зелёного Фонаря, но отказывается от него, чтобы остаться вместе со своей семьёй. Куб исчезает. Марк звонит Кейтлин и говорит ей, что он придумал, как воскресить Мороз без помощи зеркальной пушки. В камеру Тоуна на Лиань Ю является Деон и говорит, что тому пора исполнить своё предназначение. |            |                                                                                |                    |                                                                  |                 |                     |
| 170 | 19         | «Негативные, часть 1» «Negative, Part One»                                     | Джефф Бёрд         | Джонатан Батлер и Габриэль Гарза                                 | 22 июня 2022    | 0,61                |
| В 2049 году Барт и Нора Аллены общаются с матерью по видеосвязи. Неожиданно она исчезает, и вместо неё появляется молодая версия Айрис из 2022 года. Они пытаются вернуть её в своё время, но Сила Времени не пропускает их. В настоящее время команда Флэша делает для Мины костюм спидстера. Она тренируется и испытывает проблемы, но Флэш раскрывает ей свою личность, и это воодушевляет её. Она берёт супергеройский псевдоним Фаст Трек. На Лиань Ю Деон убивает Тоуна (в облике Уэллса), состарив его на сотни лет за секунды. Деон, Башир и Алекса (которых поглотили соответственно Негативные Сила Времени, Сила Мудрости и Сила Мощности) объединяются и втроём являются к Тоуну (в изначальном облике), говоря, что им нужно убить его. Деон при помощи Силы Времени останавливает Мину, Тоуна и Флэша, но Барри удаётся вырваться и освободить остальных при помощи Силы Скорости. Барри решает, что, чтобы победить аватары Негативных Сил, нужно сделать Тоуна спидстером. Мина передаёт Эобарду часть своей Силы Скорости, пока Аллегра, Честер и Сесиль задерживают нападающих Деона, Башира и Алексу. В конце концов те побеждают их, но к этому моменту уже сами Флэш, Мина и Тоун вступают в бой с аватарами Негативных Сил. Спидстеры из команды Флэша дерутся против аватаров Негативных Сил, а в этот момент в 2049 году Айрис понимает, что настоящая цель аватаров - это не Тоун, а она. Флэш собирает много энергии и бросает молнию в Деона, Башира и Алексу, чтобы победить их, но в последний момент Деон при помощи Силы Времени перемещает Айрис на пути молнии. Молния Флэша попадает в Айрис и убивает её. Деон говорит, что Айрис - это не последняя жертва, после чего аватары уходят. Барри скорбит из-за гибель любимой. Энергия, которая высвободилась в момент смерти Айрис, попадает в Тоуна, и тот превращается в Обратного Флэша (с внешностью Уэллса и доступом к Негативной Силе Скорости). Тем временем Розалинда Диллон (Волчок) приходит к Сесиль и обвиняет её в том, что она украла все её силы. Та говорит, что сделала это не специально. Она приходит в тюрьму «Айрон Хайтс» и крадёт силы у ещё одной заключённой метапреступницы (бывшего главаря Банды Флэш Рояль). После этого способности Сесиль настолько усиливаются, что она начинает слышать мысли всех горожан. Кейтлин и Марк проводят эксперимент по воскрешению Мороз. |            |                                                                                |                    |                                                                  |                 |                     |
| 171 | 20         | «Негативные, часть 2» «Negative, Part Two»                                     | Маркус Стоукс      | Эрик Уоллес                                                      | 29 июня 2022    | 0,55                |
| Возрождённый Обратный Флэш говорит Барри, что аватары остальных Негативных Сил были чересчур слабы без аватара Негативной Силы Скорости, поэтому они сделали так, что он воскрес, принеся в жертву Айрис. Флэш атакует Тоуна молниями, но появившиеся Нора и Барт останавливают его, убеждая не убивать врага, чтобы не стать таким же, как он. Барри решает, что ему нужно попасть в Негативную Силу Скорости, чтобы найти Тоуна. Аватары Негативных Сил Времени, Мудрости и Мощности преображают Тоуна. Барри просит Мину зарядиться от Негативной Силы Скорости, а затем поделиться этой скоростью с ним. Таким образом он попадает в Негативную Силу Скорости. Там аватары трёх Негативных Сил говорят ему, что он нарушил равновесие, когда разорвал связь Тоуна с Силой Скорости, а они лишь восстанавливают равновесие. Преображённый Тоун, обладающий теперь доступом ко всем четырём Негативным Силам, является в новом чёрном костюме и начинает убивать жителей Централ-Сити красными молниями. Барри, Барт, Нора и Мина нападают на Тоуна и атакуют его молниями, но тот использует Силу Мудрости и заставляет остальных спидстеров атаковать молниями Барта, а затем при помощи Силы Времени отправляет всех, кроме Барри, в далёкое прошлое. Тем временем Башир (аватар Положительной Силы Мудрости) телепатически связывается с Сесиль и просит её о помощи. Сесиль при помощи Розалинды Диллон и бывшего главаря Банды Флэш Рояль вызволяет Башира. Сесиль надевает маску Башира и передаёт ему все свои усиленные телепатические силы. Айрис после гибели попадает внутрь магического камня Дэмиена Дарка и встречает там отпечаток его личности. Джей Гаррик и Джоан Уильямс являются домой к Джо и обнаруживают, что след частиц Айрис ведёт к камню. Дарк говорит Айрис, что она боец и ещё не достигла своего предела. Айрис, используя свою связь с Барри, покидает магический камень и возвращается в реальный мир в дом Джо. Тоун почти побеждает Барри, но являются четыре аватара Положительных Сил и передают Флэшу доступ к этим Силам. Флэш и Обратный Флэш дерутся, нанося многочисленный урон всем окружающим и городу. Джей приводит Айрис к Барри, она говорит ему, что нужно перестать драться, иначе весь город будет уничтожен. Барри перестаёт драться, а Тоун вбирает в себя максимум энергии от всех четырёх Негативных Сил, чтобы нанести Флэшу последний смертельный удар, но не выдерживает такого избытка энергии и уничтожается. Айрис полностью излечилась от временной болезни, а Гидеон говорит, что Тоуна больше нет нигде во временной хронологии. Барт, Нора, Джей и Джоан возвращаются в 2049 год. Мина полностью лишилась доступа к Силе Скорости, но она не расстроена этим. Барри и Айрис дарят ей жёлтый галстук в память об Эобарде. Сесиль обнаруживает, что теперь у неё есть ещё и телекинетические способности. Барри и Айрис помогают девушке-метачеловеку из Коуст-Сити воссоединиться с её матерью, которая пропала по вине Айрис. Марк и Кейтлин завершают процесс воскрешения Мороз. Выйдя из преобразовательной камеры, она говорит Марку, что она "друг, наверное". Барри и Айрис понимают, что Вселенная основана на равновесии, поэтому рано или поздно Негативная Сила Скорости выберет себе новый аватар взамен Тоуна. |            |                                                                                |                    |                                                                  |                 |                     |

### Сезон 9 (2023)
| № общий | № в сезоне | Название                                                                             | Режиссёр           | Автор сценария                                              | Дата премьеры   | Зрители в США (млн) |
| --- | ---------- | ------------------------------------------------------------------------------------ | ------------------ | ----------------------------------------------------------- | --------------- | ------------------- |
| 172 | 1          | «Среда навсегда» «Wednesday Ever After»                                              | Ванесса Парис      | Сюжет: Эрик Уоллес Телесценарий: Томас Паунд и Сара Таркофф | 8 февраля 2023  | 0,51                |
| Барри снится ночной кошмар, в котором все его близкие погибают, потому что он не смог их спасти. Он просыпается в среду 1 февраля. В этот день Айрис получает предложение о присоединении её газеты к крупной медиаимперии, а Флэш пытается поймать нового Капитана Бумеранга, но тот ускользает. Барри рассказывает Айрис, что он, путешествуя во времени, собирает заметки об их будущем, дабы следовать событиям, которые произойдут с ними. Ей не нравится это, но она не высказывает недовольство мужу открыто. Супруги Аллены засыпают, но просыпаются снова в среду 1 февраля и заново проживают все события этого дня. На этот раз Флэш погибает в схватке с Капитаном Бумерангом. Барри и Айрис снова просыпаются утром в среду 1 февраля и понимают, что они попали во временную петлю. Честер думает, что временная петля возникла из-за устройства, которое пытался украсть из лаборатории Капитан Бумеранг. Раз за разом Честер и Барри пытаются перезапустить временную петлю, но все их попытки заканчиваются крахом. Тем временем Айрис решает делать всё, что хочет, потому что время всё равно не идёт. Она говорит Барри, что не хочет жить по расписанию, когда всё её будущее предопределено журналом с заметками, которые собрал её муж. Барри проводит очередной день в раздумьях, соглашается с женой и уничтожает журнал. В финальной версии среды 1 февраля Айрис отказывается от предложения крупной медиаимперии, решив развивать свою газеты другим путём при помощи займа от Сью Дирборн и газеты в Коуст-Сити. Барри получает повышение в полиции. Флэш при помощи Айрис побеждает Капитана Бумеранга, но тот активирует ядерный заряд. Флэш фазирует ядерный взрыв и спасает город от последствий взрыва. Джо понимает, что Капитан Бумеранг не мог провернуть всё это в одиночку, а значит ему кто-то помогал. Обновлённая Кейтлин приходит в С.Т.А.Р. Лабс и говорит Барри, что теперь она не Мороз и не Кейтлин. Капитан Бумеранг встречается со своим сообщником-спидстером, молнии при перемещении которого образуют форму летучей мыши и светятся красным цветом. |            |                                                                                      |                    |                                                             |                 |                     |
| 173 | 2          | «Я не слышу зла» «Hear No Evil»                                                      | Эрик Уоллес        | Джонатан Батлер и Кристен Ким                               | 15 февраля 2023 | 0,51                |
| Обновлённая Кейтлин говорит команде Флэша, что она не знает, кто она, и просит называть её просто Сноу. Марк говорит, что при попытке вернуть Мороз исчезли личности и Кейтлин, и Мороз, и предлагает команде вернуть прежнюю Кейтлин (но на самом деле он хочет вернуть и Мороз тоже). Команда пытается организовать возвращение, но понимает, что вернуть обе личности Сноу не получится. Команда Флэша обсуждает, кого вернуть — Кейтлин или Мороз. Большинство высказывается за Мороз, но затем Барри и Айрис понимают, что решать должна сама обновлённая Кейтлин. Она выбирает остаться собой (под именем Хиона). Тем временем новый метапреступник Скрипачка нападает на Хартли Рэтэуэя, но ему удаётся сбежать, и он обращается за помощью к команде Флэша. Зрителям показывают, что Скрипачка работает на того же спидстера с красными молниями, что и Капитан Бумеранг. Хартли боится, что Скрипачка доберётся до его возлюбленного, поэтому он хочет убить её раньше, чем она сделает это. Хартли и Флэш побеждают Скрипачку, и Барри убеждает Рэтэуэя не убивать её. Появляется Капитан Бумеранг и забирает Скрипачку, а также звуковые перчатки Хартли. Рэтэуэй уничтожает камеру, которую использовали для преобразования Кейтлин, и Марк обещает, что отомстит ему. При помощи украденных звуковых перчаток Капитан Бумеранг и Скрипачка помогают спидстеру с красными молниями приобрести устойчивую телесную форму. |            |                                                                                      |                    |                                                             |                 |                     |
| 174 | 3          | «Негодяи войны» «Rogues of War»                                                      | Брентон Спенсер    | Сюжет: Джефф Хёрш и Джесс Карсон Телесценарий: Сэм Чолсен   | 22 февраля 2023 | 0,49                |
| Метапреступники Капитан Бумеранг, Скрипачка и новый Шёпот крадут темпоральный сканер из лаборатории. Барри понимает, что они хотят собрать космическую беговую дорожку, чтобы открывать чёрные дыры для перемещения во времени. Хартли Рэтэуэй рассказывает, что вибрационный двигатель, который нужен негодяям для постройки дорожки, находится на закрытом военном объекте. Команда Флэша решает украсть двигатель у военных до того, как это сделают негодяи. Для этого Барри собирает команду взломщиков в составе Хартли, метачеловека с огненными способностями, Марка и Златоликого. Взломщики сперва ссорятся друг с другом, но затем договариваются друг с другом и с Барри и отправляются на ограбление военного объекта. Там взломщики от команды Флэша сталкиваются с негодяями, на сторону которых переходит Марк (потому что ему спидстер с красными молниями пообещал вернуть Мороз). Марк отбирает у Барри украденный двигатель и сбегает вместе с остальными негодяями, которым помогает спидстер с красными молниями (использующий Негативную Силу Скорости). Хартли, Златоликий и метачеловек с огненными способностями говорят Барри, что готовы помочь ему, когда он позовёт их в следующий раз. Тем временем Честер выясняет, что оборудование негодяев было произведено «Wayne Enterprises». Он звонит в Готэм и узнаёт, что Бэтвумен пропала 2 недели назад. Спидстер с красными молниями (Красная Смерть) снимает маску перед негодяями, и оказывается, что это Райан Уайлдер. |            |                                                                                      |                    |                                                             |                 |                     |
| 175 | 4          | «Маска Красной Смерти. Часть 1» «The Mask of the Red Death, Part 1»                  | Менхай Хада        | Джошуа В. Гилберт и Эмили Пализзи                           | 1 марта 2023    | 0,57                |
| Марк собирает для Красной Смерти космическую беговую дорожу, но для её запуска ещё нужен источник энергии. Красная Смерть побеждает Флэша при помощи Роя Биволо, а затем отключает электричество во всём Централ-Сити. Негодяи держат Флэша в плену, и его команда решает прибегнуть к помощи группы бывших преступников во главе с Хартли, чтобы освободить его. Флэш разговаривает с Красной Смертью, пытаясь убедить её прекратить использовать Негативную Силу Скорости, но Красная Смерть снимает шлем от костюма, и Барри видит, что внутри никого нет, то есть костюм управляется дистанционно. Флэш понимает, что Красная Смерть - это не аватар Негативной Силы Скорости. Райан приходит к Айрис и говорит ей, что она явилась из параллельной вселенной, в которой Флэш — величайший злодей, а она — герой-спидстер, которая боролась с ним и случайно убила Айрис из своей реальности. Для возвращения обратно в свою вселенную ей нужно запустить космическую беговую дорожку, а это может сделать только Барри. Айрис не верит Райан. Тогда та силой приводит её к Флэшу и, угрожая убить её, заставляет Барри запустить дорожку. В этот момент команда Флэша и группа Хартли засекают местоположение Флэша и приходят к нему на помощь. Марк предаёт злодеев и переходит обратно на сторону команды Флэша, перегружая и разрушая дорожку. Он остаётся прикрывать отход команды и жертвует собой. Хиона говорит команде, что Марка необходимо спасти. Красная Смерть решает отомстить Флэшу за то, что он не дал ей вернуться в её мир. Тем временем Джо и Сесиль спорят по поводу переезда из Централ-Сити, но в итоге решают остаться, после того как Сесиль при помощи своих метаспособностей помогает многим горожанам справиться с последствиями запуска дорожки. |            |                                                                                      |                    |                                                             |                 |                     |
| 176 | 5          | «Маска Красной Смерти. Часть 2» «The Mask of the Red Death, Part 2»                  | Рэйчел Талалэй     | Сюжет: Дэн Фиск Телесценарий: Джонатан Батлер               | 8 марта 2023    | 0,56                |
| Красная Смерть и её команда злодеев захватывают полицейский участок в Централ-Сити. Установив оборудование, они пытаются начать «Эру Красной Смерти», распространив свои ментальные проекции по всему городу. Сесиль при помощи своих способностей узнаёт, где находится Райан, а также понимает, что Марк ещё жив. Барри и Хиона убеждают остальных членов команды Флэша отправиться на спасение Марка. Когда они прибывают на место, то оказывается, что Марк — это приманка. Красная Смерть нападает на них и забирает у Флэша остатки Силы Скорости. Райан рассказывает Барри, что в усилении телепатии ей помог Горилла Гродд, который после Кризиса остался единственной разумной обезьяной. В итоге Марк оказывается спасён, но Хартли, метачеловек с огненными способностями и Златоликий оставляют Барри. Хиона целует Марка, и тот приходит в себя. Потерявший Силу Скорости Барри подавлен, но Джо воодушевляет его, напоминая, что его предназначение — вдохновлять людей, идущих за ним. Флэш решает попытаться убедить Гродда перейти на его сторону и спасти мир. Ему это удаётся, и горилла-телепат уничтожает оборудование Красной Смерти и помогает Флэшу вернуть Силу Скорости. Красная Смерть побеждает Флэша и его команду, но затем появляется Бэтвумен (Райан Уайлдер из этой реальности) и помогает одержать верх над ней. Джо предлагает Сесиль, чтобы он и их дочка переехали в другой город, а она осталась в Централ-Сити и стала супергероем. Она соглашается. Честер и Аллегра решает начать отношения. Хиона понимает, что Айрис беременна. |            |                                                                                      |                    |                                                             |                 |                     |
| 177 | 6          | «Хороший, плохой, везучий» «The Good, the Bad and the Lucky»                         | Чад Лоу            | Томас Паунд и Джесс Карсон                                  | 15 марта 2023   | 0,57                |
| Бекки Шарп, в жизни которой череда удач сменилась чередой неудач, попадает под арест по обвинению в покушении на убийство своего жениха, которого она не совершала. Сесиль становится её адвокатом и просит Аллегру о помощи в расследовании. Брат жениха Бекки рассказывает им, что тот был заядлым игроком и задолжал много денег опасным людям. Два мордоворота похищают Бекки, при помощи одного устройства направив мета-способности Аллегры и Сесиль против них самих. Сесиль переживает, что из-за расследования дела Шарп она пропустила день рождения дочери, но Аллегра успокаивает и воодушевляет её. Честер выясняет, что устройство, которое использовали модовороты, было сделано Златоликим, чтобы при помощи темной материи обращать мета-способности металюдей против них самих. Аллегра и Сесиль догадываются, что такое же устройство находится в обручальном кольце Бекки, и именно из-за него её удача сменилась на неудачу. Оказывается, что устройство туда поместил брат её жениха, который на самом деле оказывается игроманом-должником, а не его брат, как он рассказал. Он заставляет Бекки раздавать ему карты как крупье, чтобы заработать много денег и вернуть все свои долги. Сесиль и Аллегра успевают вовремя добраться до Бекки и снять с неё кольцо, после чего к ней возвращается удача, и они побеждают брата жениха и его мордоворотов. Сесиль приглашает Аллегру переехать жить к ней, и та соглашается. Тем временем Марк и Честер исследуют мета-способности Хионы и узнают, что она не метачеловек и вообще не человек, а что-то другое. |            |                                                                                      |                    |                                                             |                 |                     |
| 178 | 7          | «Безумные сны» «Wildest Dreams»                                                      | Джесси Уорн        | Кристен Ким и Джефф Хёрш                                    | 29 марта 2023   | 0,45                |
| Ниа Нал (Сновидица) путешествует по миру снов в поисках источника налторианской энергии. Она почти находит его, но её останавливает тёмная фигура в плаще с капюшоном, перед этим ей также является Айрис. Очнувшись, Ниа отправляется в Централ-Сити. Она встречается с Айрис, во время встречи ей снова является тёмная фигура с плаще с капюшоном, после чего Нию и Айрис засасывает в сон Айрис, в котором та является капитаном полиции Централ-Сити. Девушки переходят в следующий сон, в котором Айрис работает официанткой в кофейне. Ниа понимает, что сны Айрис отражают её переживания в реальной жизни о том, что она не контролирует своё будущее и ничего не решает. Ниа помогает Айрис справиться с этими переживаниями. Айрис тоже помогает Ние осознать, что всё нужно пустить на самотёк. Ниа делает это и понимает, что тёмная фигура в плаще с капюшоном — это первая сновидица. Та передаёт ей налторианскую энергию и обещает обучать её использовать её способности. Айрис и Ниа просыпаются. Тем временем Марк обращается с Хионой так, как обращался с Мороз, совершенно игнорируя её собственные желания, и расстраивает её этим, из-за чего она уходит. Марк извиняется перед Хионой и уезжает из города. После его отъезда Хиона грустит и замораживает всю еду дома у Сесиль. |            |                                                                                      |                    |                                                             |                 |                     |
| 179 | 8          | «Соучастники времени» «Partners in Time»                                             | Эд Фрэйман         | Сара Таркофф и Джошуа В. Гилберт                            | 5 апреля 2023   | 0,52                |
| В 2123 году ночью в оружейное хранилище С.Т.А.Р. Лабс проникает грабитель. В С.Т.А.Р. Лабс приходят с инспекцией несколько санитарных инспекторов, но что-то идёт не так, и инспекторы, Барри и Айрис оказываются заблокированы в лаборатории скорости и не могут покинуть её. В лаборатории один за другим появляются предметы из разных временных периодов. Флэш вспоминает, что в 2123 году в оружейном хранилище С.Т.А.Р. Лабс хранился магнит времени, и догадывается, что кто-то украл его, из-за этого они сейчас и оказались заблокированы в одном месте в одном моменте времени. Айрис понимает, что вор находится среди инспекторов. Неожиданно один из инспекторов превращается в античную статую, и Барри понимает, что если они не поторопятся, то все превратятся. Барри и Айрис догадываются, что вор — это инспектор электробезопасности. Та раскрывает, что на самом деле она Леди Хронос, которая украла магнит времени в будущем, но оказалась заблокирована в одном моменте и месте из-за него. Флэш заряжает пояс Леди Хронос и убеждает её вернуть украденный магнит времени на место в 2123 году, сдаться полиции, но остаться в живых. После того, как она возвращает магнит времени на место, то все инспекторы возвращаются, но не помнят ничего о произошедшем. Тем временем Честер и Аллегра признаются друг другу в любви. |            |                                                                                      |                    |                                                             |                 |                     |
| 180 | 9          | «Это моя вечеринка, и я умру, если захочу» «It's My Party and I'll Die If I Want To» | Даниэль Панабэйкер | Сэм Чолсен и Эмили Пализзи                                  | 26 апреля 2023  | 0,54                |
| Команда Флэша собирается отпраздновать 30-летие Барри (формально он родился более 30 лет назад, но из-за воздействия гамма-излучения в прошлом году стал моложе на 3 года). На праздник также приезжают Джон Диггл, Уолли Уэст и Дэвид Сингх. Диггл дарит Барри в подарок лук Оливера Квина, но Аллен отвечает, что не может принять этот подарок. Барри произносит тост, и все присутствующие (кроме Честера) выпивают, но затем неожиданно падают — напитки были отравлены. Оказывается, что за этим стоит Бладворк — он добавил частицы своей заражённой крови в напитки, и теперь все выпившие стали послушными ему зомби. Бладворк приказывает зомби атаковать Честера, а сам, проникнув в разум Уолли, пытается убедить его перейти на его сторону. Хиона спасает Честера, заморозив всех зомби. Барри наконец-то очнулся, но Уолли уже порабощён Бладворком и атакует его. Получив смертельное ранение от руки Уолли, Барри попадает в загробный мир, который представляется ему в виде Лиань Ю, и встречает там Оливера Квина. Оливер рассказывает, что, став Спектром, он после Кризиса создал новую мультивселенную взамен уничтоженной. Барри и Оливер понимают, что цель Бладворка — получить контроль над мультивселенной при помощи Уолли. Оливер при помощи своих божественных сил Спектра помогает Барри вернуться к жизни, и сам тоже временно возвращается в облике Зелёной Стрелы. Флэш дерётся с Уолли, а Оливер — с толпой зомби-горожан, насланных Бладворком. Хиона помогает Дигглу избавиться от контроля Бладворка. Барри перестаёт драться с Уолли и словами убеждает его выйти из-под контроля Бладворка. Объединившись, Флэш, Стрела, Уолли и Диггл побеждают Бладворка. Он превращается в обычного человека, излечившегося, но без сверхспособностей. Все зомби тоже приходят в себя. На прощание Оливер говорит Барри, что молния выбрала его и он стал ангелом-хранителем своего города. |            |                                                                                      |                    |                                                             |                 |                     |
| 181 | 10         | «Новый мир: Часть 1» «A New World, Part One»                                         | Эрик Уоллес        | Эрик Уоллес и Томас Паунд                                   | 3 мая 2023      | 0,42                |
| Проходит 9 месяцев с предыдущей серии. Жизнь членов команды Флэша идёт своим чередом: Айрис готовится скоро родить Нору, Честер делает для Аллегры супергеройский костюм, Хиона открывает в себе всё новые и новые способности, которые она использует для помощи людям. Неожиданно Барри исчезает в синей вспышке и переносится в 2000 год, в день убийства его матери. Он пытается побежать и вернуться назад в будущее, но у него не получается. Тогда он идёт в полицейский участок к Джо и просит его помочь ему связаться с доктором Кристиной МакГи (надеясь, что та сможет помочь ему вернуться в будущее). Барри звонит профессору Штейну и просит о помощи, но тот считает происходящее розыгрышем и отказывается помочь. На улице Аллена сбивает спидстер с красными молниями, после чего он едва не попадает под машину, но его спасают родители, которые случайно проходили мимо. Джо поднимает на месте аварии синий кристалл и подпадает под чей-то контроль. После разговора с родителями Барри встречает Обратного Флэша, хочет убить его, но останавливается, а тот говорит, что это не он перенёс Барри в 2000 год. Эобард Тоун рассказывает, что он хочет убить маленького 10-летнего Барри, и тот не сможет остановить его, потому что не в состоянии убить своего врага. Контролируемый извне Джо нападает на Барри в больнице, атакуя его синими вспышками, но Барри не может атаковать в ответ, так как это убьёт Джо. Тот, кто контролирует Джо, говорит Барри, что тот был избранным 9 лет, но сегодня начнётся новый мир. При помощи Силы Скорости Барри освобождает Джо от контроля и поднимает выпавший из него синий кристалл. После этого Барри надевает костюм Флэша и спешит на место убийства его матери. Он говорит Тоуну, что хочет спасти его и предлагает помириться, но тот отказывается. Флэш и Обратный Флэш врываются в дом Алленов и начинают драться друг с другом на огромной скорости. Флэш спасает 10-летнего себя, позволяя Тоуну убить свою мать, и велит своей версии из более раннего будущего не вмешиваться. Совершивший убийство Эобард Тоун выбегает из дома Алленов и узнаёт от Гидеон, что он потерял возможность перемещаться во времени и навсегда застрял в этом времени. Флэш исчезает в синей вспышке. Тем временем зрителям показывают события 2049 года, когда человек по имени Малкольм Гилмор, который выглядит как Эдди Тоун, является доктором и работает в лаборатории компании «Меркьюри». Вечером, когда он работает в лаборатории, в него бьёт красная молния. Он приходит в себя после попадания молнии, поднимает с пола досье Эдди Тоуна и спрашивает себя, кто это такой. |            |                                                                                      |                    |                                                             |                 |                     |
| 182 | 11         | «Новый мир: Часть 2» «A New World, Part Two»                                         | Кайла Комптон      | Сюжет: Лорен Филдс Телесценарий: Кристен Ким                | 10 мая 2023     | 0,39                |
| Команда Флэша, включая вернувшегося Марка, ведёт поиски Барри. Честер находит на месте исчезновения Флэша следы радиоактивного изотопа кобальта. Некто, пришедший в редакцию газеты Айрис, атакует Аллегру синими вспышками и вызывает утечку газа. Хиона спасает сотрудников газеты, надышавшихся газа. Аллегра после нападения лежит в коме из-за воздействия кобальтового излучения. Оказывается, что за нападением стоит попавший под контроль синего кристалла Марк. Он намеренно грубит Хионе, чтобы та ушла из С.Т.А.Р. Лабс, отвлекает Честера, нападает на Сесиль и вырубает её, а затем собирается атаковать Айрис, но его останавливает воплощение Силы Скорости в образе Норы Аллен. Воплощение Силы Скорости уходит, перед этим призвав Хиону и воодушевив её на помощь друзьям. Воодушевлённая Хиона дерётся с Марком, побеждает его и освобождает от контроля синего кристалла. Выпавший из Марка кристалл исчезает. У Айрис начинаются схватки. Барри возвращается из 2000 года и успевает как раз к началу родов своей дочери. Хиона говорит, что ей нужно будет вскоре покинуть команду. Барри снова исчезает в синей вспышке. Тем временем в 2049 году Малкольм Гилмор, переживший попадание красной молнии, приходит в полицию и приносит досье Эдди Тоуна. Он пытается понять, от чего умер Эдди Тоун и почему он так похож на него, но не находит ответов. Ведомый таинственным голосом, который слышит только один он, Малкольм продолжает поиски истины. Он приходит в редакцию газеты Айрис, где видит фотографию Айрис и Джо, которая пробуждает в нём воспоминания о последних мгновениях жизни Эдди. Затем Гилмор приходит на могилу Тоуна, раскапывает её и обнаруживает, что гроб пуст. Он вспоминает, что он и есть Эдди Тоун, и вытаскивает из раны на своей груди пулю, которой застрелился. |            |                                                                                      |                    |                                                             |                 |                     |
| 183 | 12         | «Новый мир: Часть 3» «A New World, Part Three»                                       | Стефан Плещински   | Джонатан Батлер и Сара Таркофф                              | 17 мая 2023     | 0,46                |
| Воплощение Силы Скорости в образе Норы Аллен снова является команде Флэша и говорит, что Негативная Сила Скорости перемещает Барри во времени. Команда решает, что Сесиль нужно отправить своё сознание в её же тело в будущем, чтобы помочь Барри там. Она перемещает сознание в будущее, но приходит в ужас от того, какова её жизнь в 2049 году (где она уделяет максимум времени супергеройству и минимум времени семье) и возвращается в настоящее время. Честер воодушевляет её ещё раз отправить своё сознание в будущее. Тем временем в 2049 году черная дыра засасывает комиссара полиции. Малкольм Гилмор/Эдди Тоун приходит в Музей Флэша и встречает там девушку, похожую на Нору, которая говорит, что она его дочь, и просит его пойти с ней в синюю вспышку/черную дыру, но Нора успевает остановить его. Команда Флэша 2049 года анализирует Эдди и узнаёт, что он представляет собой подобие черной дыры. Нора поднимает синий кристалл и попадает под его контроль. Она приводит Тоуна в лабораторию компании «Меркьюри» и провоцирует его на то, чтобы он открыто выступил против Барри, но тот снова отказывается. Норе является молодой Барри из 2023 года, и она атакует его синей вспышкой. Барри сбегает и переносит Эдди/Малкольма в его дом, но понимает, что там внутри всё фальшиво и пропитано негативными тахионами, то есть было создано Негативной Силой Скорости. Он думает, что Негативная Сила Скорости хочет, чтобы Эдди стал её новым аватаром. Флэш дерётся с Норой, а Сесиль (с сознанием, перенесённым из 2023 года) помогает ей освободиться от влияния синего кристалла. Честер понимает, что временная хронология начинает рушиться, из-за этого небо светится красными молниями. Эдди приходит к Айрис и после разговора с ней наконец поддаётся влиянию кристалла и становится новым аватаром Негативной Силы Скорости. |            |                                                                                      |                    |                                                             |                 |                     |
| 184 | 13         | «Новый мир: Часть 4» «A New World, Part Four»                                        | Ванесса Парис      | Эрик Уоллес и Сэм Чолсен                                    | 24 мая 2023     | 0,46                |
| Эдди Тоун, ставший Синим Кобальтом, при помощи Негативной Силы Скорости призывает Зума, Годспида, Обратного Флэша и Савитара и объединяет их, чтобы вместе победить Флэша. Флэш, команда Флэша и Нора из 2049 года вступают в схватку с отрядом злодеев-спидстеров. Сесиль побеждает Годспида, Нора — Савитара, Аллегра спасает Честера от Обратного Флэша, а Хиона расправляется с Зумом. Прибывший на помощь Джей Гаррик помогает Барри победить Синего Кобальта, забрав у него скорость. Тогда Эдди забирает скорость у поверженных злодеев-спидстеров. Временная хронология продолжает рушиться. Барри хочет поговорить с Эдди и переубедить его. Хиона отправляет Флэша в Негативную Силу Скорости. Там он пытается поговорить с Эдди, но тот не хочет его слушать, а только бьёт. В итоге Эдди всё-таки вспоминает момент своей смерти и то, что ему предшествовало, и выбрасывает синий кристалл. Он остаётся аватаром Негативной Силы Скорости, но соглашается сотрудничать и сосуществовать с Флэшом. Временная хронология восстановлена. Барри возвращается в больницу как раз к началу родов Норы. Марк выясняет, что Честер является метачеловеком, умеющим управлять чёрными дырами. Появляется Харрисон Уэллс с Земли-Прайм и говорит Хионе, что ей пора стать защитником естественного порядка. Она прощается с командой и уходит. После её ухода возвращается Кейтлин. Айрис рожает Нору. Приходит новость, что она выиграла Пулитцеровскую премию. Джо делает Сесиль предложение выйти за него замуж, она соглашается. Барри решает, что доступом к Силе Скорости должны обладать не только члены его семьи, и наделяет этим доступом случайных людей: Ивери Хо, Макса Меркьюри и Джесс Чемберс. Он решает начать обучать их использовать Силу Скорости и при их помощи создать новый лучший мир. |            |                                                                                      |                    |                                                             |                 |                     |